# Opel Astra F
Az Opel Astra F a német Opel egyik középkategóriás autója, amely az Opel Kadett utódjaként mutatkozott be 1991 júliusában. Ez volt az első globálisan Astrának keresztelt Opel.

## Története
Már az 1980-as évek derekán körvonalazódott egy középkategóriás, finomított technikai szolgáltatásokat nyújtó középkategóriás autó koncepciója. 1991 őszén mutatkozott be és ugyanezen év augusztusában került piacra az Opel Kadett utódjaként amely osztályának egyik legnagyobbja volt. Az Astra osztálya legjobbjai között szerepelt a Volkswagen Golf és a Renault 19 mellett. A modellt dicsérték a gazdaságos motorokért és a jó belsejéért.
Az Opel alsó középkategóriájú autók ábécé sorrendje szerint F jelölést visel, miután az előde az Opel Kadett E volt. A Kadett utolsó két, D és E generációját az Egyesült Királyságban már Astra néven forgalmazták, csak az ott Vauxhall Astra néven futott, ezután döntöttek a globális névváltoztatás mellett, s lett a soron következő F generáció Astra Kadett helyett. Az Astrát Németországban, Spanyolországban, Magyarországon, Lengyelországban, Belgiumban, Dél-Afrikában, Tajvanon, Argentínában, és az Egyesült Királyságban gyártották, utóbbi két helyen Vauxhall márkanév alatt. Érdekesség, hogy Dél-Afrikában továbbra is Kadett volt bizonyos típusai neve. Magyarországon Szentgotthárdon gyártották 1992-től. Hazánkban elsősorban az 1.6 literes motorral szerelt Astrákat gyártották, itt ez a típus terjedt is el leginkább. Szentgotthárdon egyéb más opel-motorok is készültek más típusokhoz (pl. Opel Corsa).
Összesen hat karosszéria változatban jelent meg: három- és ötajtós ferdehátú, négyajtós szedán, caravan, áruszállító, és cabrio. A limuzin a nagynak számító 500 literes csomagtartója miatt volt érdekes, majd az 1993-ban megjelenő, Bertone tervezte kis számban készült négyüléses Cabrio-t keltett feltűnést, amelynek 2,0 literes (később 1,8 16 V) motorja volt, ez a típus alapvetően a limuzin karosszéria volt a háromajtós modell ajtajaival.
A típus kapott egy sportváltozatot is, amely nem csak teljesítményben, hanem külsejét tekintve is különbözött az alapváltozatoktól, ez volt a GSi. A GSi változat más lökhárítókat, küszöbspoilert, illetve más hátsó “szárnyat” kapott, fedélzeti computert amely átlag és pillanatnyi fogyasztást is mutatott, továbbá sportos a Recaro által gyártott ülések kerültek bele. Ugyanennek a sorozatnak egy kisszériás verziójaként készült a Golf GTd mintájára a Dsi, amely a sportos kinézetet és belső felszereltséget kapta, de dízelmotorral szerelt változatban. A GSi csak háromajtós verzióban volt elérhető.
A standard felszereltségi szint a GL volt. 1992 elejétől a GL alatt egy alap modell működött, rádióval, a vezetőülés magasságának beállításával és szervokormánnyal. 1993 tavaszán az alap modell neve Young lett, és a rádió fel van szerelve ezzel. A GL fölött volt a GLS, amely alapkivitelben központi zárral, hátsó ülés középső kartámaszával, fűthető elektromos tükrökkel, színezett ablakokkal és részben festett lökhárítókkal van ellátva, a GL fekete helyett. A következő modell egy CD volt, amely ABS-sel rendelkezik a GLS, a hátsó fejtámlák és az elülső ablakemelők mellett.
Csak a caravan volt felszerelve Club felszerelésekkel, amelyek a GL szint mellett különleges kárpitokkal, sportülésekkel és fűtött elektromos tükrökkel voltak felszerelve. Ugyanaz a kárpit volt a GT verziónál, amely ködlámpákat, hátsó spoilert és test színű tükröket tartalmazott a Club mellett. Ez csak a ferdehátú modellek számára volt elérhető. A GT-t 1993 őszén Sportive-nek nevezték el.
A termékcsalád tetején egy 2.0i motoros GSi foglalt helyet, amely felismerhető megkülönböztető első rácsa, valamint a motorháztető-beömlők és a sportos lökhárítók alapján. Alapkivitelben járt hozzá az ABS fék, a fedélzeti számítógép, a 15” könnyűfém kerekek és a központi zár. A 16 szelepes motor volt a csúcs.
1994 után került sor a faceliftre, ennek oka az 1980-as évekből kölcsönzött, korábban az Opel Kadett E típuson is alkalmazott kiviteli elemek teljes eltüntetése volt. Az első fényszórók íve nagyobb lett, fekete-maszkolt hűtőrácsot és nagyobb első emblémát kapott. A Kadett tükröket felváltotta a gömbölyűbb kivitel, a narancssargát a színtelen irányjelző-búrák, a hagyományost a sötétített hátsó lámpatestek. A lökhárítók feketéről a karosszéria színére változtak, valamint az ajtón lévő díszlécek is módosultak. Egy kis hátsó spoilert is adtak a ferdehátú modellekhez, és a tetősínek alapfelszereltséggé váltak. A csomagtér ajtók új műanyagot kaptak, amely eltakarja az ajtózárat, és a feliratok fekete és ezüst színűről mindenütt krómra változtak. Ugyanez vonatkozik a motortípusra is – a fekete és ezüst nagyobb betűktől a kisebb krómozott betűkig. A belső térben újabb kormánykerék került, két, három és a négyküllős kivitelben. Ennek oka az 1980-as évekből kölcsönzött, korábban az Opel Kadett E típuson is alkalmazott kiviteli elemek teljes eltüntetése volt.
A vezető légzsája 1994 nyarán minden modellnél széria lett. A gáz lengéscsillapítók újdonságok voltak a futóművén. Az új motorok az 1,7 DTL dízelmotor és az 1,4i 16V, 1,6i 16V, 1,8i 16V és 2,0i 16V Ecotec Benzin motorok voltak. A központi zár mind a négy, mind az öt ajtón alapfelszereltség volt. A szervószivattyú bordásszíja 6 bordás lett, a belső kijelzőn hőmérő kapott helyet. A kesztyűtartóról eltűnt a zár, kivonták a kék színű belső kárpitot, hátul krómozott jelvény a Kadett jelvény helyett, megjelent a csomagtérajtón a fekete műanyag borítás. A ködlámpák a lökhárítóba kerülnek.
1996 elején bevezették a GL és a GLS közötti Komfortot, első elektromos ablakemelőkkel, fűthető elektromos tükrökkel és hátsó középső kartámasszal. 1996 szeptemberében a Sportive-t a Sporty váltotta fel, amelynek metál fényezése, elektromos első ablakemelő és bőrrel díszített kormánykerék volt. A többi Astrashoz hasonlóan testszínű lökhárítókkal és ködlámpákkal rendelkezik. 1996 végén a metálfényezés is szabványossá vált. A GSi 16V-t befejezték, és a 2.0i (136 LE) maradt a legerősebb. Az 1997-es Cabrio elektromos tetővel jött be.
Kirobbanó üzleti sikernek számított az Astra F, 4,13 milliós eladással a mai napig minden idők legnagyobb példányszámban eladott Opelje, melyhez természetesen az is segített, hogy Astra Classic néven az 1998-ban érkezett Astra G, 2004-ig tartott gyártása alatt is kínálatban maradt. Itthon egyaránt kedvelték a magán- és a céges vásárlók, de jócskán vásárolt belőle a rendőrség és a honvédség is.
Az alapfelszereltség mellett itt is voltak extrák. ABS, ETC kipörgésgátló, szervokormány, tempomat, elektromos ablakemelők (csak elöl és vagy hátul is), színezett üveg, elektromos tükrök fűtéssel, fedélzeti számítógép, tetőablak, légkondicionáló, bőr ülések és kárpitok, fűtött első ülések, elülső fejtámlák állítható magassággal és dőléssel. Állítható magasságú vezetőülés, első sport ülések, háttámlák fejtámlákkal, hátsó ülés háttámla, színezett üveg, állítható magasságú kormánykerék, világító hátsó kapaszkodók, háromféle rádió (SC202, SC303, SC804, CAR200, CAR300), elektromos antenna, tetőcsomagtartó, központi zár, riasztó, ködlámpa, fényszórómosó, állítható magasságú fényszórók, automata sebességváltó, könnyűfém kerekek.
Az Astrák első kiadásait GL, GLS, CD, CDX, CLUB, GT, GSi címkével láttak el. Egyéb limitált kiadások: CALIFORNIA, SPORTIVE, COOL, DREAM, DIAMOND, II. CHAMPION, TEAM, SUNSHINE, COMFORT, STYLE, SEASON.
Miután a németországi gyártást 1997-ben leállították, más helyeken, így Magyarországon is leállt a termelés, kivéve Lengyelországot, ahol még folytatódott a gyártás „Classic” jelzéssel. Ezeket az autókat 1998-tól árusították, de ezzel egy egyszerűsítő facelift is következett: az ajtókárpitokat teljesen feketére váltották, eltűnt a műanyag borítás a csomagtérajtóról, és felkerültek az első sárvédőkre a kiegészítő index burák, emellett néhány példányt oldalsó díszcsík nélkül gyártottak le.

### Facelift előtti modellek
- CD (1992.08-1994.07) 4 és 5 ajtós kivitel, kézi tolható tetővel, króm csíkokkal ellátott oldalsó díszlécek és lökhárítók, velúr ülésekkel, hátsó fejtámlákkal és fűtött külső tükrökkel.
- Club (1991.10-1994.07) csak caravan, megfelel a GLS-nek, de GT üléses sportülésekkel. Biztonsági övek elöl-hátul: állítható magasságúak, biztonsági övfeszítő rendszer az első biztonsági öveknél, aktív, csomagtérroló, fejtámlák elöl [2 db], hátsó ablaktörlő-mosó berendezés, katalizátor, keréktárcsa-dísztárcsák: speciális, kesztyűtartó: zárható [megvilágítással], külső visszapillantó tükrök: belülről állíthatók, légzsák a vezetőoldalon, mikrofilter [por-és pollenszűrő], rádió-magnó: CAR 300, sebességváltómű: 5 fokozatú mechanikus, szépítkezőtükör az utasoldalon, színezett üvegek, Tetőcsomagtartó sín, ülések hátul: osztható, ütközésvédelem: oldalsó merevítés az ajtókban, vészhárítók a karosszéria színében, vészhárítók és külső tükrök a karosszéria színében, világítás: ködfényszórók elöl, ülések: állítható magasságú vezetőülés, sportülések, króm csíkokkal ellátott oldalsó díszlécek és lökhárítók
- GL (1991.10-1994.07). 3, 4, 5 ajtós és caravan kivitelek, Bel.áll.külső vp. tükrök [2 db], Fejtámlák [2 db], Hátsó ablaktörlő-mosó berendezés, hátsó ülés, osztható, katalizátor, mechanikus váltó, 5-fokozatú
- GLS (1991/10-1994/07) 4 és 5 ajtós kivitelek, ezüst csíkokkal az oldalsó díszlécekben, ködlámpák, kiegészítő tároló rekesz a kesztyűtartó alatt és osztott hátsó ülés kartámasz és sílécnyílás.Bel.áll.külső vp. tükrök [2 db], Fejtámlák [2 db], fordulatszámmérő, hátsó ülés, osztható, kárpit: velúr, katalizátor, központizár, mechanikus váltó, 5-fokozatú

- GT (1991/10-1994/02) Az Astra sportosabb változata 2.0 8v (C20NE), 1.8 8v (C18NZ), 1.6 8v (C16SE), 1.4 8v (C14SE) motorokkal. Az autó szürke belseje volt, a Recaro sport első ülései állítható magasságú és dőlésű keret fejtámlákkal, állítható vezetőülés-magassággal, aszimmetrikusan elosztott hátsó üléssel, az első utastér világításával és a csomagtartóval rendelkeztek. Három küllős kormánykerék szervokormánnyal. Az autónak króm kipufogócsövével, háromutas katalizátorral, sportossá hangolt futóművel és elektronikus fordulatszámmérőjével volt felszerelve. Az autó három- és ötajtós változatban volt, fekete, fehér, sötétkék, piros színekben volt kapható, dekoratív piros vonallal a lökhárítókon és az oldalsó díszléceken az autó körül, a GT emblémával az első sárvédő szélein.
- GSi (1991/10-1994/02) 3 ajtós sport változat, sajátos lökhárítókkal,motorháztetővel, tetőszárnnyal, 15" könnyűfémfelni. GSi-kről lentebb!-GSi16V (1991/10-1994/02) 3 ajtós sport változat, sajátos lökhárítókkal,motorháztetővel, tetőszárnnyal, 15" könnyűfémfelni.
- DSi (1993/12) csak Caravan dízel, limitált példányszámban.

### Limitált modellek
- California (1994/02-1994/07) 3, 4, 5 ajtós és caravan kivitelek ( 1,4i, 1,6i, 1,6Si, 1,7D, 1,7TD), légzsák (vezető oldali oldal),Külső visszapillantó tükrök színrefújva, Színes üvegezés, tetősínek (csak caravan),vezetőülés magassága állítható, Rakománytér burkolat (csak caravan), manuális üveg tolótető, Rádió SC 202, szervokormány (az 1.4i kivételével), TID Hármas információs kijelző
- Elegance (1993/06-1994/07) 4 és 5 ajtós kivitelek (1,6i, 1,6Si, 1,8i, 1,8 16V, 1,7TD), GLS extrákon felül, Légzsák, színre fújt Külső visszapillantó tükrök, Színes üvegezés, Bőr kormánykerék, bőr váltó gomb, Manuális üveg tolótető, Rádió SC 202, könnyűfém kerekek, gumiabroncsok 185 / 60R14,Lökhárítók részben színre fújva,
- Sportive (1993/03-1994/07) Kiadva 1,4 (60 kW), 1,6 (52 kW), 1,6 (55 kW), 1,8 (66 kW), 1,8 16V (92 kW), 2,0 (85 kW), 1,7 TD (60 kW). 3, 5 ajtós és Caravan kivitelekben. Alapfelszereltség: fordulatszámmérő, TID kijelző, idő, dátum, óra, szervokormány, vezető és utas légzsák, színezett üveg, központi zár, sportülések. A Recaro kárpitozva van a "Petit Point" antracitban, a rádió Blaupunkt SC303, színrefújt tükrök, elöl és hátul a lökhárítók részben karosszéria színűek. Az autó díszítővörös vonallal látták el a lökhárítókat és az ajtódíszcsíkokat.
- Diamond Abban az időben nagyon exkluzív kiadás volt, 3, 5 ajtós, sedan és caravan kivitelek, díszítő emblémával a gyémánt embléma első sárvédőin, dekoratív ezüst vonallal az autó lökhárítóin és oldalsó díszlécein. Motorok: 1,6 52 kW / 71 PS, 1,8 66 kW / 90 PS, 1,8 16V 92 kW / 125 PS, 1,7D 40 kW / 55 LE, 1,7 TD 60 kW / 82 LE. A felszereltség tartalmazza az könnyűfém kerekeket erre a kiadásra: 5.5J x 14, 175/65 R14 gumiabroncsokkal, szervokormány, ABS, sztereó 6 hangszóró hanggal, bőr kormánykerékkel, elektromos ablakemelőkkel, az első ülés fejtámláival, a vezetőülés állítható magasságával, "Dali" kárpitmintázat. Tükrök karosszéria színű, az első és a hátsó lökhárító részben autó színű. Az autó színe: füstszürke, Spectral Blue, Aurora, Heliotrope.
- Vision (1993/03-1994/04) 3, 4, 5 ajtós és caravan kivitelek (1,4i, 1,6i, 1,7D, 1,7TD), GL extrákon felül: zöld csíkok az oldallécen,Külső visszapillantó tükrök színrefújva, Színes üvegezés, tetősínek (csak caravan), A vezetőülés magassága állítható,Rakománytér burkolat (csak caravan), manuális üveg napfénytető (Kivétel caravan), Rádió SC 202, Szervokormány az 1.6i motorhoz
- Irmscher Edition (1993/08-1994/07) csak caravan, C20XE motorral, bőr ülésekkel

| Motor és felszereltség                                                              | Motorkód       | Teljesítmény (kW/Umin) | Kódok                     | Váltó, Áttétel                                                       | Gyártás              |
| Benzin motorok                                                                      | Benzin motorok | Benzin motorok         | Benzin motorok            | Benzin motorok                                                       | Benzin motorok       |
| Euro 1                                                                              | Euro 1         | Euro 1                 | Euro 1                    | Euro 1                                                               | Euro 1               |
| ----------------------------------------------------------------------------------- | -------------- | ---------------------- | ------------------------- | -------------------------------------------------------------------- | -------------------- |
| 1.4i - Club - GL - GLS - Vision                                                     | C14NZ          | 44 / 5200              | Opel: 21-C RPO: 2H6 & T5X | Manuális F13WR, 4,18                                                 | 10/91 – 07/94        |
| 1.6i - CD (*01/93 -) - Club - GL - GLS - GT                                         | C16NZ          | 55 / 5200              | Opel: 21-R RPO: L73 & T5X | Manuális: ?CR, 3,74 ?WR, 3,94                                        | 10/91 – *03/93       |
| 1.6Si - CD - Club - Elegance - GLS,- GT - Sportive                                  | C16SE          | 74 / 5800              | Opel: ? RPO: L55 & T5X    | Manuális: ?WR, 3,94 ?CR, 3,94 (Club) Automata váltó ?, 3,64?         | 03/93 – 07/94        |
| 1.8i- CD (*01/93) - Club - Elegance - GL, – GLS, – GT - Sportive                    | C18NZ          | 66 / 5400              | Opel: 21-T RPO: LH8 & T5X | Manuális: ?CR, 3,72?WR, 3,72 Automata váltó: ?, 2,86 (Frühjahr 1992) | 10/91 – *01/93 07/94 |
| 1.8i 16V - Elegance - Sportive                                                      | C18XE          | 92 / 5600              | Opel: ? RPO: L79 & T5X    | Manuális F18WR                                                       | vsl. 06/93 -         |
| 2.0i -CD (nur 5-Türer und Caravan) - Club - GSi                                     | C20NE          | 85 / 5400              | Opel: 21-D RPO: LE4 & T5X | Manuális: F16CR, 3,55 F16WR, 3,72                                    | 10/91 – 03/93*       |
| 2.0i 16V - GSi 16V                                                                  | C20XE          | 110 / 6000             | Opel: 21-J RPO: LJ1 & T5X | Manuális F20CR, 3,42 (- ?) F18CR, 3,45 (? -)                         | 10/91 – 07/94        |
| Euro 2 és D3                                                                        |                |                        |                           |                                                                      |                      |
| 1.6i - California - CD - Club - Elegance - GL,- GLS,- GT - Sportive - Vision        | X16SZ          | 52 / 5000              | Opel: 21-Q RPO: L73 & NA5 | Manuális F13WR?, ?Automata váltó AFxx, ? (06/93? -)                  | 05/93 – 07/94        |
| Diesel motorok                                                                      |                |                        |                           |                                                                      |                      |
| euro besorolás nélkül                                                               |                |                        |                           |                                                                      |                      |
| 1.7 D - Club - GL - GLS                                                             | 17D            | 42 / ?                 | Opel: 21-8 RPO: LU7 & ?   | Manuális F13WR, 3,74                                                 | 10/91 – 07/92        |
| 1.7 D - Club - Elegance - GL - Vision                                               | 17DR           | 44 / 4600              | Opel: 21-8 RPO: LU7 & ?   | Manuális F13WR, 3,74                                                 | 08/92 -*03/93 07/94  |
| 1.7 TD - CD (*01/93, csak Caravan) - Club - Elegance - GL,- GLS - Sportive - Vision | 17DT           | 60 / 4400              | Opel: 21-9 RPO: ?         | Manuális: ?WR, 3,72 (- ?) ?WR, 3,57 (? -)                            | 10/91 – *01/93 07/94 |

### Facelift utáni modellek
- CDX (1995-1996) 4 és 5 ajtós kivitelek, krómcsíkkal a lökhárítókon és az oldalsó díszléceken, elektromos ablakok és tükrök
- Club (1994/08-1996/07) csak caravan, megfelel a GLS-nek. Biztonsági övek elöl-hátul: állítható magasságúak, Biztonsági övfeszítő rendszer az első biztonsági öveknél, aktív, Csomagtérroló, Fejtámlák elöl [2 db], Hátsó ablaktörlő-mosó berendezés, Katalizátor, Keréktárcsa-dísztárcsák: speciális, Kesztyűtartó: zárható [megvilágítással], Külső visszapillantó tükrök: belülről állíthatók, Légzsák a vezetőoldalon, Mikrofilter [por-és pollenszűrő], Rádió-magnó: CAR 300, Sebességváltómű: 5 fokozatú mechanikus, Szépítkezőtükör az utasoldalon, Színezett üvegek, Tetőcsomagtartó sín, Ülések hátul: osztható, Ütközésvédelem: oldalsó merevítés az ajtókban, Vészhárítók a karosszéria színében, Vészhárítók és külső tükrök a karosszéria színében, Világítás: ködfényszórók elöl, Ülések: állítható magasságú vezetőülés, sportülések
- Dream (1996/06-1997/12) 3, 4, 5 és caravan kivitelek. Kiadva: 1,6 (55 kW), 1,6 16 V (74 kW), 1,8 16 V (85 kW), 2,0 16 V (100 kW), 1,7 TDS (60 kW) motorokkal felszerelt. ABS, szervokormány, manuális klíma, indításgátló, központi zár, elektromos tükrök, elektromos ablakok, tetőablak, ködlámpa, vezető és utas légzsák, vezetőülés magasság állítás, fordulatszámmérő, információs kijelző óra, dátum, idő, rádió CAR300 üléshuzat a "Villám" mintában. Karosszéria színére fényezve a visszapillantó tükrök, az első és a hátsó lökhárító.
- GL (1994/08-1996/06) 3, 4, 5 ajtós és caravan kivitelek. Belülről állítható külső tükrök [2 db], Fejtámlák [2 db], Hátsó ablaktörlő-mosó berendezés, Hátsó ülés, osztható, Katalizátor, Mechanikus váltó, 5-fokozatú
- GLS (1994/06-1996/06) 4, 5 ajtós kivitelek, ezüst csíkokkal az oldalsó díszlécekben, ködlámpák, kiegészítő tároló rekesz a kesztyűtartó alatt és osztott hátsó ülés kartámasz és sílécnyílás. Bel.áll.külső vp. tükrök [2 db], Fejtámlák [2 db], Fordulatszámmérő, Hátsó ülés, osztható, Kárpit: velúr, Katalizátor, Központizár, Mechanikus váltó, 5-fokozatú

- GSi (1994/08-1996/06) 3, 5 ajtós és caravan kivitelek, sport változat, széria kinézet, 15" könnyűfémfelni

- Motion (1996/06-1997/12) 3, 5 ajtós és caravan modellek, elektromos tetőablak, könnyűfém kerekekkel 5,5x14, sportülésekkel és tetőantennával, Fordulatszámmérő, Rakománytér burkolat (csak caravan), bőr kormánykerék, Rádió CAR 300, Sportváltó (1,7 TDS-nél nem), központi zár (csak caravan)
- Sport (1994/08-1996/06) 3, 5 ajtós és caravan kivitelek, színre fújt lökhárítók, tükrök, ködlámpa, ABS, színezett üvegek, elektromos ablak elöl, ködlámpa, fényszóró magasságállítás, Könnyűfém felni, mechanikus napfénytető, check controll, sportülések.
- Style (1997/01-1997/12) 4, 5 ajtós és caravan kivitelben. Kiadva: 1,6 (55 kW), 1,6 16 V (74 kW), 1,8 16 V (85 kW), 2,0 16 V (100 kW) motorokkal felszerelt. ABS, bőr szervokormány, klíma manuális, indításgátló, központi zár, elektronikus tükrök, első elektromos ablakemelők, színezett üveg, ködlámpa, vezető és első utas légzsák, hátsó fejtámlák, fordulatszámmérő, információs kijelző óra, dátum, idő. Rádió CAR300, üléskárpit "Twinkle" mintával. Fényezett visszapillantó tükrök, az első és a hátsó lökhárító.

- Sunshine (1995/01-1995/08) 3, 4, 5 ajtós és caravan kivitelek. Ezt a kiadást gyártották: 1,4 (44 kW), 1,6 (52 kW), 1,6 16 V (74 kW), 1,7D (50 kW) motorokkal. Felszereltség: fordulatszámmérò, TID kijelző idő, dátum, rádió, hőmérséklet, szervokormány, a vezető magassága állítható ülés, bőr kormánykerék, rádió CAR300, SC 303, középső háttámla a hátsó ülésekben. Kárpitozott "hullám" mintázat, tetőablak, acélkerekek 5,5J × 14 175/65 R 14-82T dísztárcsákkal e kiadáshoz. Opcionális felszerelés: légkondicionáló.
- Trend

### Limitált kiadások
- Champion I (1995/08-1996/05) 3, 5 ajtós és caravan kivitelek, 1996-ban az Opel az EURO 96 Európa Labdarúgó Bajnokság hivatalos szponzora volt, és erre az alkalomra készítette a Bajnok kiadást. Ezt a kiadást 1,4i (44 kW), 1,4 16V (66 kW), 1,6 (55 kW), 1,6 16V (74 kW), 1,8 16V (85 kW), 1,7D (50 kW), 1,7 TD táplálták. A jármű alapfelszereltsége: ABS, szervokormány, ködlámpa, színezett üveg, elektromos napfénytető, központi zár, indításgátló, bőr kormánykerék, fordulatszámmérő, vezető és utas légzsák. Az első és a hátsó lökhárító részben karosszéria színű. Tükrök Is színre fújva. Könnyűfém kerék 5˝J × 15 méretben. Hullámos ülés kárpit, az első és a hátsó sor fejtámlái, a hátsó ülés középső háttámla, "Wave" mintázatú kárpit, CAR300 rádió hat hangszóróval, elektromosan működtetett antenna. Az autó opcionális berendezéssel, rádióval, CD-lejátszóval, légkondicionálóval szállították.
- Champion II (1996/06-1996/12) 3, 5 ajtós és caravan kiviteleknél, ahol három futball-labda díszíti az első ajtó díszléceit. Kárpitos belső minta "inka". Egyéb könnyűfém kerekek 5J × 15. Az autó színei "lángvörös", "mágneses kék" vagy titán.
- Cool (1996/01-1996/06) 3, 4, 5 ajtós és caravan kivitelek, légkondicionálóval. Kiadva 1,6 (55 kW), 1,6 16 V (74 kW), 1,8 16 V (85 kW) motorokkal. Felszerelt: szervokormány, fordulatszámmérő, ABS, légkondicionáló, vezető és utas légzsák, színezett üveg, első elektromos ablakok, fejtámlák, állítható magasságú vezetőülés, "Ascot" vagy "Sticks" kárpit, osztott hátsó ülések, ködlámpa világítás, TID információs kijelző, rádió Blaupunkt CAR 300, acélkerekek 5,5 J × 14, 175/65 R14 gumiabroncsokkal, központi zár, indításgátló. Visszapillantó tükrök, teljesen fényezett első és hátsó lökhárító, vagy félig lakkozott kivitel.
- Cool Dream (1997/05-1997/12) 3 és 5 ajtós, négyajtós és caravan kivitelek, (1,6i, 1,6 16V, 1,8 16V) ABS, színrefújt Külső visszapillantó tükrök, Színes üvegezés, Fordulatszámmérő, A vezetőülés magassága állítható, Légkondicionáló,A hátsó fejtámla, Rakománytér burkolat (csak caravan), Középső kartámasz hátsó ülésen, ködlámpa, Rádió CAR 300, Szervokormány, központi zár (csak caravan)
- Cool Motion (1997/05-1997/12) 3 és 5 ajtós és caravan (1,6i, 1,6 16V, 1,8 16V, 2,0 16V) ABS, könnyűfém kerék 5½Jx14 (nem 2.0 16V), könnyűfém kerék 5½Jx15 (csak 2.0 16V), Külső visszapillantó tükrök, Színes üvegezés, Fordulatszámmérő, A vezetőülés magassága állítható, Légkondicionáló, Rakománytér burkolat (csak caravan), bőr kormánykerék, ködlámpa, Rádió CAR 300, Sportváltó, Sportülések,központi zár (csak caravan)

- Season (1995/12-1996/06) 3, 4, 5 ajtós és caravan kivitelek. Kiadva: 1,4 (44 kW), 1,6 (52 kW), 1,6 16 V (74 kW), 1,8 16 V (85 kW), 1,7 D (50 kW), 1,7 TD (60 kW)motorokkal. GL Alapfelszereltségen felül: szervókormány, fordulatszámmérő, tetőablak, ABS, vezető és utas légzsák, fejtámlák, állítható magasságú vezetőülés, "Asccot" vagy "Sticks" kárpit, split hátsó ülések, ködlámpa, információs kijelző, rádió Blaupunkt CAR 300, 6 küllős könnyűfém kerekek vagy 5,5 J x 14 acélkerék 175/65 R14 gumiabroncsokkal, központi zár, indításgátló. visszapillantó tükrök karosszéria színben, részben az lökhárító első és hátsó színében. Téli csomag különleges áron: elektromosan állítható külső tükrök, Fényszórómosó, Fűtött ülések.
- Exclusiv (csak caravan) (légkondicionálóval, könnyűfém keréktárcsákkal, ködlámpákkal és gyöngyházfestéssel)

- HVG (1995/01-1995/12) Csak magyar piacra 1,4 8v motorral szerelve, Elektromos ablakemelők elöl, Fejtámlák elöl [2 db], Fordulatszámmérő, Kárpit: szövet, Kesztyűtartó: zárható [megvilágítással],Központi zár, Külső hőmérsékletmérő, digitális időóra, Mikrofilter [por-és pollenszűrő], Rádió-magnó: SC 202 Blaupunkt, Szépítkezőtükör az utasoldalon, Ülések: állítható magasságú vezetőülés, Speciális ülések, Ülések hátul: osztható, Hátsó ablaktörlő- és mosóberendezés, Külső visszapillantó tükrök belülről állíthatók, Színezett üvegek, Világítás: ködfényszórók elöl, Állítható magasságú biztonsági öv, Aktív biztonsági övfeszítő rendszer az első biztonsági öveknél, Indításblokkoló, Katalizátor , Légzsák a vezetőoldalon, Sebességváltómű: 5 fokozatú mechanikus, Oldalsó merevítés az ajtókban
- Classic (1999/01-2002/09) 4, 5 ajtós és caravan kivitelek, Elektromos ablakemelők elöl, Fejtámlák elöl-hátul [4 db], Elektromos magasságállítós fényszóró, Fordulatszámmérő, Belső levegőkeringető rendszer, Digitális óra, Kárpit: szövet, Kesztyűtartó: zárható, 4 küllős komfort kormány – Központi zár, Külső hőmérsékletmérő, Mikrofilter [por-és pollenszűrő], Rádió-magnó előkészítés, antenna, Ülések: állítható magasságú vezetőülés, Ülések hátul: Osztottan dönthető hátsó üléstámla, Kiegészítő oldalsó irányjelzők, Külső visszapillantó tükrök belülről állíthatók, Külső visszapillantó tükrök elektromosan állíthatók és fűthetők, Külső visszapillantó tükrök a karosszéria színében, Oldalsó gumivédőcsík, Színezett üvegek, Világítás: ködfényszórók elöl, Vészhárítók: részben fényezett vészhárítók a karosszéria színében, Állítható magasságú biztonsági öv, Aktív biztonsági övfeszítő rendszer az első biztonsági öveknél, Indításblokkoló, Katalizátor, Légzsák a vezető-és utasoldalon, Sebességváltómű: 5 fokozatú mechanikus, szervokormánymű, odalsó merevítés az ajtókban. Kérhető extrák voltak: rádió-magnó: CAR 300
- Classic Start (1999/01-2002/09) Fejtámlák elöl-hátul [4 db], Elektromos magasságállítós fényszóró, Belső levegőkeringető rendszer, Digitális óra. Kárpit: szövet, Kesztyűtartó: zárható, Külső hőmérsékletmérő, Mikrofilter [por-és pollenszűrő],Rádió-magnó előkészítés, antenna, Ülések hátul: Osztottan dönthető hátsó üléstámla, Kiegészítő oldalsó irányjelzők, Külső visszapillantó tükrök belülről állíthatók, Oldalsó gumivédőcsík, Színezett üvegek, Állítható magasságú biztonsági öv, Aktív biztonsági övfeszítő rendszer az első biztonsági öveknél, Indításblokkoló, Katalizátor, Sebességváltómű: 5 fokozatú mechanikus, Oldalsó merevítés az ajtókban. Kérhető extrák voltak: Elektromos ablakemelők elöl, Központi zár, Rádió-magnó: CAR 300, Ülések: állítható magasságú vezetőülés, Fényezés: metál, kétrétegű, Brilliant lakkozás, Könnyűfém keréktárcsák: 15'' ,Keréktárcsák szélesített abroncsokkal, blokkolásgátló fékrendszer [ABS], légzsák a vezető-és utasoldalon, szervokormánymű

| Motor és felszereltség | Motorkód       | Teljesítmény (kW/Umin) | Kódok                           | Váltó, Áttétel                                   | Gyártás                       |
| Benzin motorok | Benzin motorok | Benzin motorok         | Benzin motorok                  | Benzin motorok                                   | Benzin motorok                |
| Euro 1 | Euro 1         | Euro 1                 | Euro 1                          | Euro 1                                           | Euro 1                        |
| --- | -------------- | ---------------------- | ------------------------------- | ------------------------------------------------ | ----------------------------- |
| 1.4i - Club - GL - GLS - Season - Sunshine                                                                                           | C14NZ          | 44 / 5200              | Opel: 21-C RPO: 2H6 & T5X       | Manuãlis ?, 4,18                                 | 08/94 – 06/96                 |
| 1.8i 16V - CDX - Champion - Champion II - Sport                                                                                      | C18XEL         | 85 / 5400              | Opel: ? RPO: L79 & T5X          | Manuális F18, 3,74                               | 08/94 – 04/95*                |
| 2.0i 16V - GSi | C20XE          | 110 / 6000             | Opel: 21-J RPO: LJ1 & ?         | Manuális F18CR, 3,45                             | 08/94 – 06/96                 |
| Euro 2 és D3 |                |                        |                                 |                                                  |                               |
| 1.4i - Classic - Dream | X14NZ          | 44 / 5200              | Opel: 21-3 RPO: 2H6 & NA5       | Manuális ?, 4,18!                                | 06/96 – 12/97                 |
| 1.4i 16V -GL -Classic -DReam | X14XE          | 66 / 5600              |                                 | Manuális F13WR                                   | 06/96-12/98                   |
| 1.6i - CDX - Champion - Club - GL - GLS - Sunshine                                                                                   | X16SZ          | 52 / 5000              | Opel: 21-Q RPO: L73 & NA5       | Manuális ?, 3,74                                 | 08/94 – 04/95*                |
| 1.6i - Classic - CDX - Champion II - Club - Cool Dream - Cool Motion - Dream - GL,- GLS - Motion - Season - Style                    | X16SZR         | 55 / 5200              | Opel: 21-S RPO: L73 & NA5 & W7X | Manuális F13WR, 3,74! Automata váltó: AF13, 4,12 | 02/96 – 06/96* ?05/97 – 12/97 |
| 1.6i 16V - CDX - Champion - Champion II - Club - Cool Dream - Cool Motion - Dream - GLS - Motion - Season - Sport - Style - Sunshine | X16XEL         | 74 / 6200              | Opel: 21-M RPO: L91 & ?         | Manuális ?, 3,55 Automata váltó: AF13, 4,12      | 08/94 – 12/97                 |
| 1.8i 16V - CDX - Cool Dream - Cool Motion - Dream - Motion - Season - Sport - Style                                                  | X18XE          | 85 / 5400              | Opel: 21-V RPO: L79 & NA5       | Manuális: F18?, 3,74 Automata váltó: AF20, 2,81  | ?02/96 – 12/97                |
| 2.0i 16V - CDX - Cool Motion - GSi - Motion - Style                                                                                  | X20XEV         | 100 / 5600             | Opel: 21-W RPO: L34 & ?         | Manuális ?, 3,45/3,74 Automata váltó: ?, 2,81?   | ?04/95 – 12/97                |
| Diesel motorok |                |                        |                                 |                                                  |                               |
| Euro 2 |                |                        |                                 |                                                  |                               |
| 1.7 TD - Classic - Club - Dream - GL - GLS - Season - Sunshine                                                                       | X17DTL         | 50 / 4500              | Opel: 21-A RPO: 2H8 & ?         | Manuális ?, 3,55                                 | 08/94 – 12/97                 |
| 1.7 TDS - Astra - CDX - Champion - Champion II - Club - Dream - GL - GLS - Motion - Season - Sport - Sunshine (08/95 -)              | X17DT          | 60 / 4400              | Opel: 21-9 RPO: LU8? & ?        | Manuális F18WR, 3,57                             | 08/94 – 12/97                 |

Cabrio
| Motor és felszereltség                    | Motorckód      | Teljesítmény (kW/Umin) | Kódok                           | Váltó, áttétel                                                   | Gyãrtás                   |
| Benzin motorok                            | Benzin motorok | Benzin motorok         | Benzin motorok                  | Benzin motorok                                                   | Benzin motorok            |
| Euro 1                                    | Euro 1         | Euro 1                 | Euro 1                          | Euro 1                                                           | Euro 1                    |
| ----------------------------------------- | -------------- | ---------------------- | ------------------------------- | ---------------------------------------------------------------- | ------------------------- |
| 1.8 16V - Bertone Edition - Cabrio        | C18XEL         | 85 / 5400              | Opel: 21-V RPO: 2H2 & T5X       | Manuális F18?, 3,74 (22-4)                                       | 08/94 – 08/95 ? 01/96 - ? |
| 2.0i - Cabrio                             | C20NE          | 85 / 5400              | Opel: 21-? RPO: LE4 & T5X       | Manuális F16WR?, 3,72                                            | 05/93 - ?                 |
| Euro 2 és D3/D4                           |                |                        |                                 |                                                                  |                           |
| 1.6i - Cabrio - Dispo 1.6                 | X16SZ          | 52 / 5000              | Opel: 21-Q RPO: L73 & NA5       | Manuális F13CR, 3,74? (22-3) Automata váltó: AF13?, 3,64? (22-6) | ?08/09/93 – 02/95?        |
| 1.6 - Ambiente - Bertone Edition - Cabrio | X16SZR         | 55 / 5200              | Opel: 21-S RPO: L73 & NA5 & W7X | Manuális F13CR, 3,74? Automata vãltó:AF13, 3,64? (22-6)1         | 01/96 – 01/00             |
| 1.8 16V - Bertone Edition                 | X18XE          | 85 / 5400              | Opel: ? RPO: L79 & NA5          | Manuális F18, 3,74?                                              | ?10/96 – 01/00            |

Caravan teherautó (Lieferwagen)
| Motor és Felszereltség         | Motorkód       | Teljesítmény (kW/Umin) | Kódok                           | Váltó, áttétel                                               | Gyártás         |
| Benzin motorok                 | Benzin motorok | Benzin motorok         | Benzin motorok                  | Benzin motorok                                               | Benzin motorok  |
| Euro 1                         | Euro 1         | Euro 1                 | Euro 1                          | Euro 1                                                       | Euro 1          |
| ------------------------------ | -------------- | ---------------------- | ------------------------------- | ------------------------------------------------------------ | --------------- |
| 1.4i - Lieferwagen             | C14NZ          | 44 / 5200              | Opel: 21-C RPO: 2H6 & T5X       | Kéziváltó F13WR, 4,18                                        | ?03/92 – 11/94* |
| 1.6i - Lieferwagen             | C16NZ          | 55 / 5200              | Opel: 21-R RPO: L73 & T5X       | Kéziváltó F13WR, 3,94                                        | ?03/92 – 01/93* |
| Euro 2 és D3                   |                |                        |                                 |                                                              |                 |
| 1.6i - Lieferwagen             | X16SZ          | 52 / 5000              | Opel: 21-Q RPO: L73 & NA5       | Kéziváltó: F13WR, 3,74                                       | ?08/93 – 08/95* |
| 1.6i - Lieferwagen             | X16SZR         | 55 / 5200              | Opel: 21-S RPO: L73 & NA5 & W7X | Kéziváltó: F13WR, 3,74 (22-4) Automata váltó: AF13, ? (22-6) | ?01/96 – 12/97  |
| Diesel motorok                 |                |                        |                                 |                                                              |                 |
| Euró besorolás nélkül          |                |                        |                                 |                                                              |                 |
| 1.7 D (mit Kat.) - Lieferwagen | 17DA           | 42 / 4600              | Opel: 21-8 RPO: LU7 & ?         | Schaltgetriebe: F13WR, 3,74                                  | ?03/92 - ?      |
| 1.7 D - Lieferwagen            | 17DR           | 44 / 4600              | Opel: RPO:                      | Schaltgetriebe: F*WR, 3,74                                   | ?08/92 – 07/94  |
| Euro 2                         |                |                        |                                 |                                                              |                 |
| 1.7 TD - Lieferwagen           | X17DTL         | 50 / 4500              | Opel: 21-A RPO: 2H8 & NC8       | Schaltgetriebe: F18WR, 3,55 (22-4)                           | 08/94 – 12/97   |

## Tuning cégek
A típushoz több cég is kínált tuningfelszereltséget, mint az Irmscher, Steinmetz, Zender, Mantzel Tuning, Lexmaul Opel Tuning és a Lenk Tuning.

## Astra F gyártás Magyarországon

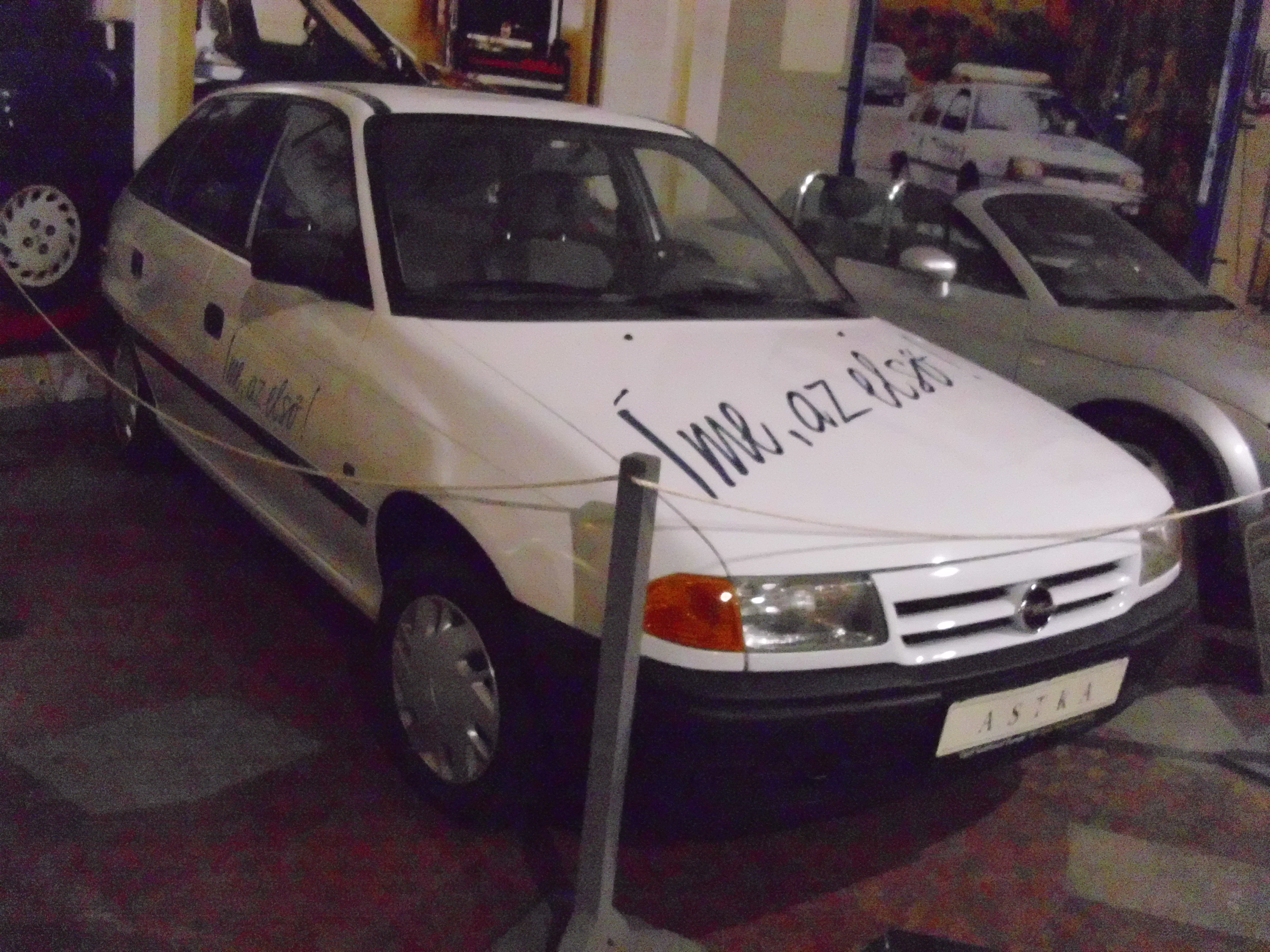
Az első Szentgotthárdon gyártott Opel Astra F a korábbi Közlekedési Múzeumban

Az Opel Szentgotthárd Magyarország egyik legdinamikusabban fejlődő vállalata. A vállalat több mint 20 éves múltra tekint vissza, hiszen a ’90-es évek elején a General Motors a rendszerváltás utáni Magyarország első autóipari cégeként alapította szentgotthárdi Opel gyárát. A ’90-es években összesen 85 ezer Opel autót gyártottak, elsősorban Astra modelleket, jelenleg pedig főként motorgyártással, továbbá motorkomponens-gyártással, közepes és nagy teljesítményű automata sebességváltó-gyártással, váltófelújítással és motororsó-javítással foglalkoznak. 1991 őszétől megkezdődött az 1,4 literes nyolcszelepes motor gyártása. A hazai modern autógyártás pedig ezzel indult 1992-ben, március 13-án (pénteken), elkészült a modern kor első magyar összeszerelésű személygépkocsija. A társaság Antall József miniszterelnököt kérte fel, hogy vezesse le a gyártósorról, Bob Eaton-nal (General Motors Europe elnöke) ültek be a fehérre fényezett Astrába. A cég a budapesti Közlekedési Múzeumnak ajándékozta az első járművet. Egy évvel korábban mutatkozott be az első Astra. 1991-től egészen 2002-ig készült az első Astra, a második generáció 1998-ban érkezett, így jó ideig egymás mellett futott a két generáció. 1992 júliusában elkezdődött a nyolcszelepes 1,6 literes motorok gyártása, majd októberben a köztársasági elnök Göncz Árpád hivatalosan is felavatta az üzemet. A következő esztendő elején a termékpaletta a szintén 1,6 literes 16 szelepes ECOTEC hajtóművekkel. 1994 szeptemberében megkezdődött az 1,4 literes 16 szelepes ECOTEC motorok összeszerelése. 1995 telén beindult az 1,8 literes 16 szelepes ECOTEC motorok gyártása 1998 decemberében, több mint 80000 példány elkészülte után legördült az utolsó Opel Astra F, s hamarosan elkezdődött a Vectra gyártása. Az F Astrát '98-ban át is keresztelték Classicra és néhány apróbb ráncfelvarrással tartották életben és olcsón megvehetően. Az utolsó széria már csak Lengyelországban készült, ahogy a próbált 1999-es példány.
2002. júliusáig az Astra F Classic-ot a lengyelországi Gliwice-ben gyártották, és az Astra F „kelet-európai” verziója volt, amely az eredeti (8/94-ig) és az faceliftes (8/94-től) változatára hasonlított. 2002 augusztusában az Astra F Classic helyébe lépett a Lengyelországban épített Astra G, amelyet Astra Classic II néven adtak el.
2007 óta ez a gyár gyártja az Opel Astra H szedán változatát, amelyet elsősorban Kelet-Európának és Törökországnak szánnak.
Felszereltsége: Biztonsági övek elöl-hátul: állítható magasságúak, Biztonsági övfeszítő rendszer az első biztonsági öveknél, aktív, Fejtámlák elöl-hátul [4 db], Fényszóró-távolságállítás belülről, elektromos, Fűtés-szellőzés: belső levegőkeringető rendszer, Időóra: digitális, Indításblokkolás, Kárpit: szövet, Katalizátor, Kesztyűtartó: zárható, Kiegészítő oldalsó irányjelzők, Külső hőmérsékletmérő, Külső visszapillantó tükrök: belülről állíthatók, Mikrofilter [por-és pollenszűrő], Oldalsó gumivédőcsík, 2 hangszóró], Sebességváltómű: 5 fokozatú mechanikus, Színezett üvegek, Ülések hátul: lehajtható és osztható, Ütközésvédelem: oldalsó merevítés az ajtókban

### Astra Kupa Motorsport
Mobil1 Opel Astra Kupa néven futó márkabajnokság története 1994-re nyúlik vissza. Akkor rajtolt először a Szentgotthárdon gyártott pályaautó-különítmény a Hungaroringen. Az azóta eltelt évtized alatt a pilóták mellett jó néhány háttérember és támogató is közrejátszott a különleges Astrák mozgásban tartásában, csupán a homologizációs szabályok és ebből következően a kocsik nem változtak. Egy kupás Opel Astrával korántsem komolytalan feladat végigmenni egy futamon, dacára annak, hogy a homológ változatok alig különböznek az ötajtós, 1.6 Si jelzésű F szériaverziójától. De melyek is pontosan a civil és a kupás Astra műszaki eltérései? Volt tehát idő bőséggel, hogy a márkakupa négykerekű főszereplőiről sokszor és sok helyen elhangozzék, lényegében megegyeznek az F széria ötajtós, 1,6 literes, 101 lóerős, 8 szelepes SE motorral felszerelt utcai kiviteleivel. Csakhogy ez így, ebben a formában nem teljesen igaz. A motor esetében valóban egy csavar sem térhet el a szalonokból még a múlt évtizedben kikopott kereskedelmi változatokétól. A kipufogórendszer azonban már nem gyári, a leömlőkhöz sportosabb, katalizátor nélküli, nyitott csőrendszer kapcsolódik. A váltókonstrukció ugyancsak gyári termék, de az áttételek rövidebbek (I. 1: 3,727, II. 1:2,136, III. 1:1,413, IV. 1,121, V. 1:0,891, a végáttétel 1:3,944), s a kuplungtárcsa anyaga sem a megszokott ferodó, hanem speciális fémötvözet. Ez utóbbi hatékonyabban át tudja adni az erőt a féltengelyeknek, csúsztatni ugyanakkor nem lehet, ráadásul élettartama néhány edzésre és egy-két éles bevetésre korlátozódik. A fékrendszerben szintén kevés, de azért észlelhető a differencia. A fékbetétek anyagválasztása fakultatív, minden más viszont gyári, tehát elöl tárcsa-, hátul pedig dobfékek lassítják a kupás Astrákat. A csapatok a futómű felépítésébe sem piszkálhatnak bele, ellenben a lengéscsillapítók és a rugók keményebbek, a lökésgátlók Fichtel & Sachs, a rugók pedig Eibach termékek. A keréktárcsa 7×15 colos mérete ugyancsak kötött, ráadásul kizárólag 195/15 Bridgestone RE 720 jelzésű köpenyek szerelhetők fel rájuk, csupán a felnik anyagát illetően dönthetnek saját hatáskörben az istállók. 1994-ben az első magyarországi márkakupa-sorozat elindítása Cserkúti József „Öcsi” és Dancsó Pál koponyájából pattant ki, akik a korábbi években külföldön versenyeztették saját csapatukat a csehek által futtatott Ford Fiesta Kupában. Ennek mintájára honosították meg idehaza ezt az olcsó, sokak számára elérhető, ideális belépőszintet jelentő és egyenlő feltételeket biztosító versenyzési formát. „A legnagyobb eredmény az volt, hogy megnyertük az Opel-gyár támogatását erre a projektre, és a versenyautókat teljes egészében Szentgotthárdon szerelték össze, ugyanazon a gyártósoron, mint az utcai széria Astrákat” – árulta el érdeklődésünkre Cserkúti József, aki a kupasorozat műszaki oldaláért felelt.
Dancsó Páltól, a hajdani Opel Astra Kupa szervezőjétől azt is megtudtuk, hogy a versenyautók ára 1 millió 250 ezer forint volt, azaz teljesen megegyezett az utcai modellek árával, ráadásul, az Opel Hungary elintézte, hogy ezek ne gépjárműnek, hanem sporteszköznek legyenek minősítve, így az ÁFA-t is vissza lehetett igényelni a vételárból. Így fordulhatott elő, hogy a kupás verseny-Astrához összességében még széria testvérénél is olcsóbban lehetett hozzájutni, annyi kikötéssel, hogy ezeket a modelleket utcai forgalomba sohasem lehetett állítani.
Az Opel az egyenlő technikai feltételeket is nagyon komolyan vette, és a kupasorozat elindulása előtt mindegyik motort külön lemérte, hogy egészen biztosan ugyanolyan erősek legyenek. Azóta is ezek a leplombált, 100 lóerős motorok hajtják az autókat.
Adott volt tehát egy nagyon olcsó, könnyen finanszírozható és sokak számára elérhető, ugyanakkor egyenlő feltételeket és fair küzdelmet biztosító versenysorozat, a többi pedig már történelem. Ebben az Opel Astra Kupában kezdte meg autóversenyzői pályafutását többek között Zengő Zoltán, Wéber Gábor, Kiss Norbert, Bessenyey Zoltán, Walter Csaba és Turán Frigyes is, akiket azóta sokan példaképként tisztelnek. Hiába tehetségesek mindannyian, valahol nekik is meg kellett tenniük az első lépéseket, nekik is kellett egy esély, egy lehetőség a legelején, és erre kínált kiváló terepet az Opel Astra Kupa.
Egészen 2006-ig versenyeztek velük a kupasorozatban. 2015-ben a több mint 20 éves versenytechnikákkal újjáéled az Opel Astra Kupa – immár ralikrosszban. Nemcsak a két sorozat neve egyezik meg, hanem a benne érintett autók is. Mindez a magyar autógyártás szakértelmét és minőségét dicséri, hiszen amit a szentgotthárdi gyárban összeszereltek, az még most, jó húsz év múltán[mikor?] is minden további nélkül alkalmas a versenyzésre.

### Magyar rendőrségi Astra

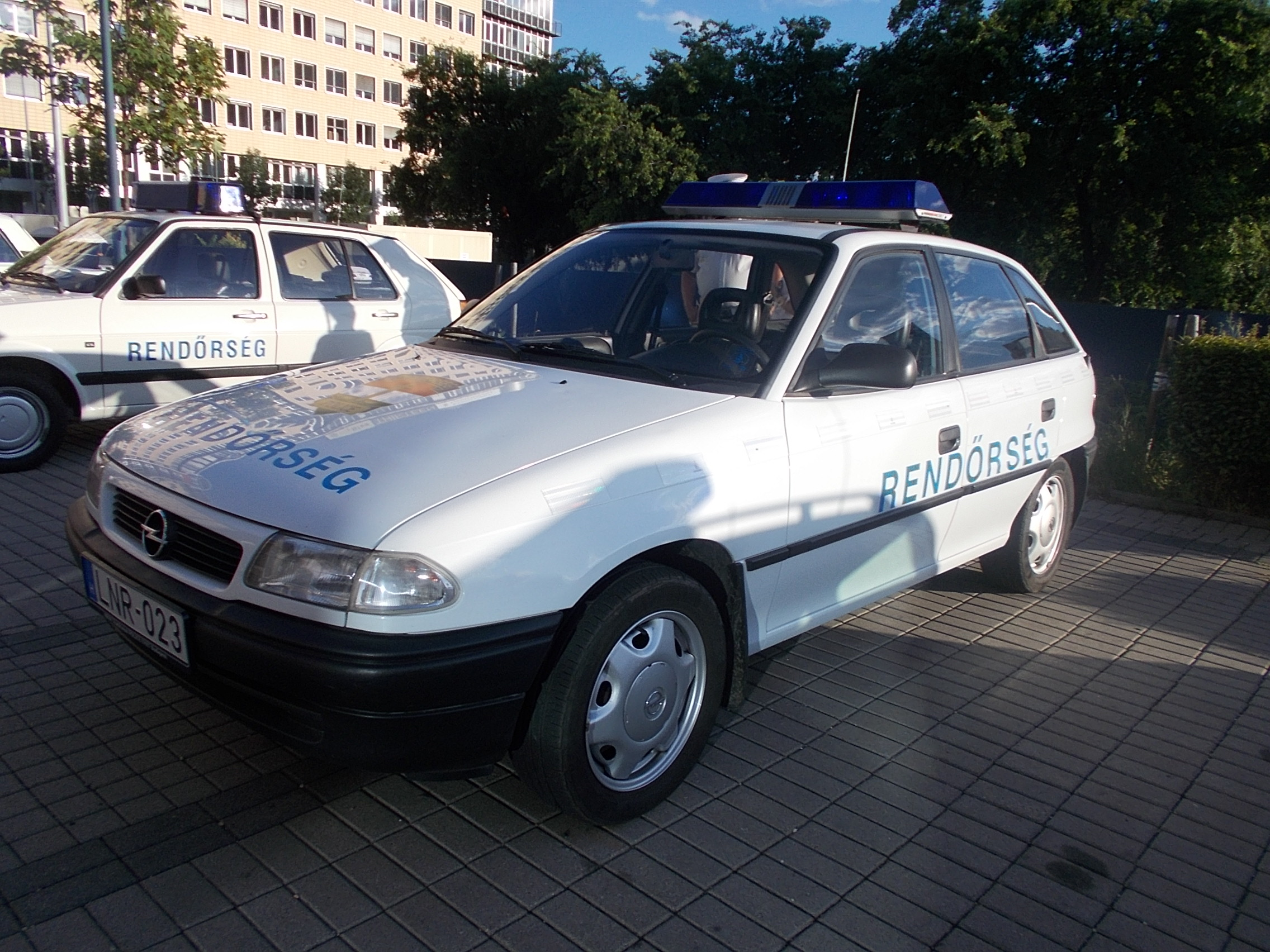
Astra F rendőrségi járőrautó

1992-1999 között összesen 80 835 Opel Astra F készült Szenttgotthárdon, amelyek közül 938 darab kifejezetten rendőrautónak épültek. Egy részük járőrautó lett, a többi úgynevezett bűnüldözési gépkocsiként készült el. Nagy részük roncstelepen végezte, kisebb hányaduk még civilként folytatta pályafutását, de eredeti állapotban állítólag egy sem maradt fenn. Az 1997-ben készült rendőrségi Astrák látszólag hasonlítottak civil társaikhoz, de sok részletben eltértek tőlük. A kartervédő mellett az alvázat két oldalt a küszöböknél megerősítették a gyárban, de masszívabb a bölcső elöl, erősebb az első rugóstag és a hátsó rugó is. A kocsi hasmagasságát 140 milliméterre növelték, speciális 15 colos felniket és 195/55 R15-ös abroncsokat kapott. A generátor növelt teljesítményű volt, a sebességváltó első három fokozatát pedig rövidebbre szabták a jobb gyorsulás érdekében. A járőrautókra fényhíd és rendőrségi matricázás került, a fehér, kék és bordó színben létező nyomozói autókban mobil kék villogót, szirénát és pulzálásra, folyamatos villogásra alkalmas fénykürtöt találunk. A hátsó ajtók is egyediek voltak, 90 fokig nyíltak, megkönnyítve a bilincsben való beszállítást. Az ülések műbőr huzatot kaptak, hogy bírják a strapát és könnyebb legyen tisztán tartani őket. Ezek voltak az utolsó magyarországi rendőrautók, amelyek tényleg járőrautónak épültek, légzsák viszont sok autóba nem került (így abba sem, amivel Császár Előd karambolozott 1998-ban, és aminek vezetője a baleset következtében elhalálozott; az illető rendőr amúgy nem használt biztonsági övet).

## Egyéb piacok

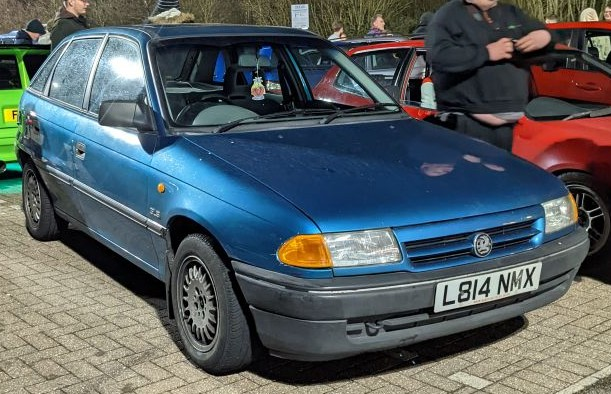
Vauxhall Astra F, az Opel logó helyett a Vauxhall griffmadarával

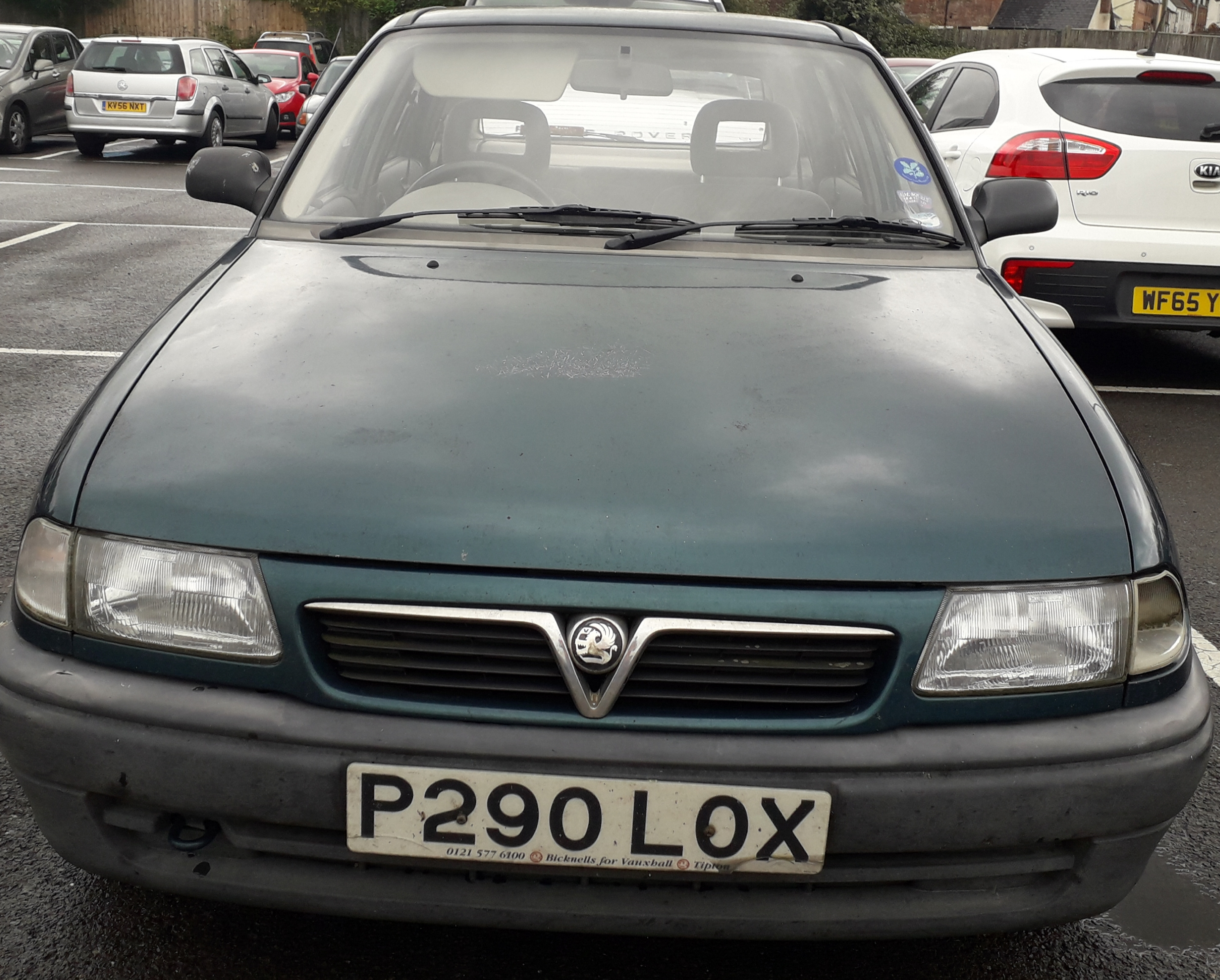
A facelift után már egy stilizált V betű is került a Vauxhall Astrára

Az Opel Astra elérhetővé vált Ausztráliában is, Holden néven, először Új-Zélandon 1995-ben, majd 1996-ban Ausztráliában. Az első modelleket az Egyesült Királyságból, de később a Belgiumból importálták. A Holden Astra nevet korábban az újratöltött Nissan Pulsar modelleken használták 1984 és 1989 között.
Az Opel Astra első generációját 1994 decemberétől Chevrolet Astra néven exportálták Brazíliába, lehetséges az importvámok csökkentése miatt. A General Motors do Brasil elküldte a 2,0 literes, 115 lóerős motorokat Belgiumba, ahonnan a kész autók Brazíliába szálltak. 1996 februárjában a brazil kormány ismét megváltoztatta az importvámot 20% -ról 70% -ra – ezáltal az autó megfizethetetlenül drága volt, és alig több mint egy éve a piacon történő törléséhez vezetett. Ehelyett a helyben épített Kadett-t frissítették. A második generációs Astra Brazíliában készült.
1995 márciusától kezdve az Astra szedánt Indonéziában is összeszerelték, ahol "Opel Optima" néven forgalmazták. A nevet meg kellett változtatni, mivel a PT Astra a Toyota hosszú ideje működő helyi partnere Indonéziában. Indiában az Opel Astra-t 1996 óta telepítették a helyi piacra, a Birla társaságokkal közös vállalkozásban. Az indiai termelés 2002-ben fejeződött be.
Az első generációs Chrevolet Astra Brazíliában Vauxhall-stílusú első rácsos "V" betűvel rendelkezik, amely a Chevrolet jelvényt tartalmazza.

## Felépítése

### Karosszéria
Zárt, önhordó hidegen sajtolt acéllemez karosszéria. Oldalirányú ütközésvédelem, elöl segédalváz a motor és a futómű számára. Férőhelyek száma 5, a hátsó ülés osztottan dönthető. Az első ülések övfeszítővel szereltek, 4 db 3 pontos állítható magasságú biztonsági öv+ hátul középen 2 pontos. 1994-től hátul 2 db állítható fejtámla, nem zárható kesztyűtartó, textil ülés hátlap, módosult kijelző, Kadett váltógomb helyett a ,,kerek műanyagbetétes". A karosszéria festése a korai típusokon vizes bázisú, mely problémákat 1994–1995-re időtálló fényezési technológia váltotta fel. Több, mint húsz év távlatából nézve, rozsdásodásra igen hajlamosak a küszöbök, hátsó sárvédő idomok, valamint ha az alvázvédelem sérült vagy nem karbantartott a kipufogó rendszer. Nagy előny, hogy ezek az alkatrészek olcsón beszerezhetőek, így az autó könnyen megújítható. Töréstesztek tanulsága szerint az Astra F igen jó eredményeket ért el törésteszteken, ami a relatíve nagy és átgondolt karosszéria tervezésnek köszönhető. A ma is szépnek mondható kivitel, a lekerekített élek, a tervezők kifinomult ízlését dicsérik.
- Ferdehátú, Sedan

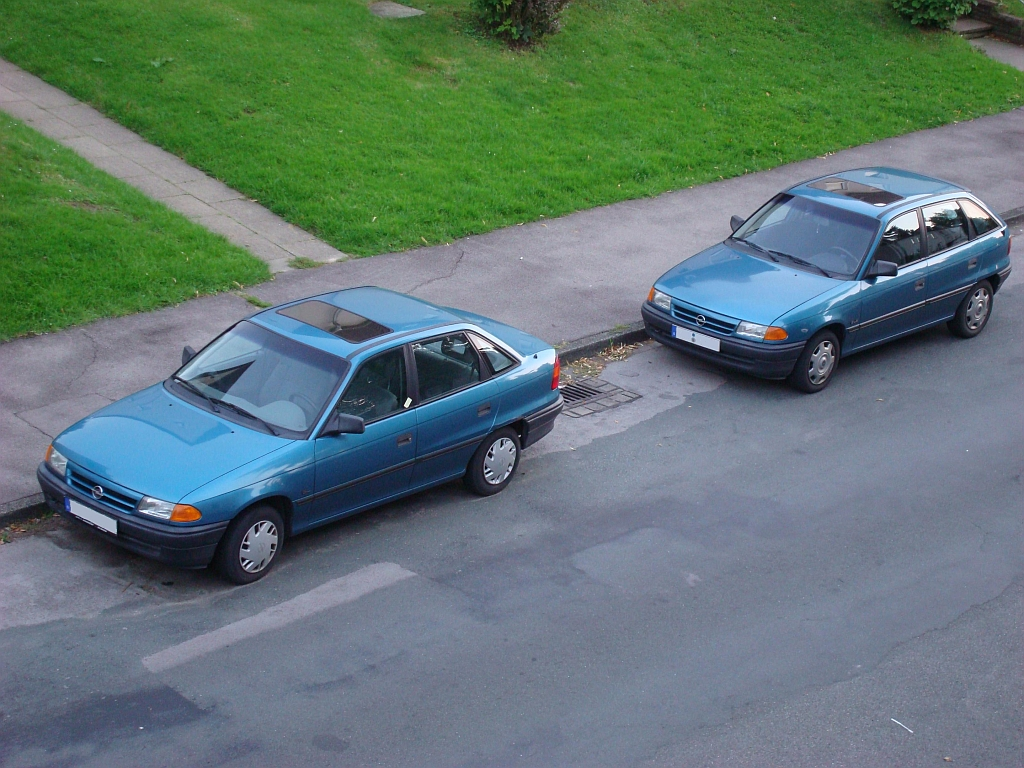
Sedan és ötajtós ferdehátú

A ferdehátú (hatchback) három vagy öt ajtóval, 350–1200 liter csomagtartóval, aztán négy ajtóval a Sedan, avagy limuzin. Az ötajtós volt talán a legkelendőbb, de a Sedan is népszerű volt; a háromajtóst viszont nem nagyon vették, bár a GSi verzió kezdetben csak így volt elérhető.
- Caravan

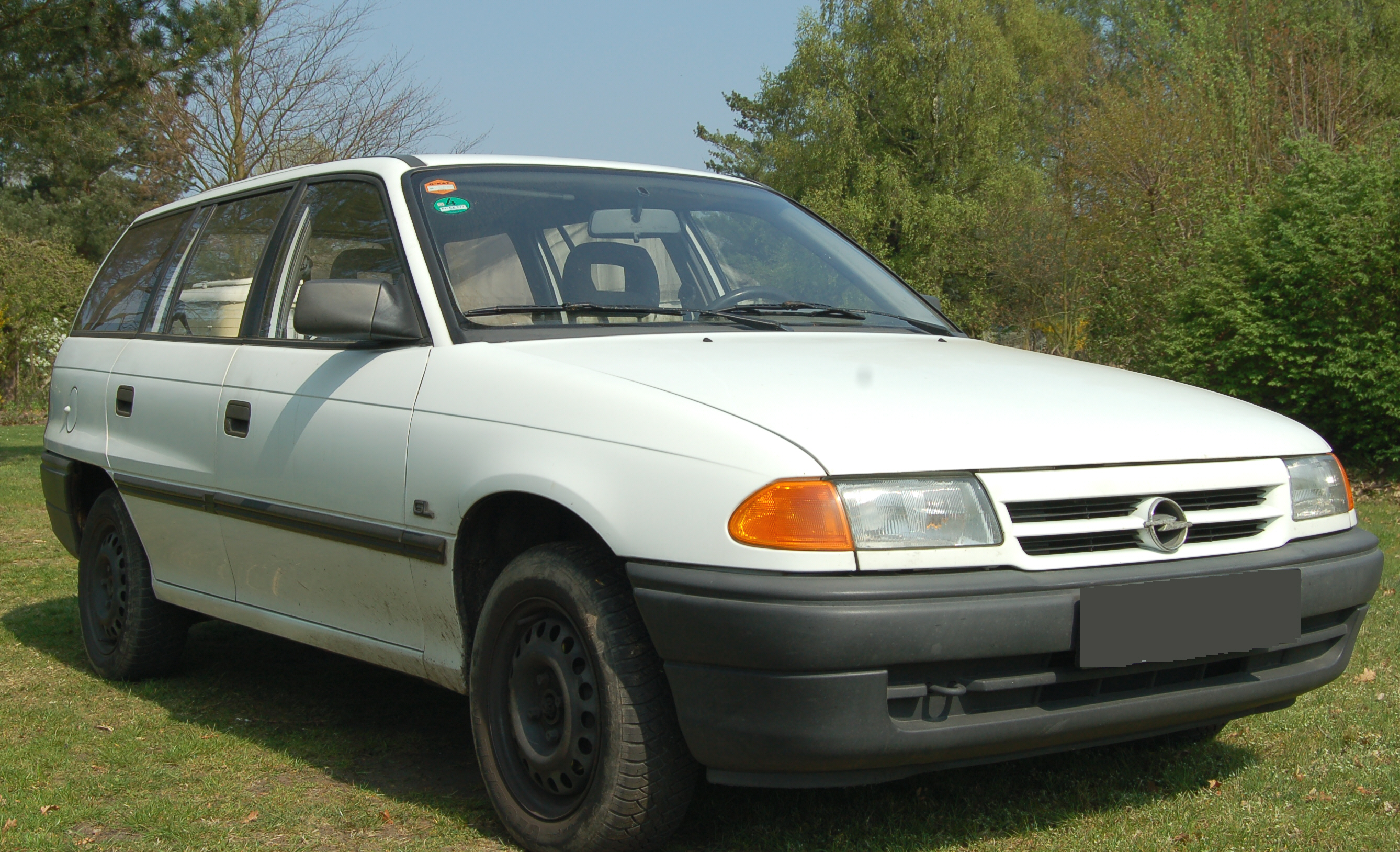
Caravan

A Caravan, avagy a kombi öt ajtóval és ugyanazzal a tengelytávval rendelkezett, mint a többi modell. Az Astra többi verziójától eltérően volt tetőantennaja, mert praktikusan csak ott volt hely számára. Figyelemre méltó volt a csomagtér, amely már 500 liter el is tudott tartani egy nem összecsukható hátsó üléssel, a hajtogatott hátsó üléssel pedig akár 1630 liter. A többi Astra F változathoz hasonlóan, a hátsó ülést is aszimmetrikusan osztották el, amely a teljesen sima rakodófelülettel kombinálva a lehető legjobb rakomány rugalmasságot biztosítja. Felár ellenében a caravan a hátsó ülés középső kartámaszában teherbíró funkcióval is elérhető volt, amely később az "Dream" és a "Style" verziók standard felszereltségévé vált. A Caravan is népszerű volt, 1995-ben az Astra Caravan volt az összes osztály legkeresettebb autója.
- Cabrio

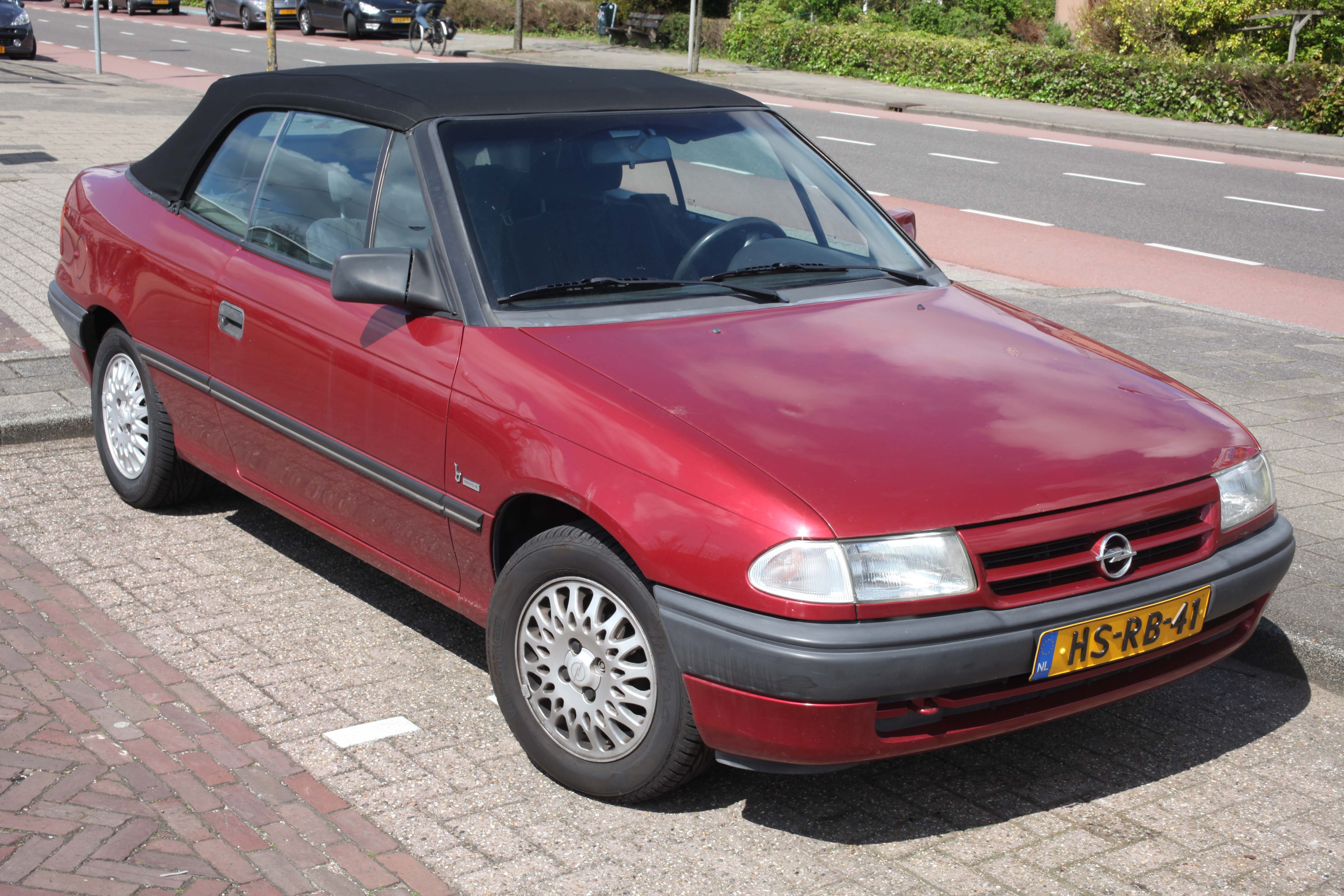
Cabrio

Az Astra F cabrio verzióját, amelyet szintén a korábbi Kadett Cabriolet verziójának helyettesítésére szántak, 1993 végén mutatták be. Karcsú és nem kevésbé elegáns vonalát egy olasz stylist, Bertone eredményezi. Függetlenül attól, hogy felülről lefelé vagy zárt konfigurációban van-e, az Astra Cabriolet meglehetősen ritkán tartja fenn az arányos egyensúlyt más kabrióta felépítésű autókban.
Az Astra Cabriolet számára eredetileg két motort terveztek: az egyik a legerősebb a 2 literes 115 lóerős egytengelyű, míg a másik egy olyan motor volt, amelyet addig az olasz piac számára szántak, nevezetesen az 1,6-ot 75 lóerővel.
De a következő évben mindkét motort felváltotta az 1,4 tengelyes, 82 lóerős motor. 1995-ben ezt a motort csatlakoztatta az 1,8 116 lóerős CV tengely, és 1997-ben az 1,4 egytengelyt felváltotta az 1,4 90 LE ikertengely.
Olaszországban az Astra F Cabriolet-t az új sorozat megérkezésével leállították, bár az utóbbi még nem volt elérhető a „felfedezés” verzióban. Más piacokon azonban még két évig fennmaradt, 2000-ig, amikor az Astra G Cabrio váltotta fel.
Az Opel Kadett Cabrio sikerein felbuzdulva a Bertone és a német autógyártó szorosabbra fűzte kapcsolatát, melynek eredményeképpen 1993-ban megjelent az Opel Astra Cabrio.
Az Astra F Cabrio nem csak egy kissé módosított változata volt a 2 ajtós változatnak, hanem egy teljes újratervezés eredménye, mely során a teljes karosszériát átdolgozták, illetve bizonyos elemeket megerősítettek. Az Opel Astra F Cabrio egy kecses és elegáns kabrió, egy "fontosnak ható" nyitott autó kinézetével és stíluselemeivel. A plusz eleganciát az ötféle színben rendelhető ponyvatető és a fényezés színének különböző variációi biztosították. Az Opel Astra F Cabrio-ba 1.4-es, 1.6-os, 1.8-as és 2 literes 16 szelepes erőforrásokat szereltek. A teljes gyártási folyamat a Carrozzeria Bertone üzemben folyt, a karosszéria elemeinek összeillesztésétől a mechanikai elemek beépítésén át egészen a német gyártó szigorú tesztjeinek elvégzéséig bezárólag.
A hajtogatott szövettetõnek a testére nem volt fedel felhelyezve, hanem kézzel kell takarni ponyvával. Az opcionális autós riasztásnak hátránya az volt, hogy ha az autót lehajtott tetővel hagyták, akkor azt az autó közvetlen közelében szinte mindenféle mozgás kiváltotta.
1993 és 1998 között 52.848 db Astra F Cabrio készült.
| Felszereltség     | Modellkód                     | Gyártás        |
| ----------------- | ----------------------------- | -------------- |
| - Ambiente        | Opel: 53- & ? GM: 0TY08 & 2I7 | 07/96 – 01/00  |
| - Bertone Edition | Opel: 53- & ? GM: 0TY08 & 2I8 | ?01/95 – 01/00 |
| - Cabrio          | Opel: 53- & 57-6 GM: 0TY08    | 05/93 – 01/00  |
| - Style           | ?                             |                |
| Limitált kiadások |                               |                |
| - Bertone Edition | Opel: 53- & 64-N GM:          | ?01/96 - ?     |
| - Dispo 1.6       | 53- & 64-T                    | 01/96 – ?      |
| - Dispo 1.6 ABS   | 53- & 64-T & 51-9             | 01/96 – ?      |

- Áruszállító

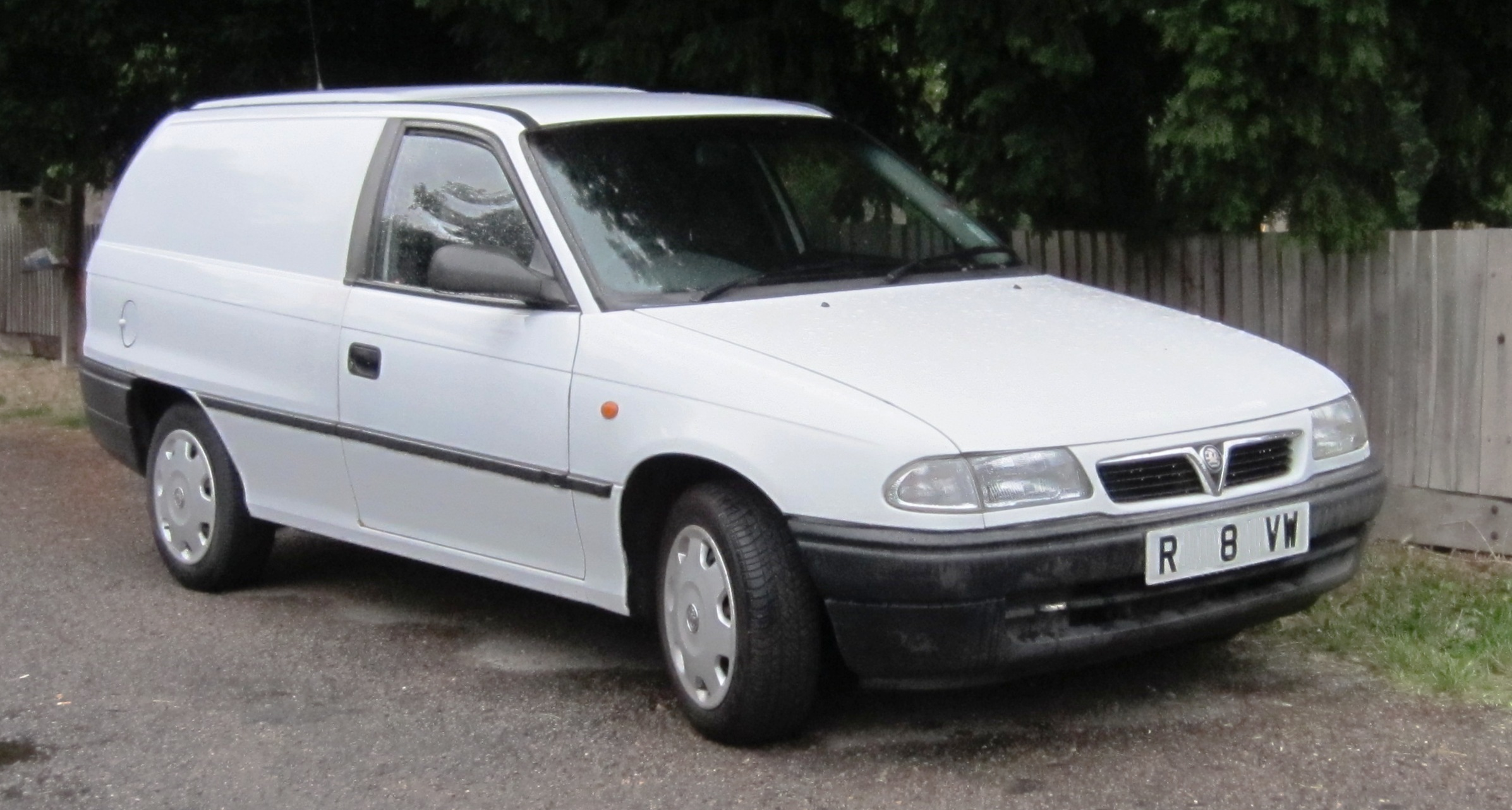
Opel/Vauxhall Astra F Van

A Caravan alapján készült „Van” vagy „Lieferwagen” (Lfw) néven, de tetőkorlát nélkül és öt ajtó helyett három, öt ülés helyett kettővel, a hátsó oldalsó ablakok helyett nyílással és az első ülések mögött félig magas válaszfallal. Nagyon népszerű volt a cégek, kisvállalkozók körében.
- Speciális formák és szerkezetek

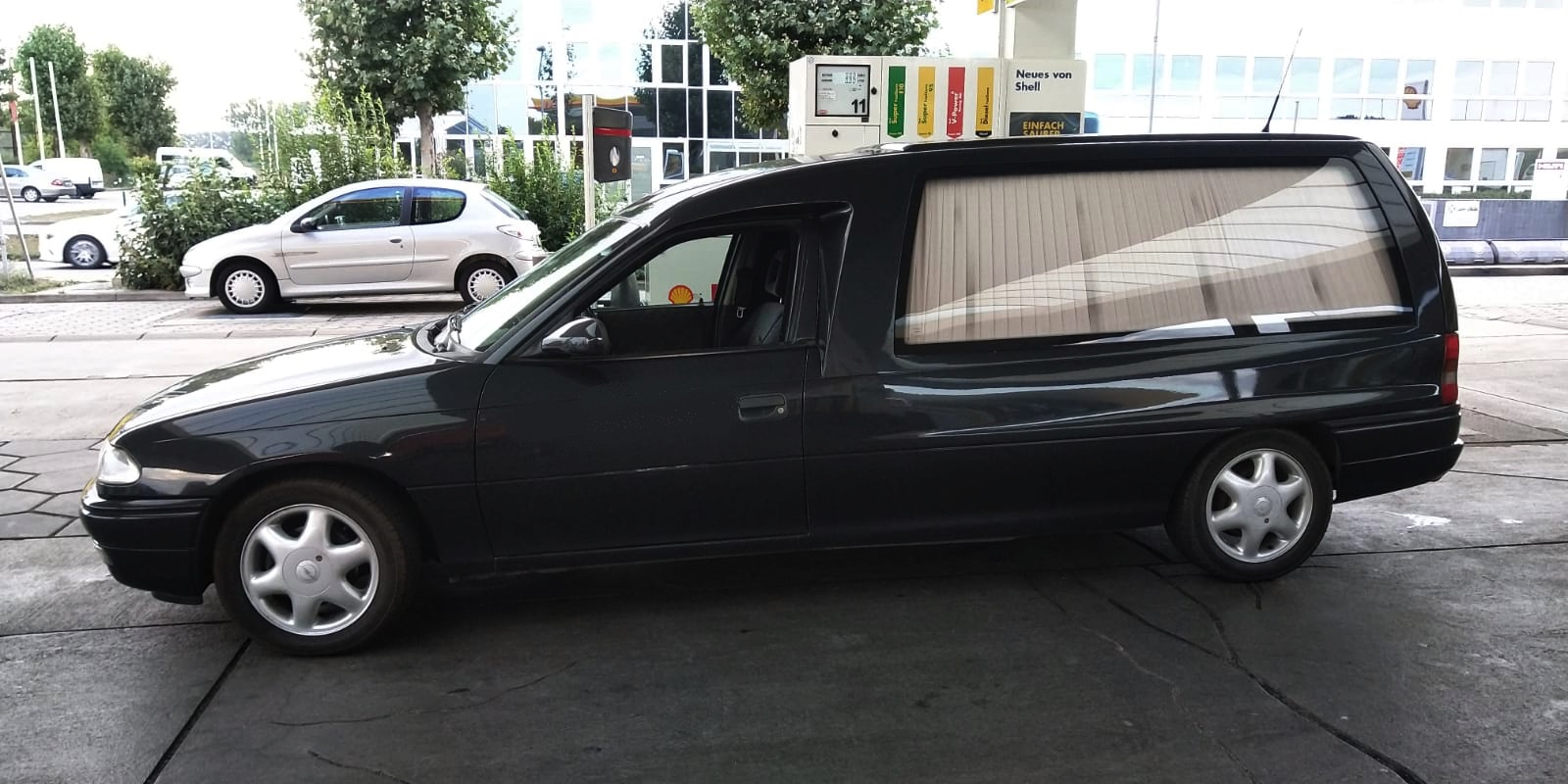
Halottaskocsi

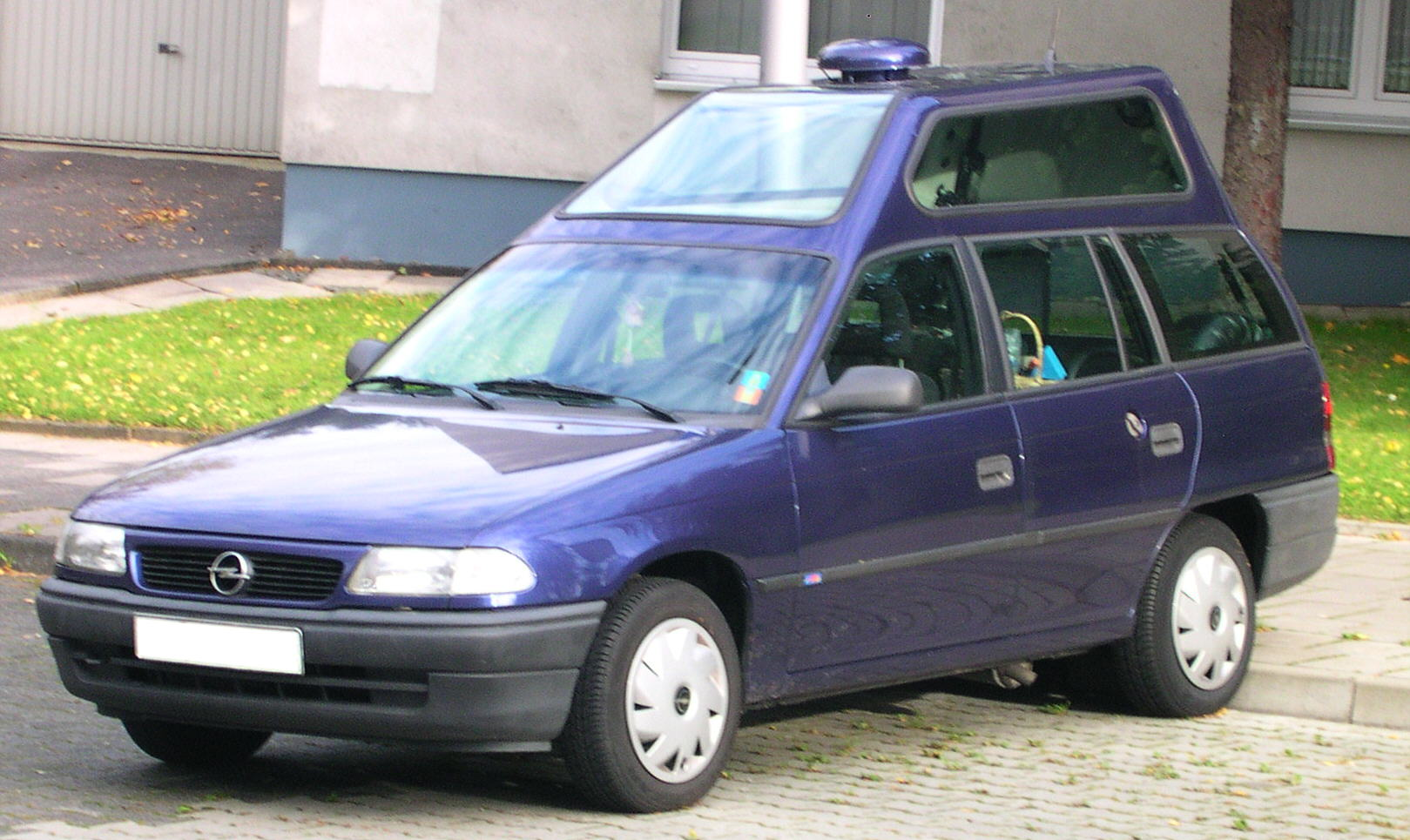
Magasított tetejű Caravan kerekesszékesek utaztatására

Az Astra Caravan többek között halottaskocsinak is megépíthető (ahogy számos más autó is), hosszabb tengelytávval és magas tetővel rendelkező járműként.
A fogyatékossággal élő személyek számára készült változat sajátossága az volt, hogy a kerekesszék-használó egy összecsukható alumínium rámpából bejutott a kabinba. Ezzel a hátsó ülés leesett, és az üzemanyagtartályt a bal hátsó ajtó mögött szerelték fel. A kabin magassága kb. 140 cm. Az autót a kerekesszék-használótól eltérő személynek kellett vezetnie, ugyanakkor saját szélvédőtörlővel rendelkezik.
- Egyebek

1993 tavaszától az Astra felár ellenében vezetett vezető légzsákkal, az 1994 augusztusában történt faceliftből pedig kettős légzsák (67 liter sofőr, első utas 120 liter) volt alapfelszereltség. Ugyanakkor az óra / rádió kijelzővel ellátott egyszerű információs kijelzőt (DID = kettős információs kijelző) egy új, kültéri hőmérővel helyettesítették (TID = háromszoros információs kijelző, eddig opcionális), amely 3 °C-on figyelmeztetett a csúszós utakra, majd néhány másodpercig villogott. a gyújtás bekapcsolása után. Az autó sebességét TIME-ben is ki lehetett olvasni, és mindkét gombot egyszerre kellett lenyomni kb. 5 másodperc (53 km / h sebességgel jeleníthető meg, majd "+53 km / h").
A műszaki változtatások mellett a környezetbarát motorok mellett az átalakításban az olajtól a gáz lengéscsillapítóig történő átállás és ezáltal jobb vezetési tulajdonságok voltak, módosított stabilizátor-rögzítés az első háromszög csatlakozásokon, módosított rézrudak, négyfokozatú hőcserélő, módosított első ajtó tartók két, a kartámasz alatt lévő csavar helyett, egy, az 1997-es modellévtől), sebességváltó gomb, mint az Astra G, és az oldalsó irányjelző lámpák az első fényszórók (az 1998-as modellévtől).
A kabrióban az elérhető motor az X16SZR (75 LE) és az X18XE (115 LE) volt. Az facelift mellett a C20XE motor mellett (amely továbbra is az 1996-os modelljéig folytatódott a legfelső motorként, de ezt követően az új kipufogógáz-szabványok miatt elhagyták a programot), az X20XEV motor, amely az Ecotec felső motorja volt. Ez a motor felváltotta a C20NE-t a karaván motorprogramjában. A C20NE volt az eddigi legkeresettebb Bigblock motor az Astra Caravan-ban.
- Galéria 1991–1994

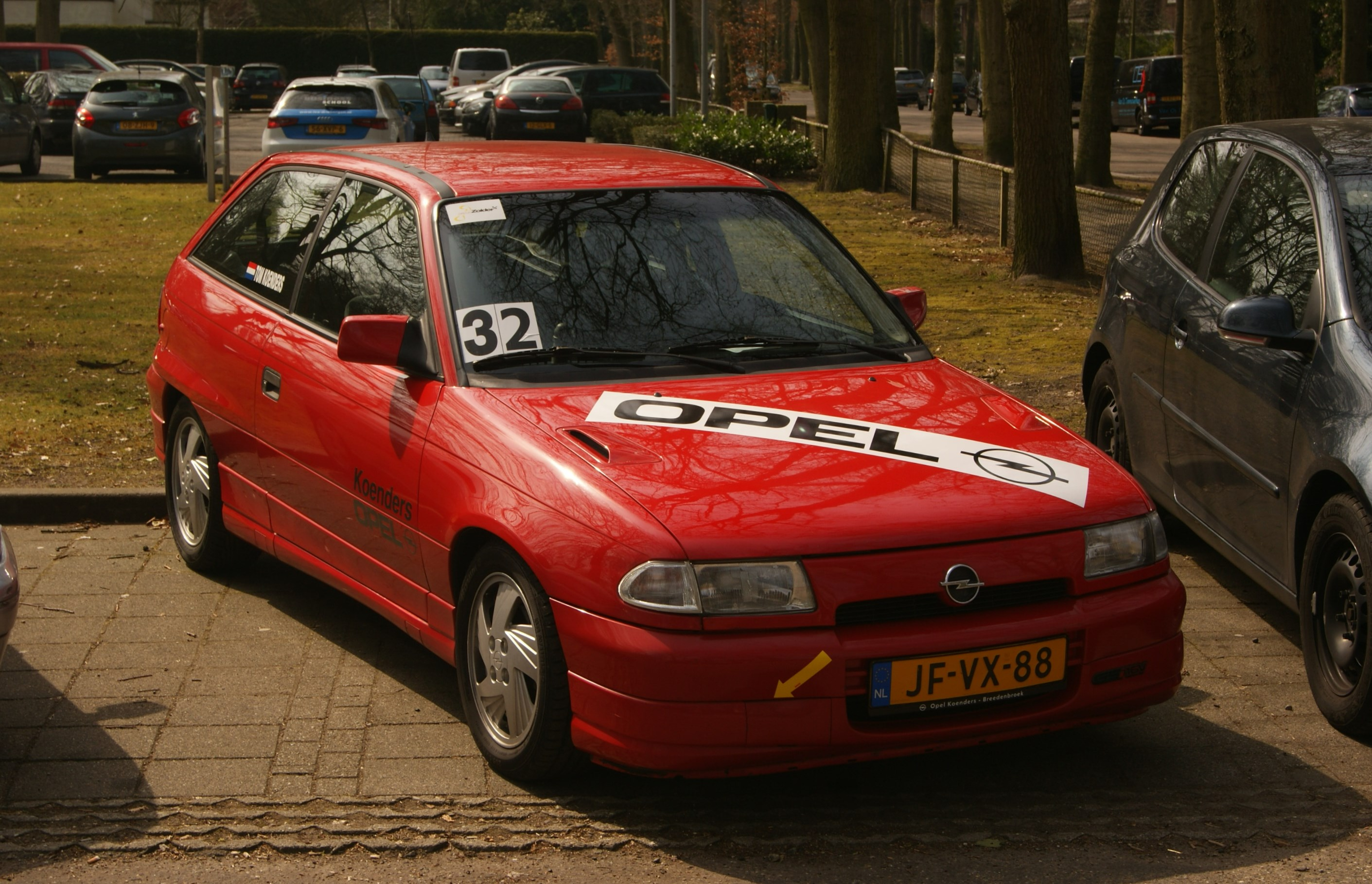
GSi kezdetben csak háromajtós verzióban volt elérhető
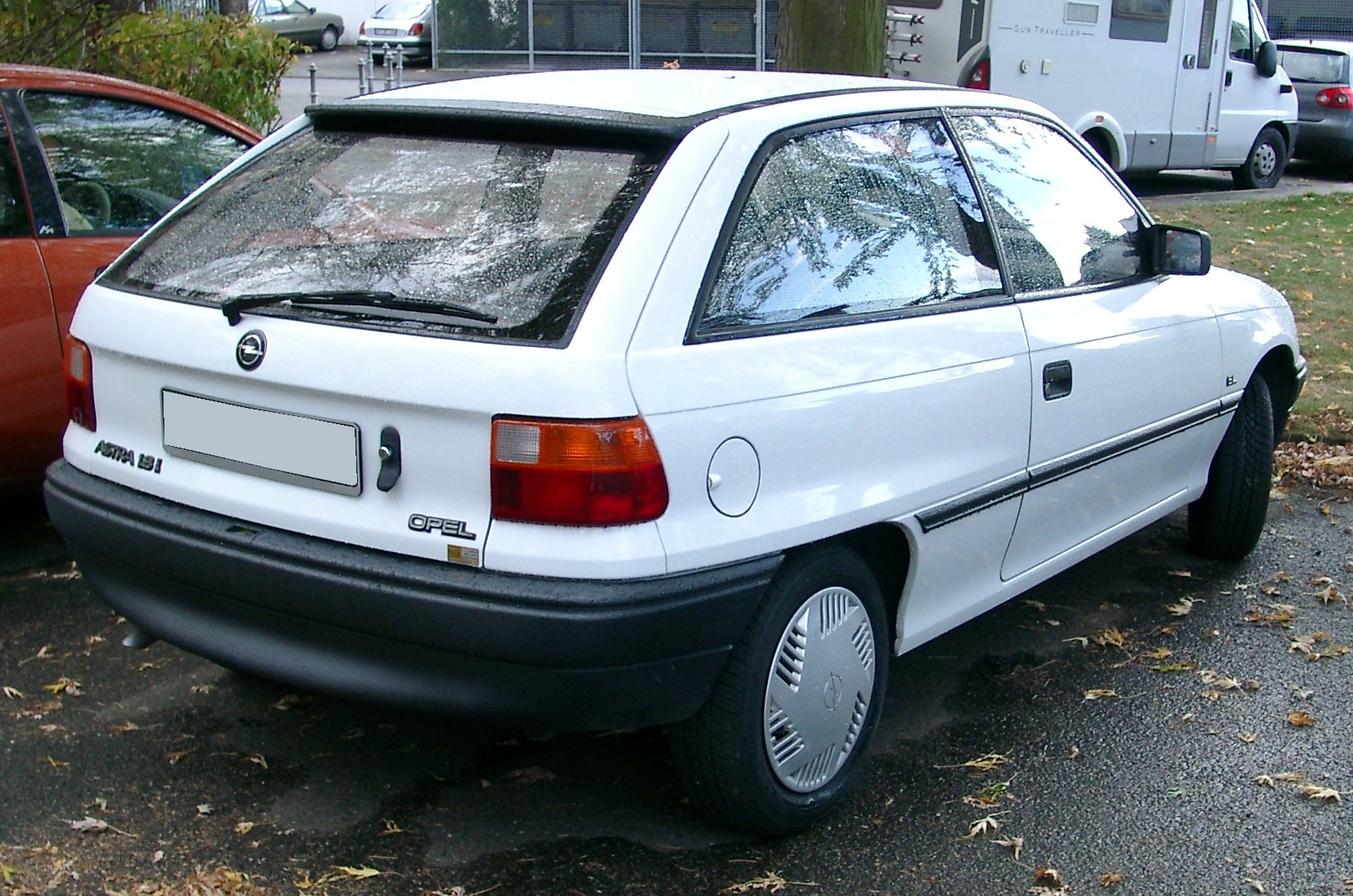
A sima háromajtóst ellenben alig vették
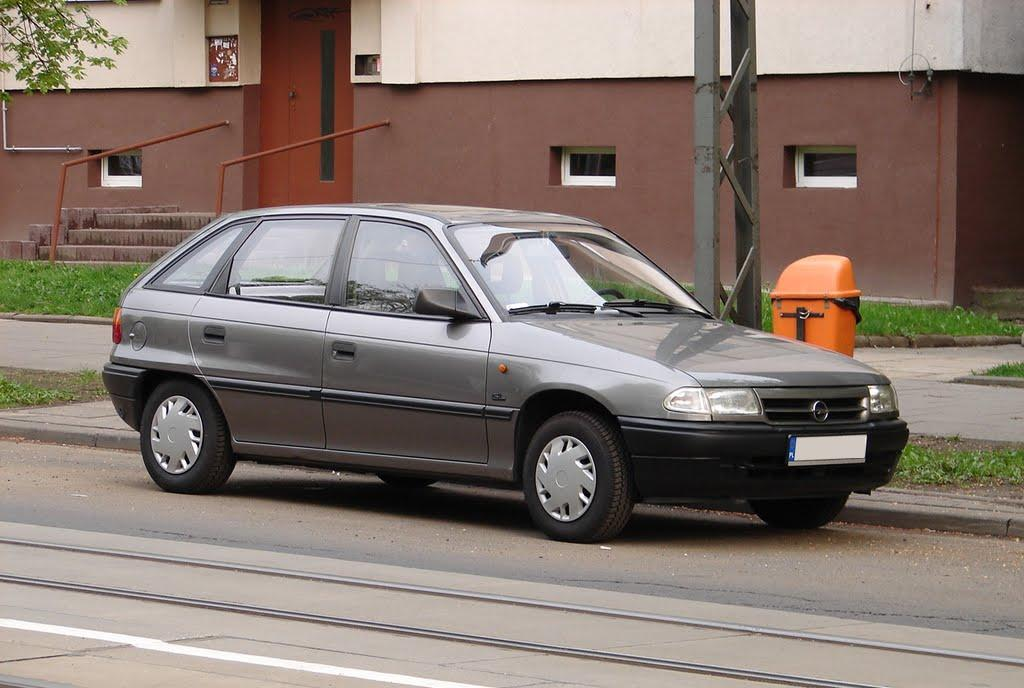
Az ötajtós volt talán a legelterjedtebb
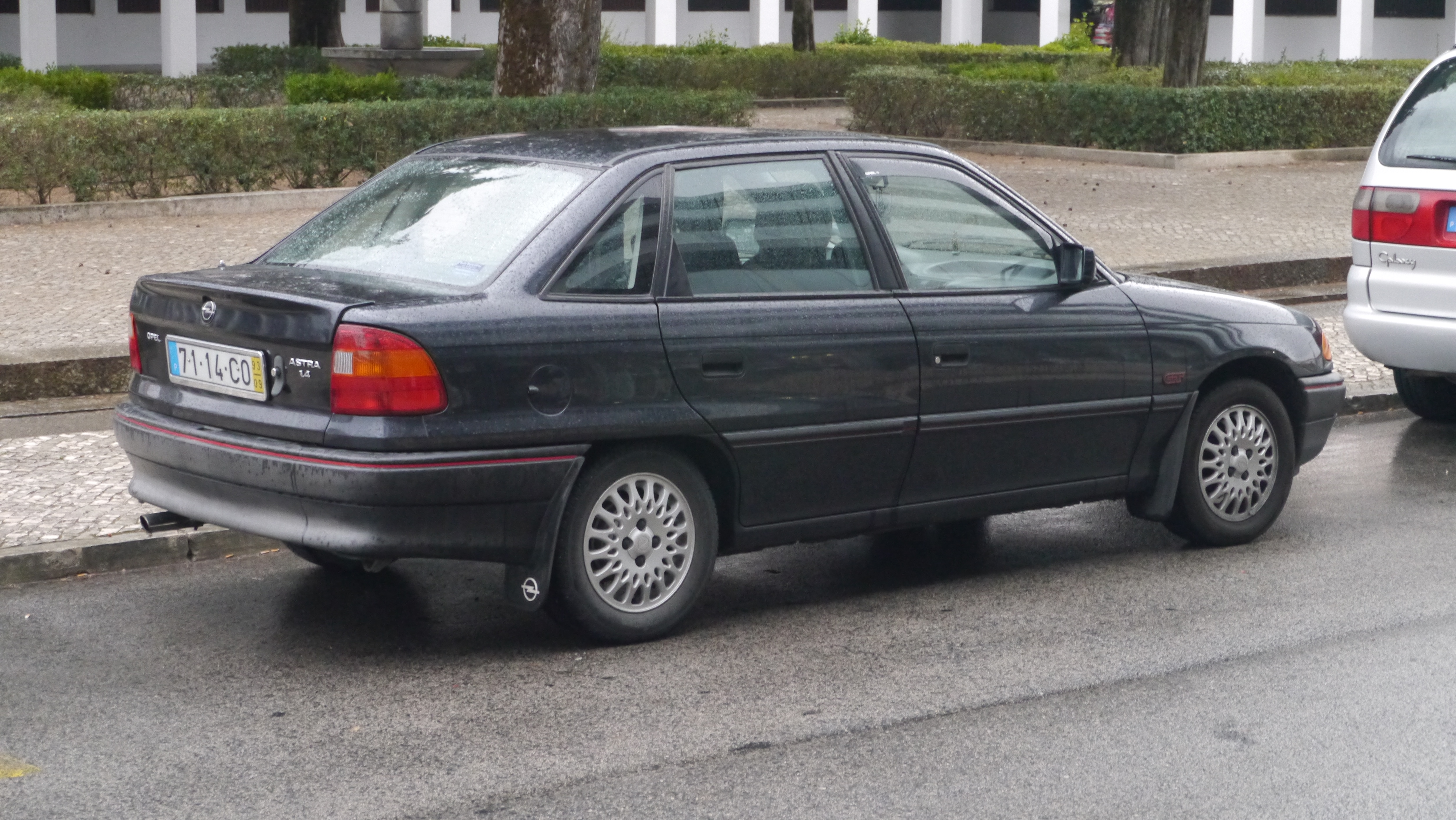
A limuzin utastere a hátsó ajtó után egy kicsivel rövidebb volt az ötajtósénál, a D-oszlopi kisablaka is keskenyebb
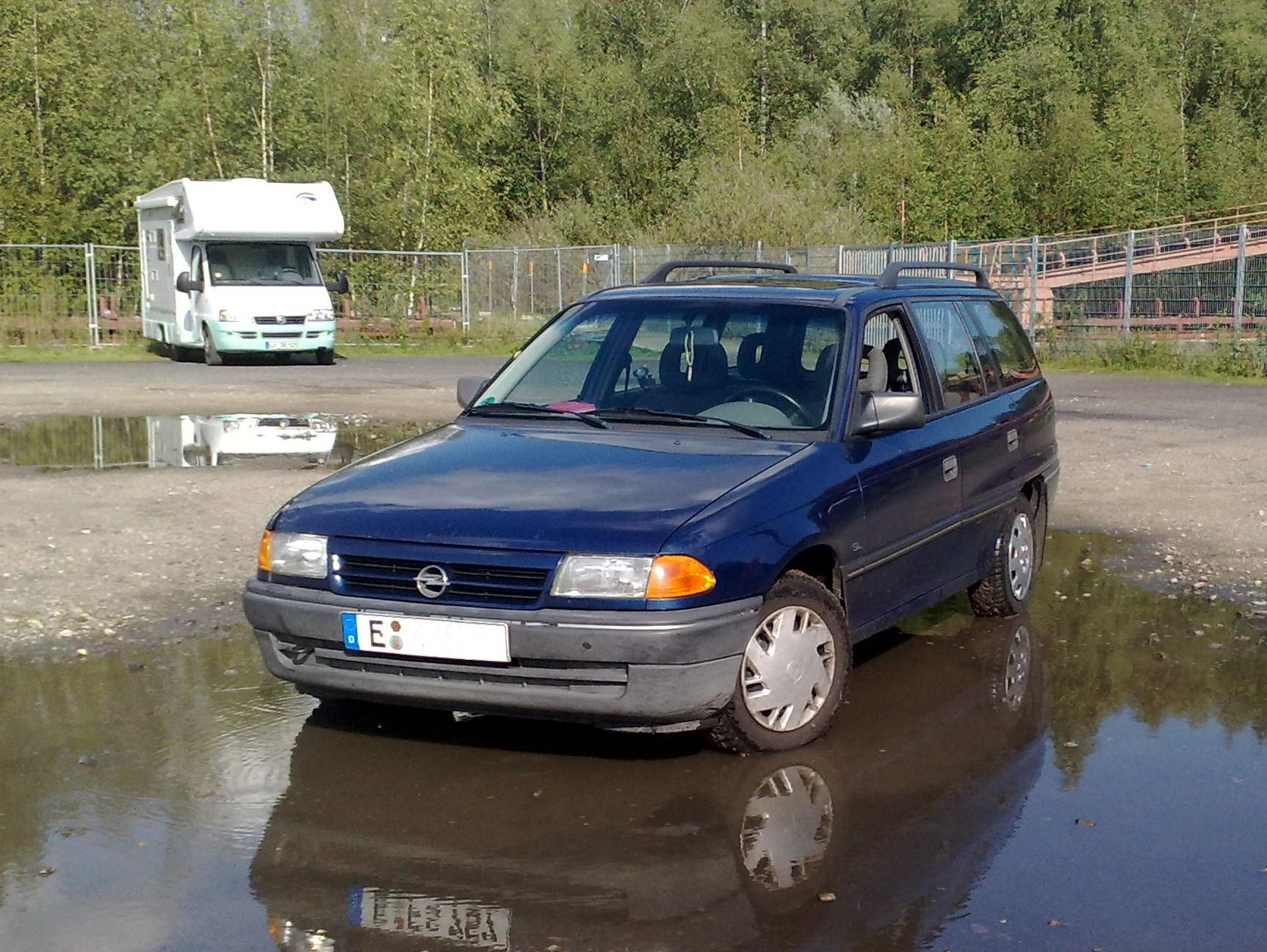
A Caravan is népszerű volt
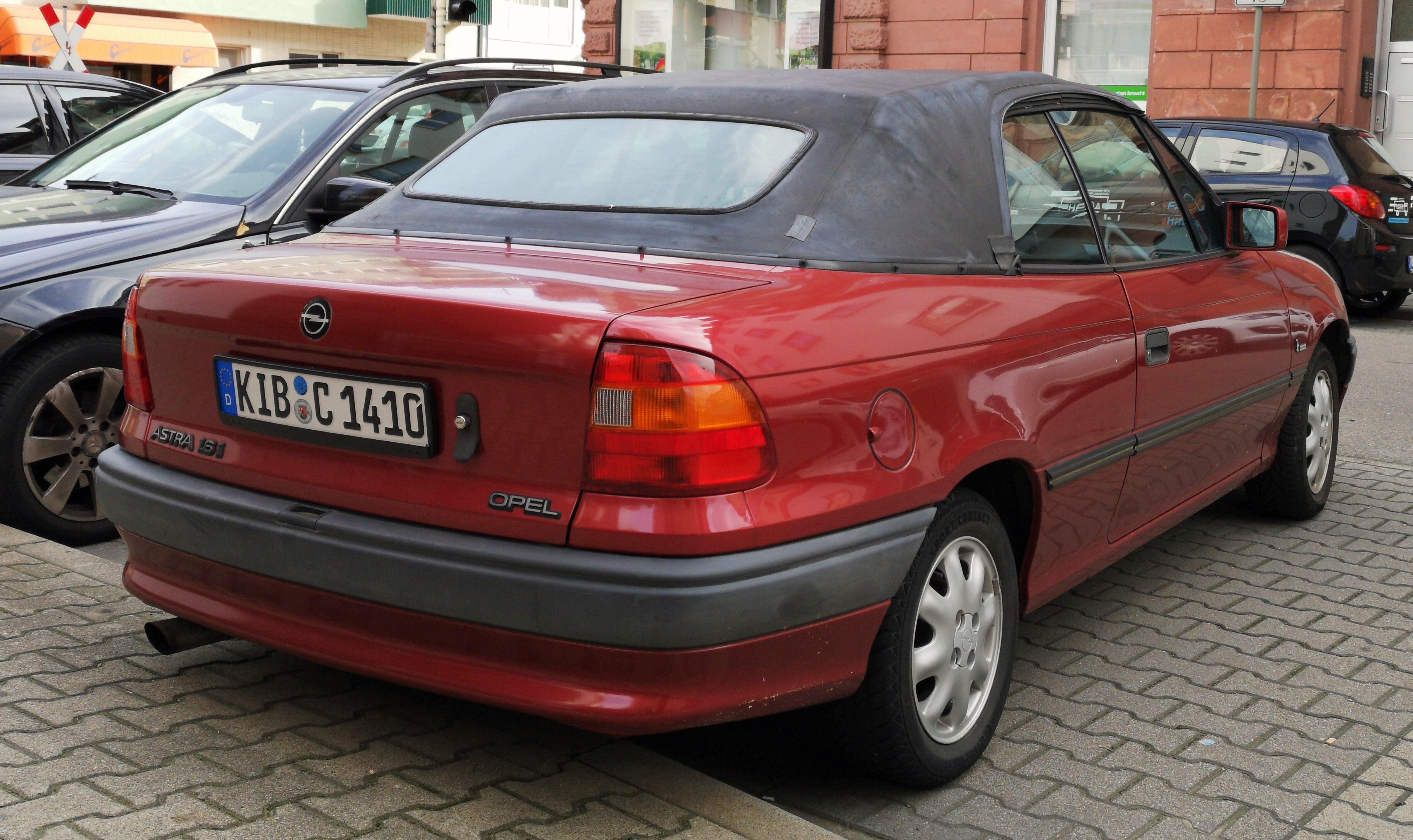
Az exkluzívabb Cabrio
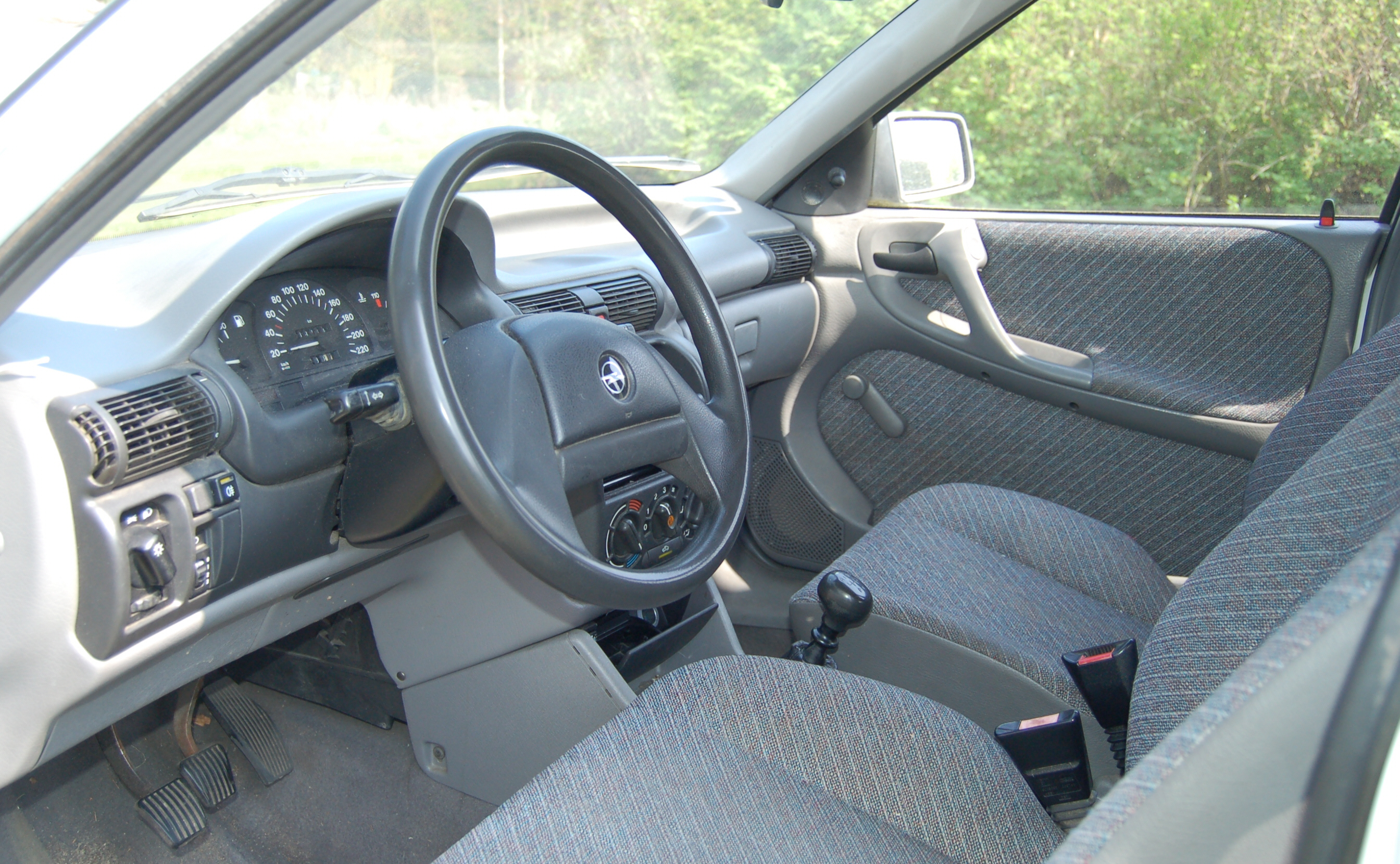
Beltér a vezető...
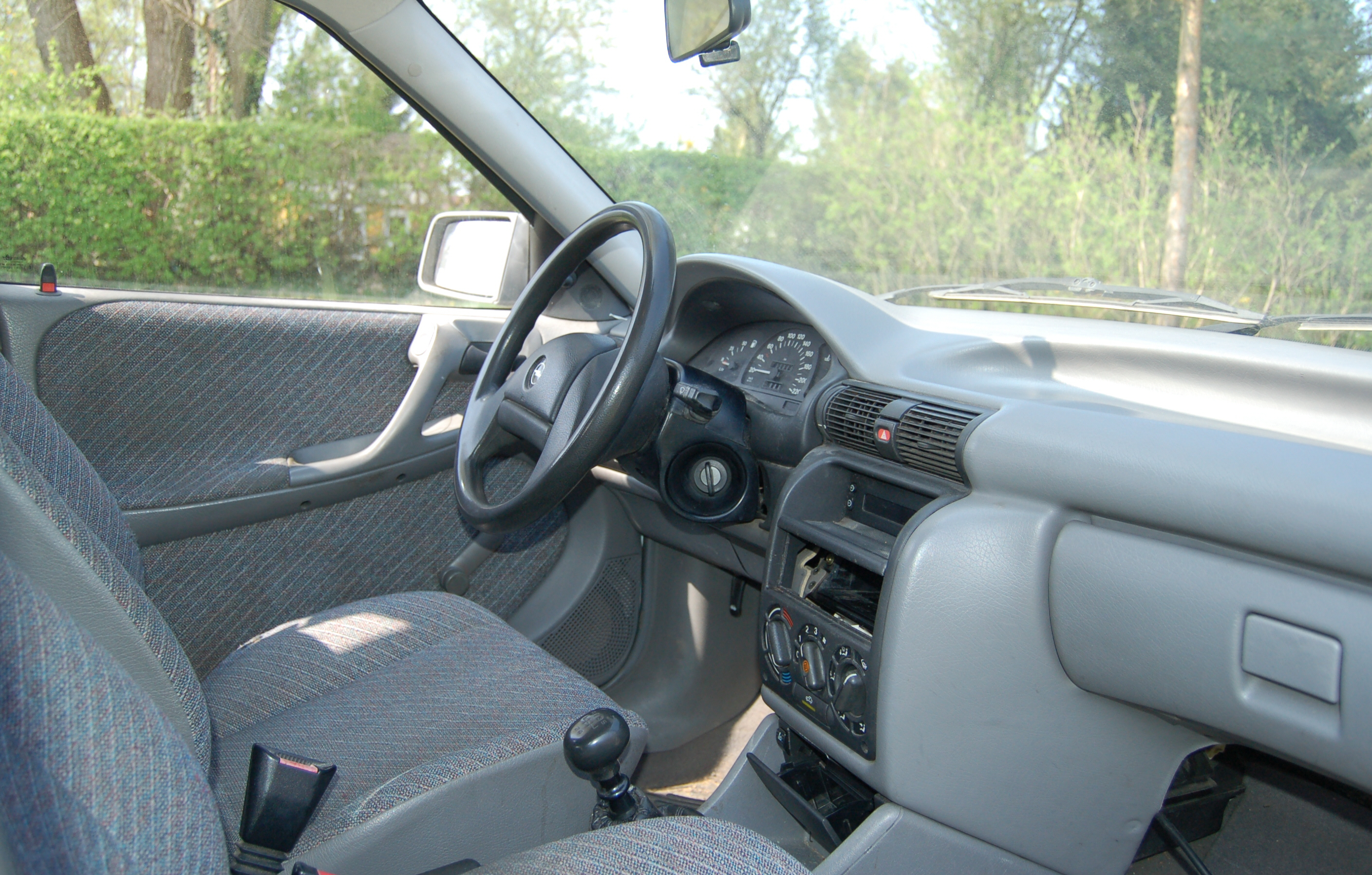
...és az utasoldal felől

- Facelift

Az 1994 augusztusában történt ráncfelvarrás során néhány részletet módosítottak, például: a külső tükrök (amelyek eddig megfeleltek a Kadett E-nek), az ajtófogantyúk (1995 végétől), a hűtőrács, a fényszórók, a fehér irányjelzők, a ködlámpák (átlátszó üvegben), az oldalsó díszlécek, a hátsó lökhárító és a tető-spoiler alakja. A Caravan a korábban nem festett hátsó lökhárítót most festették (az alapmodell kivételével). Az 1994-ig gyártott modellel ellentétben a műanyag alkatrészek igény szerint az autó színére a keskeny felső felületre fényezték. A ferdehátú változat ugyanazzal a műanyag lökhárítókkal rendelkezik, mint a GSi-nél 1994-ig, amely ugyanolyan formában volt a szedánra felszerelve és átváltható. A ráncfelvarrástól kezdve az Astra összes változata krómozott betűkészlettel és háromdimenziós emblémával volt felszerelve a csomagtérajtón.
- Galéria 1994–2002

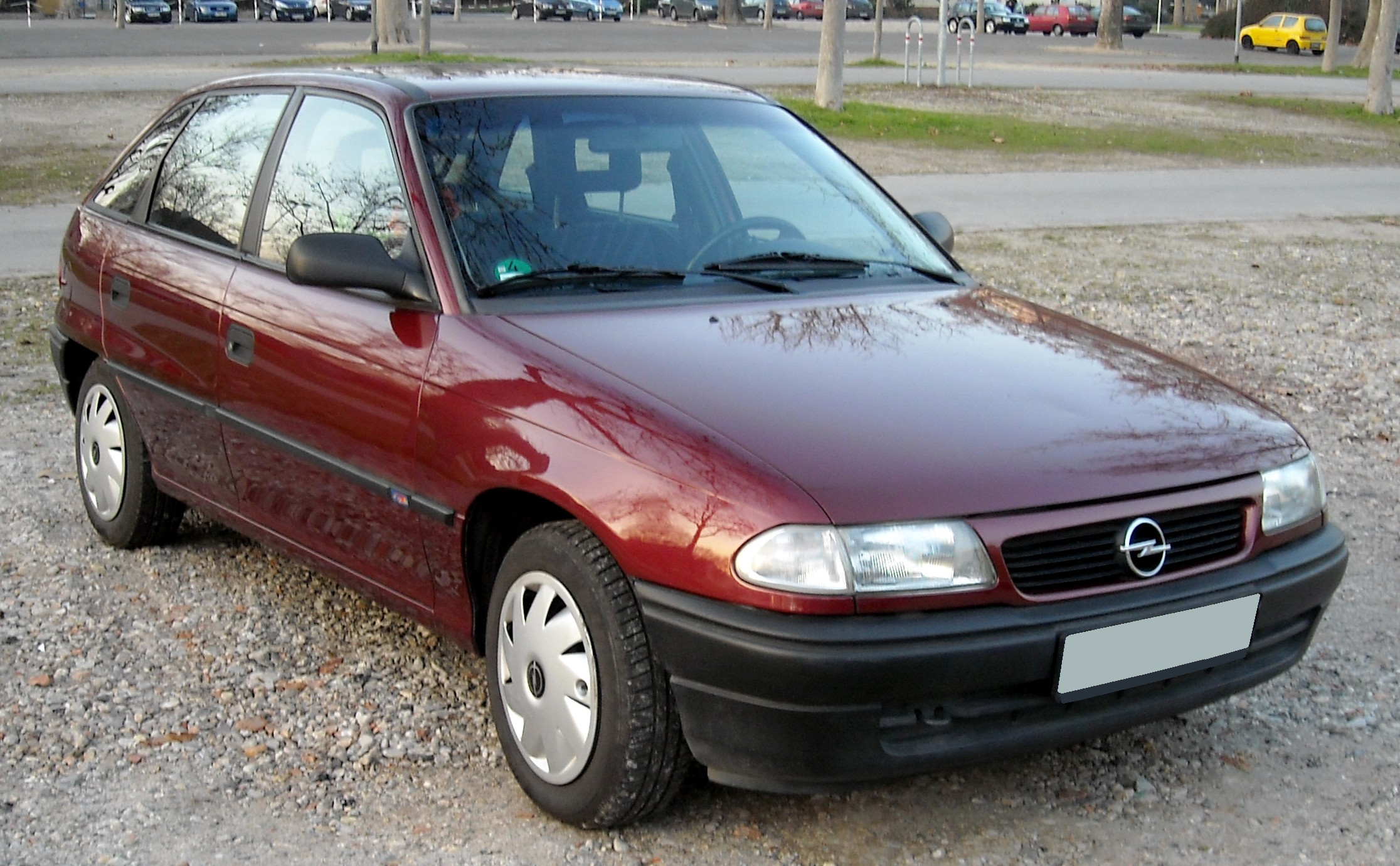
Faceliftes ötajtós ferdehátú
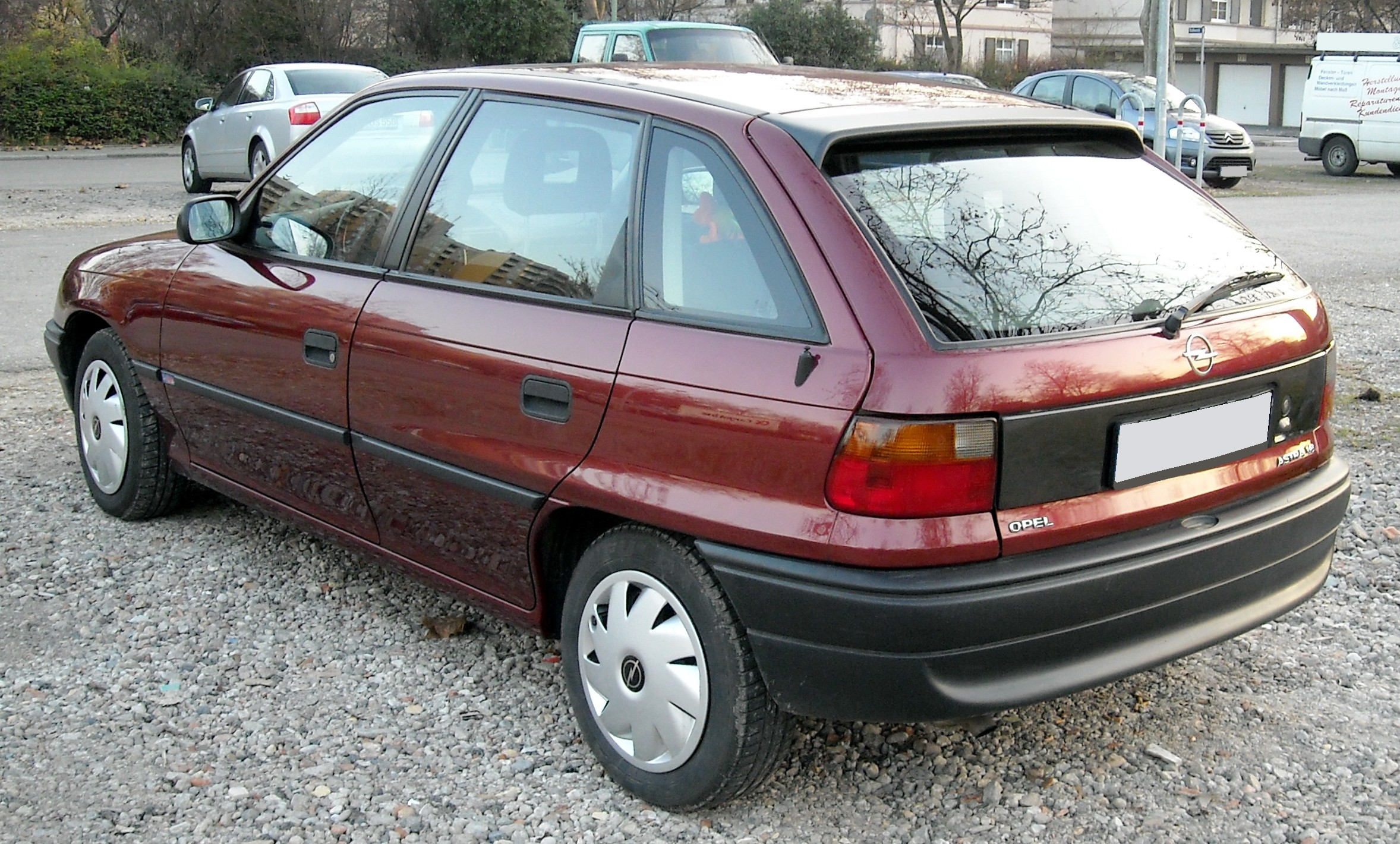
Hátul is kicsit frissítettek
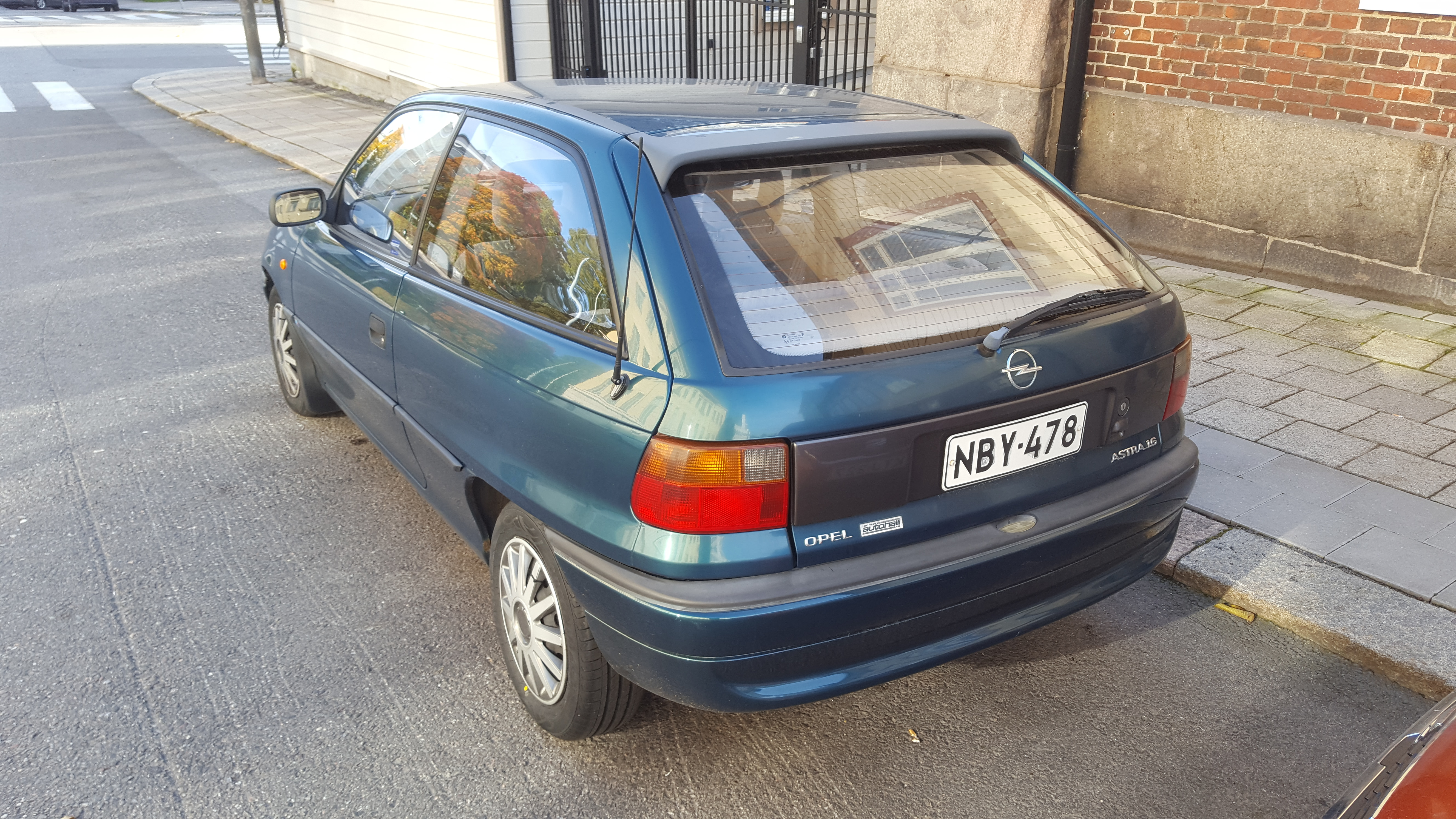
A háromajtós is megújjult
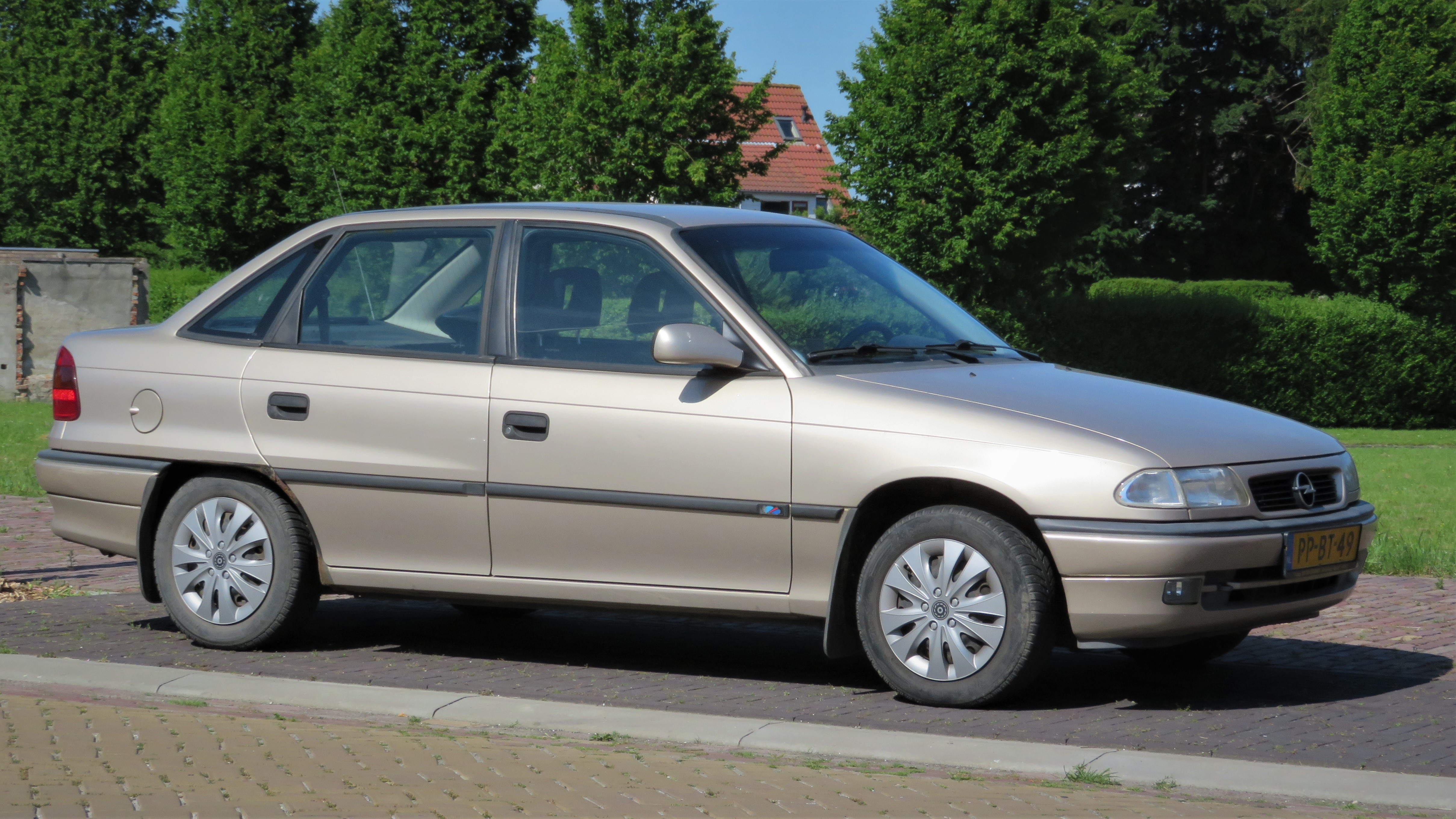
Sedan
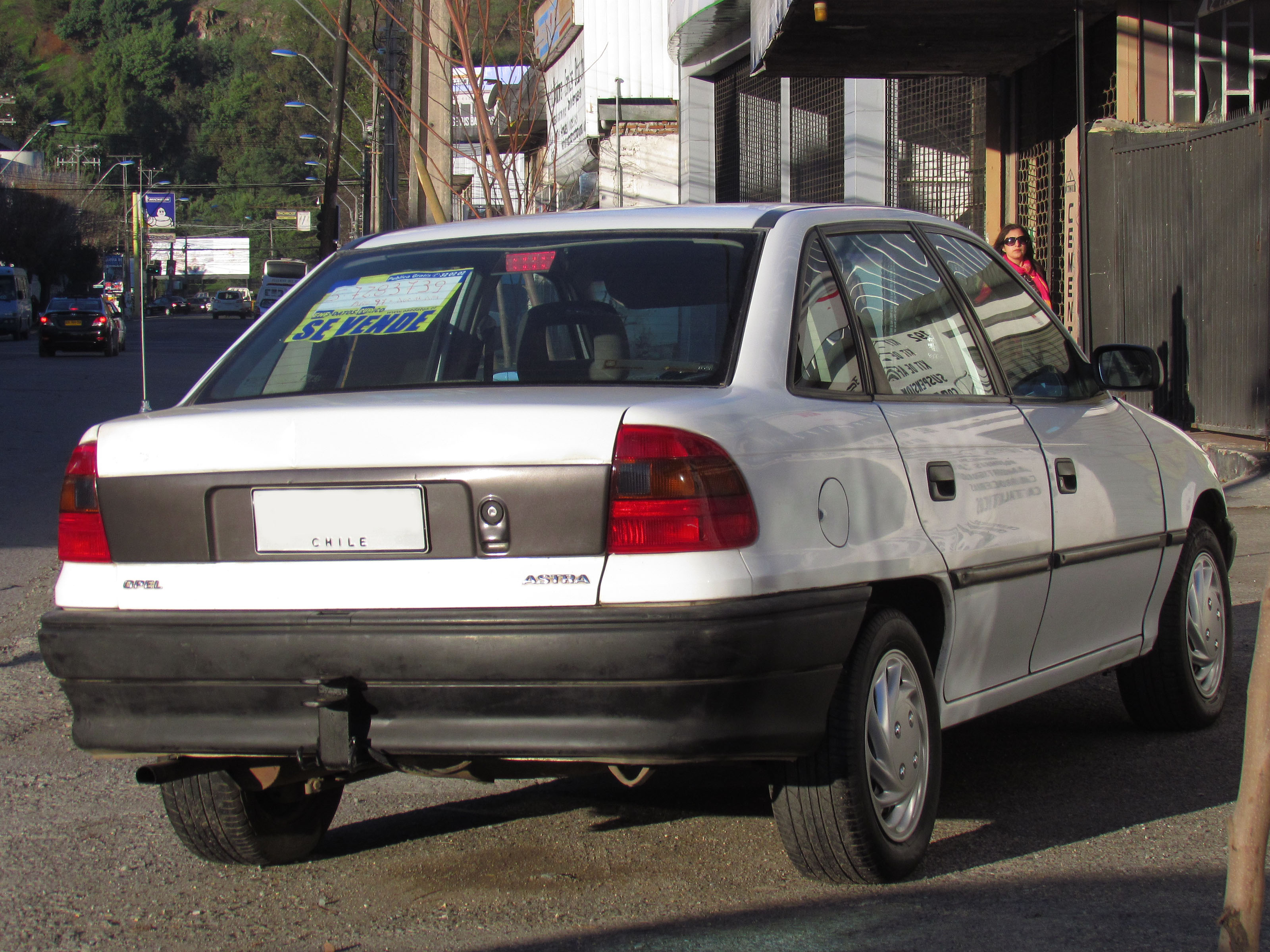
Sedan hátulról
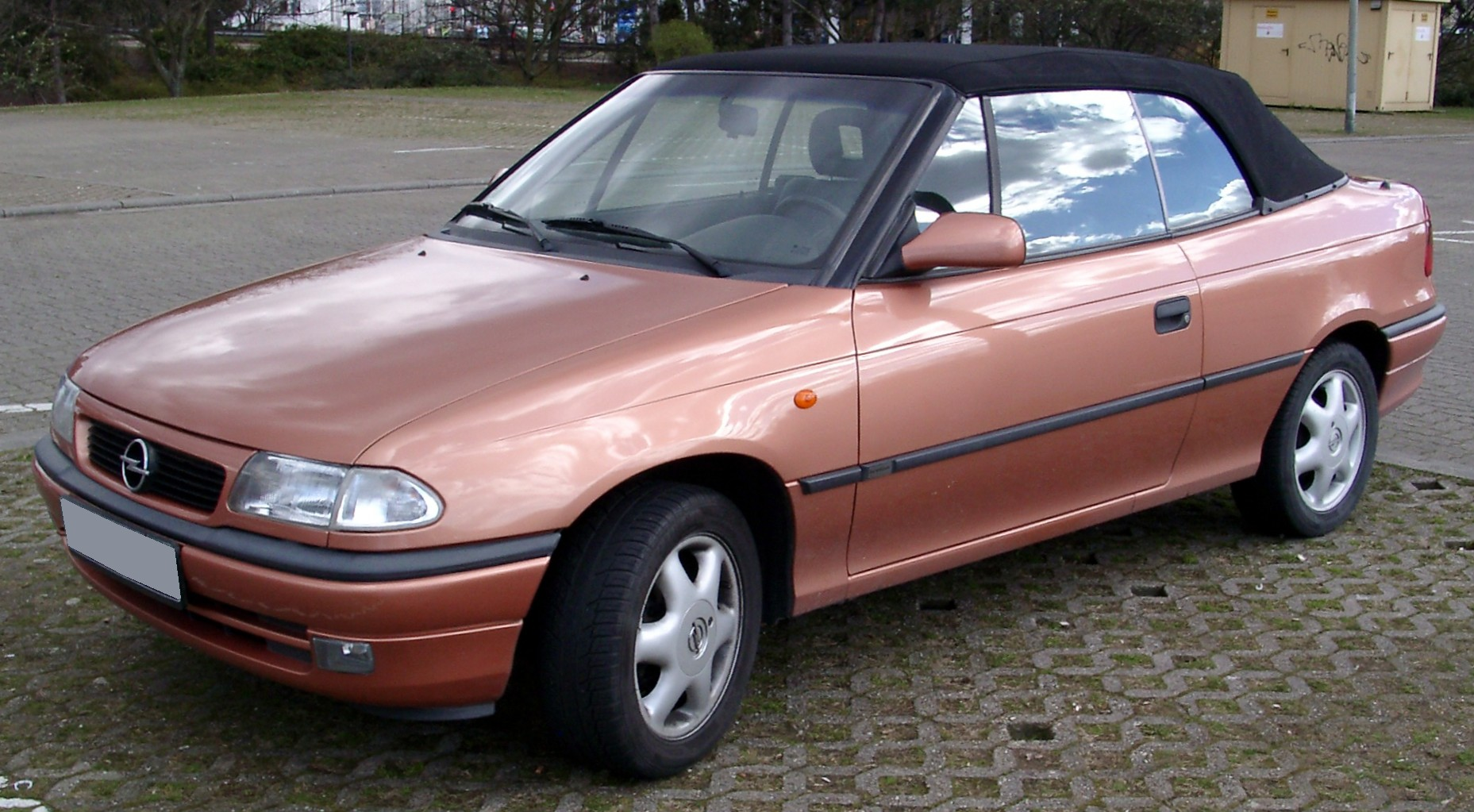
Cabrio
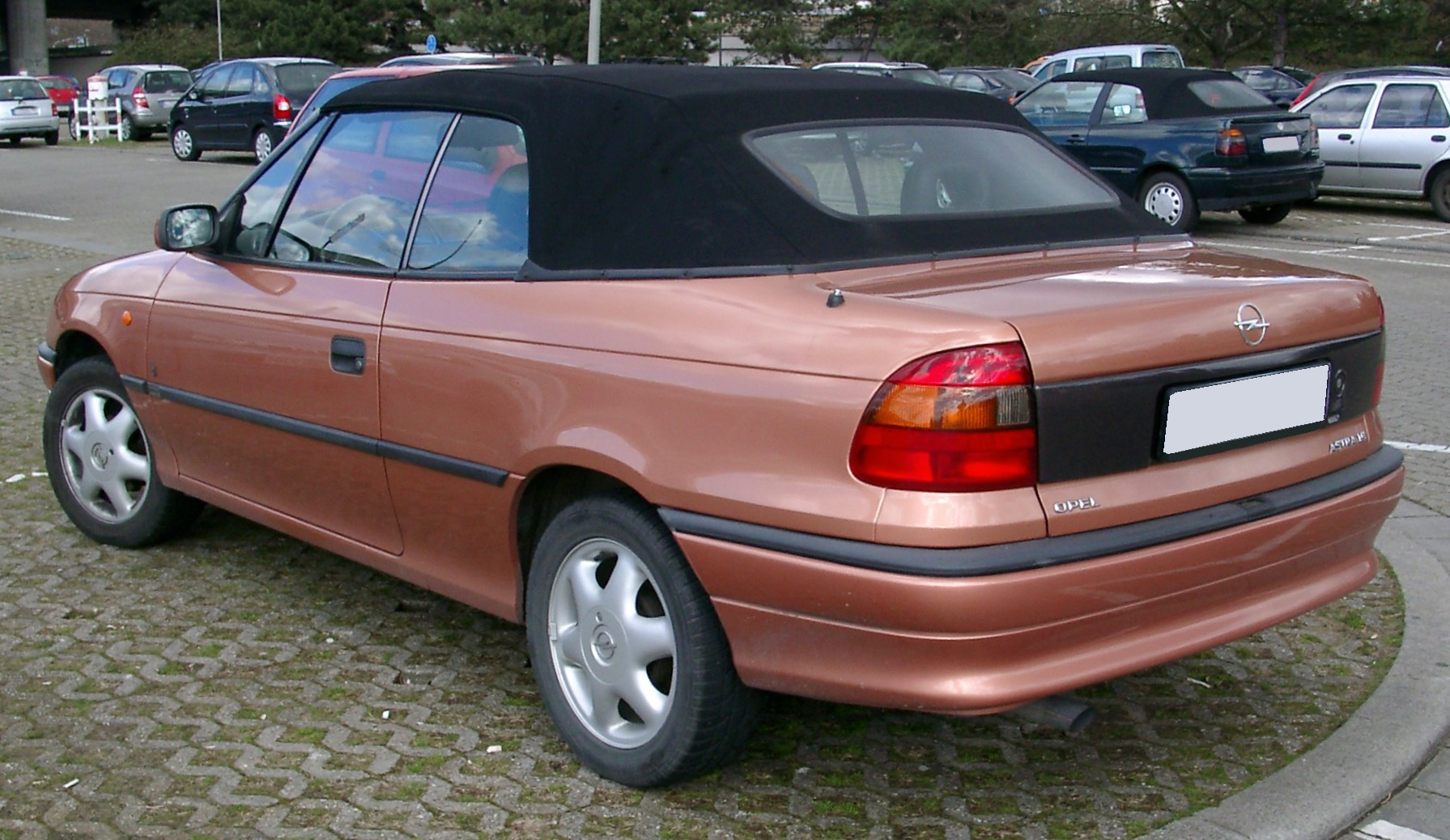
Cabrio hátulról
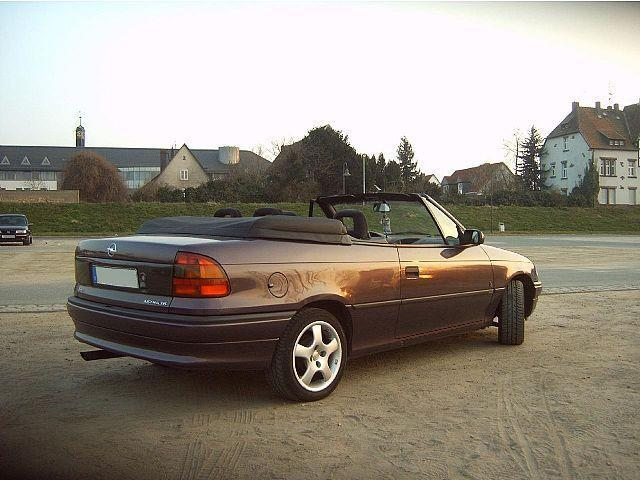
Lenyitott tetővel
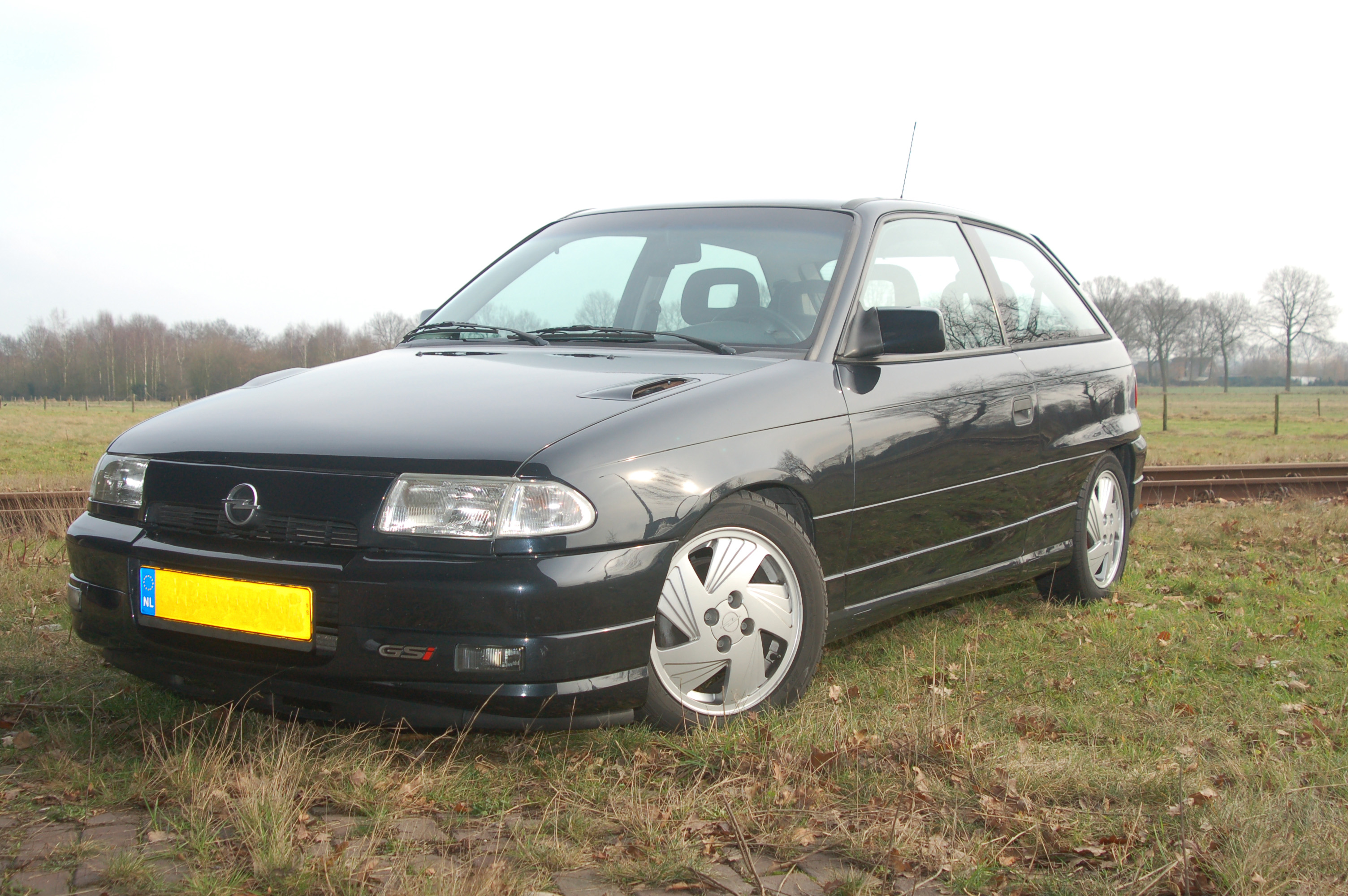
GSi facelift
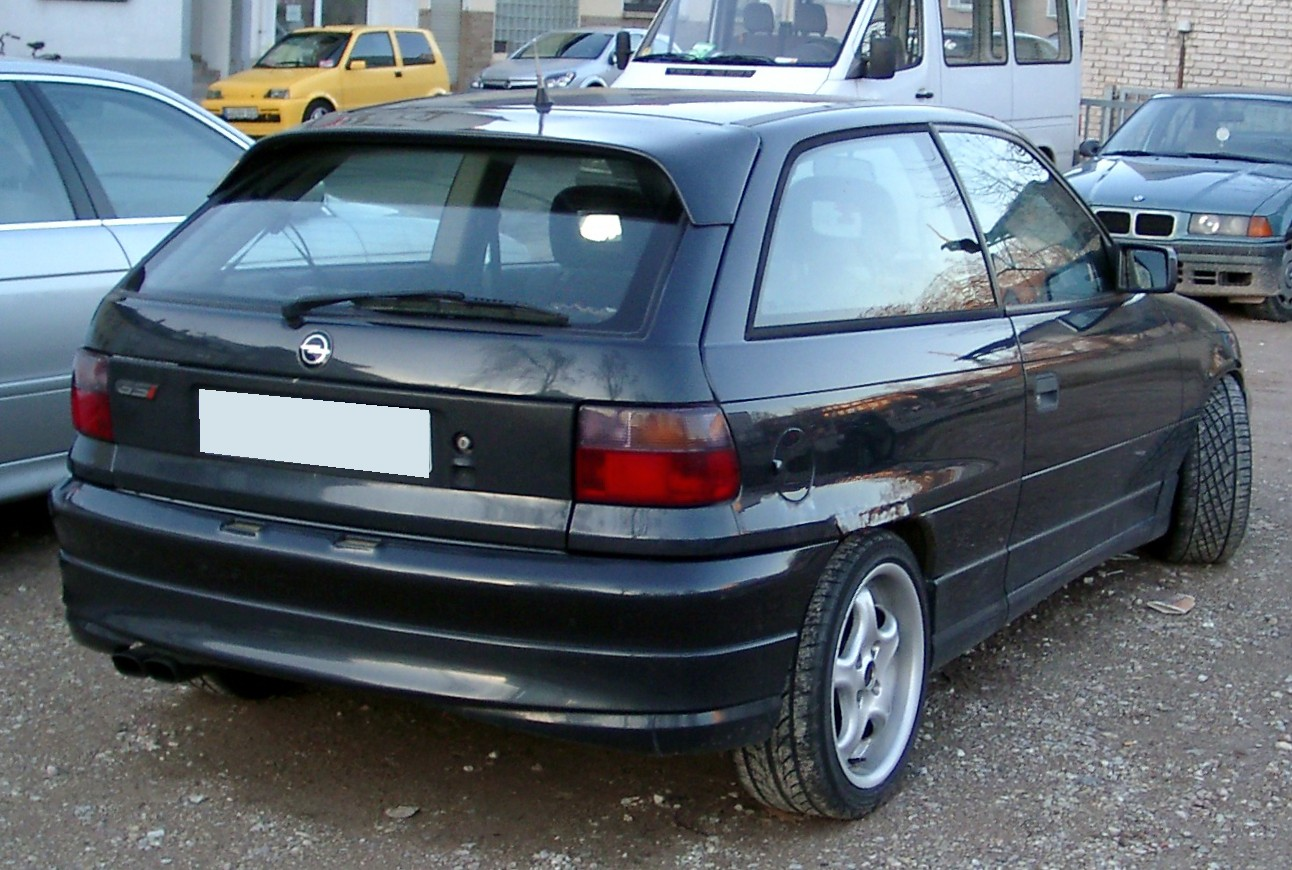
GSi hátulról
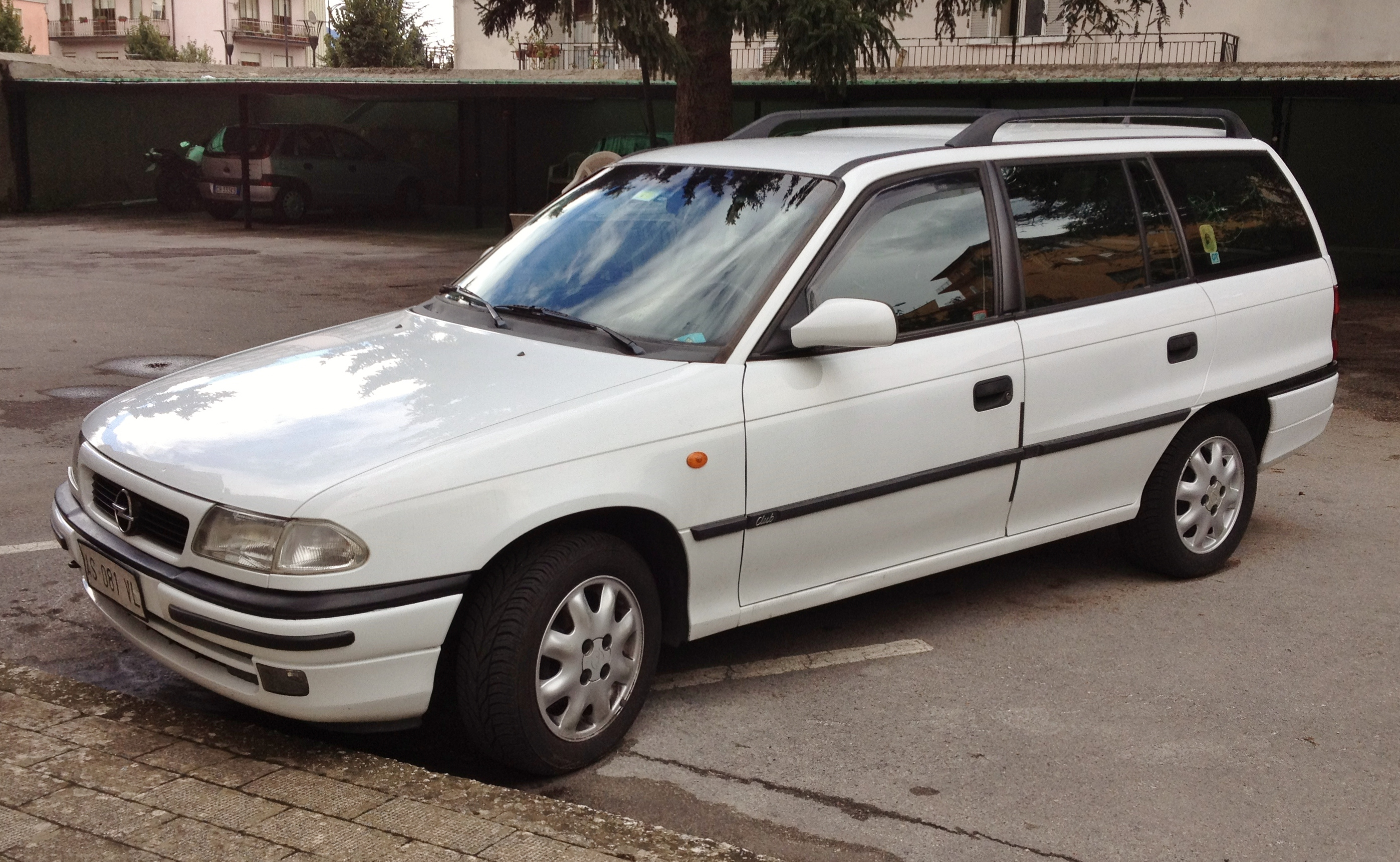
Caravan
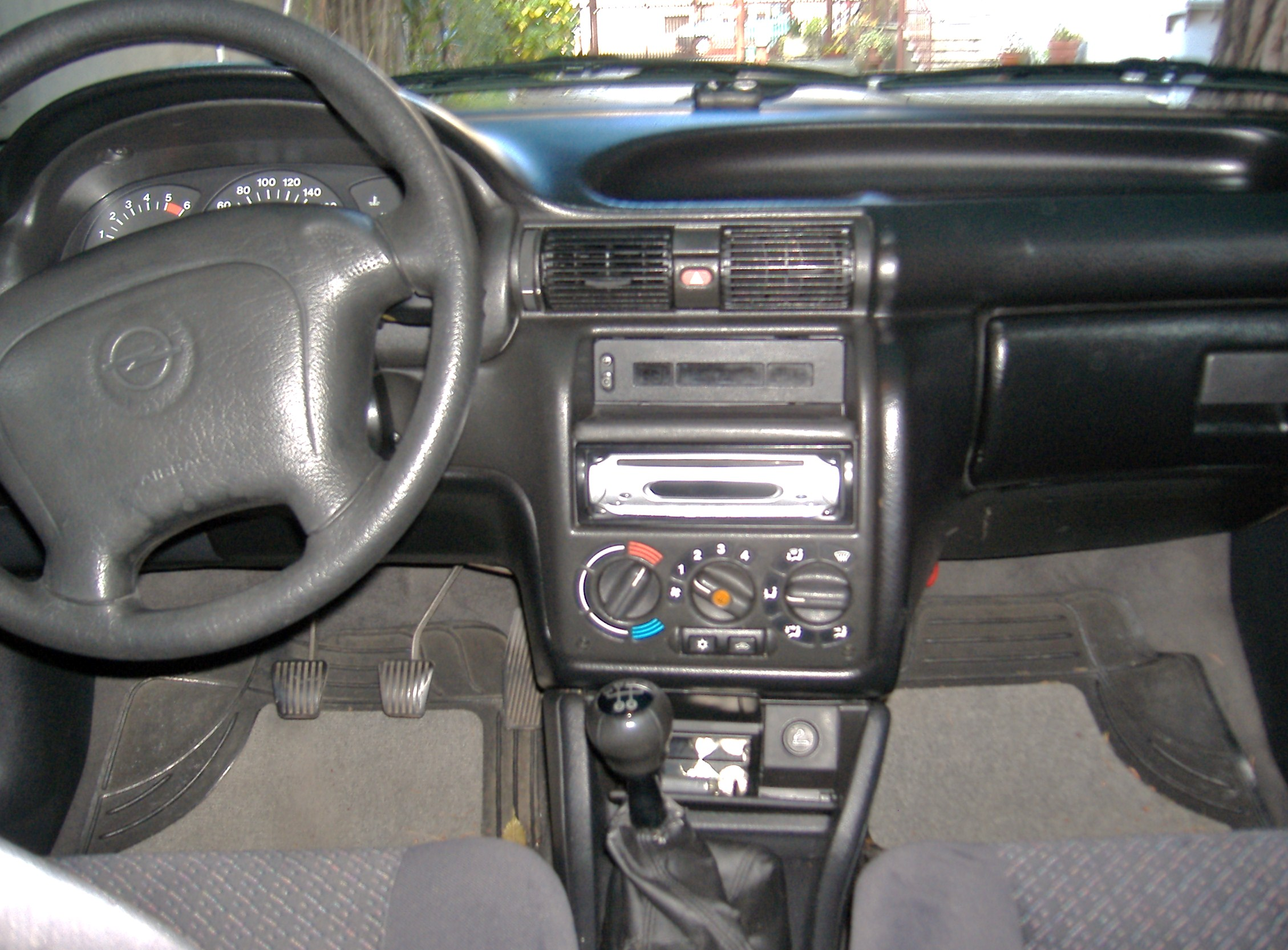
Műszerfal
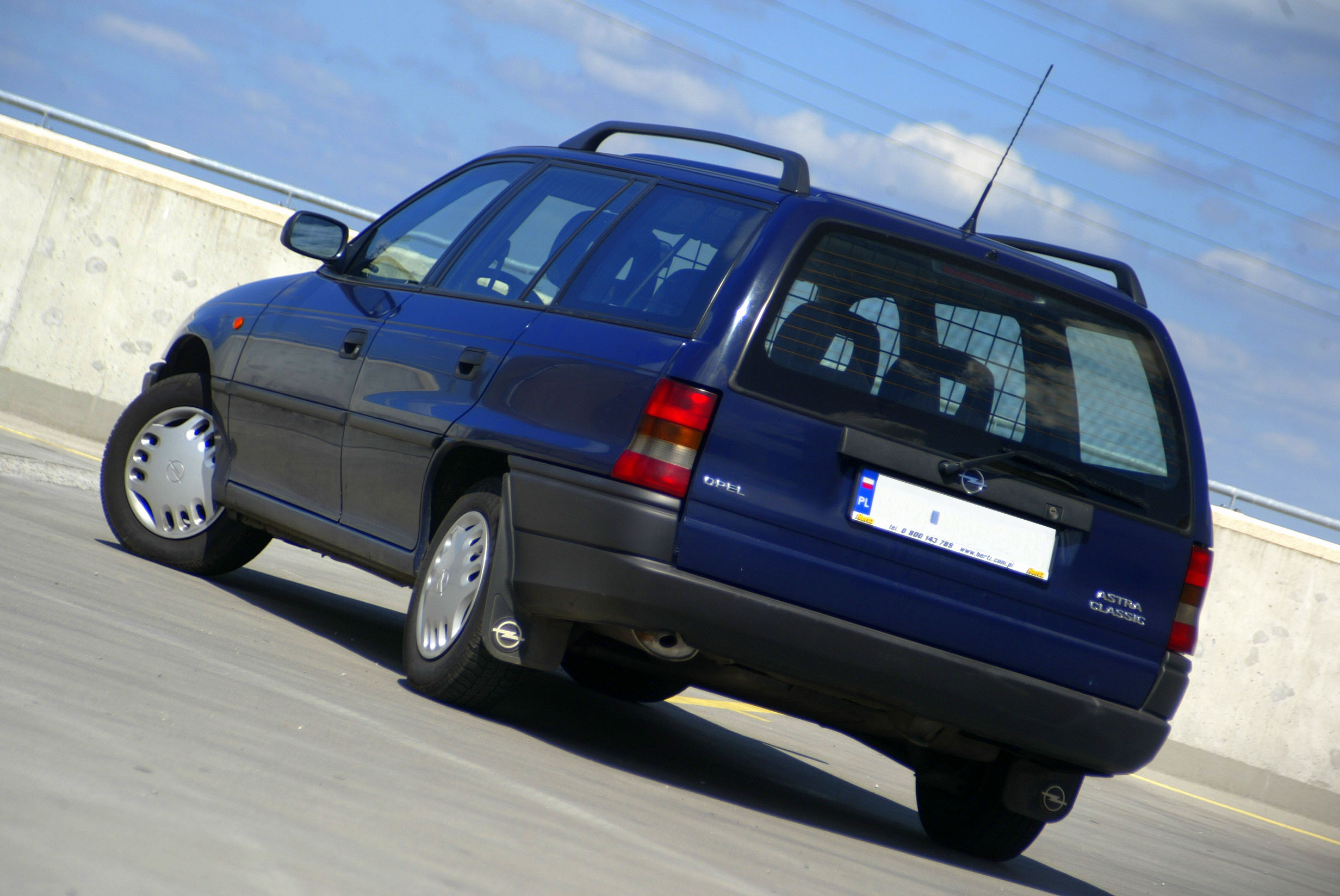
Caravan Classic, a kifutószéria egyik példánya
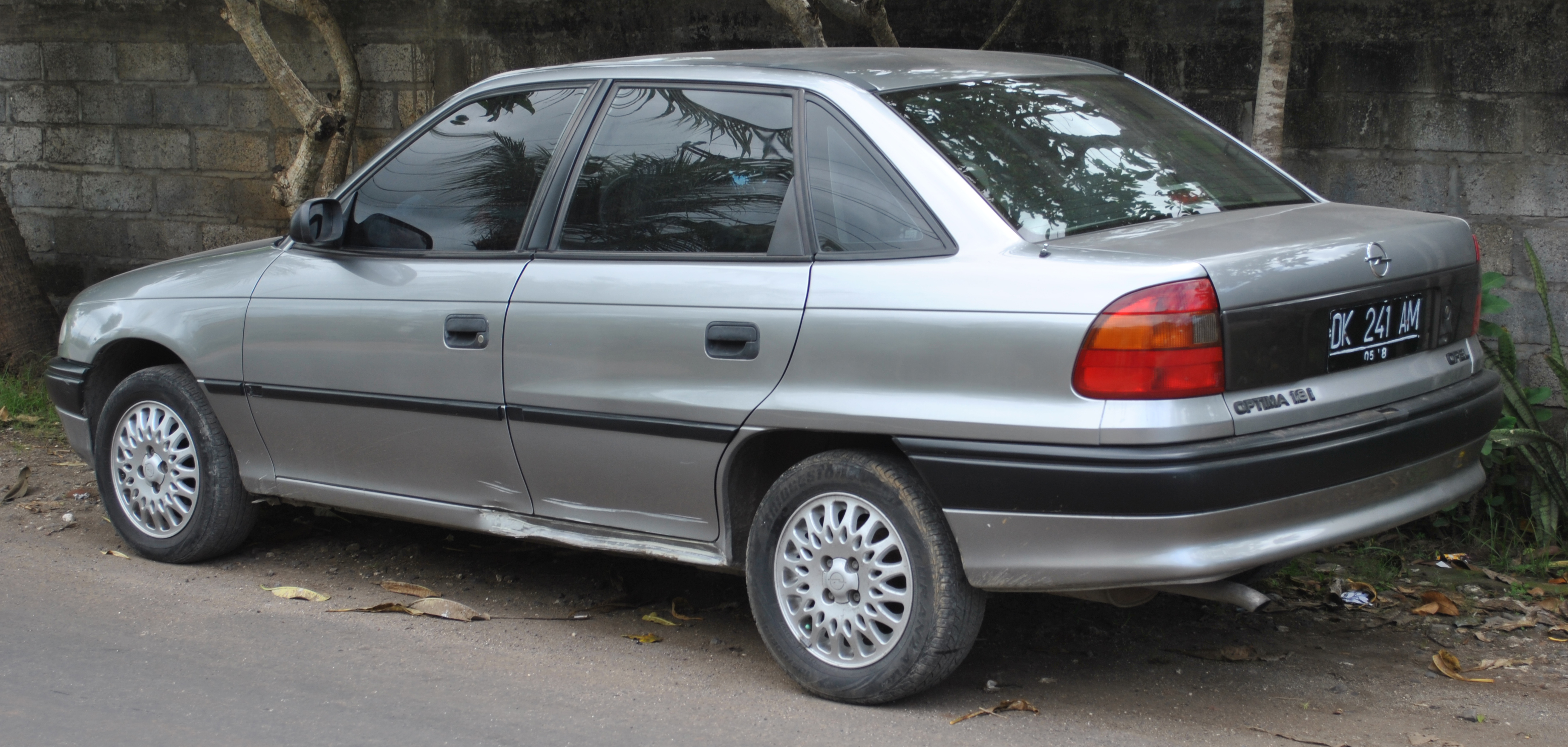
Opel Optima Sedan Indonéziában
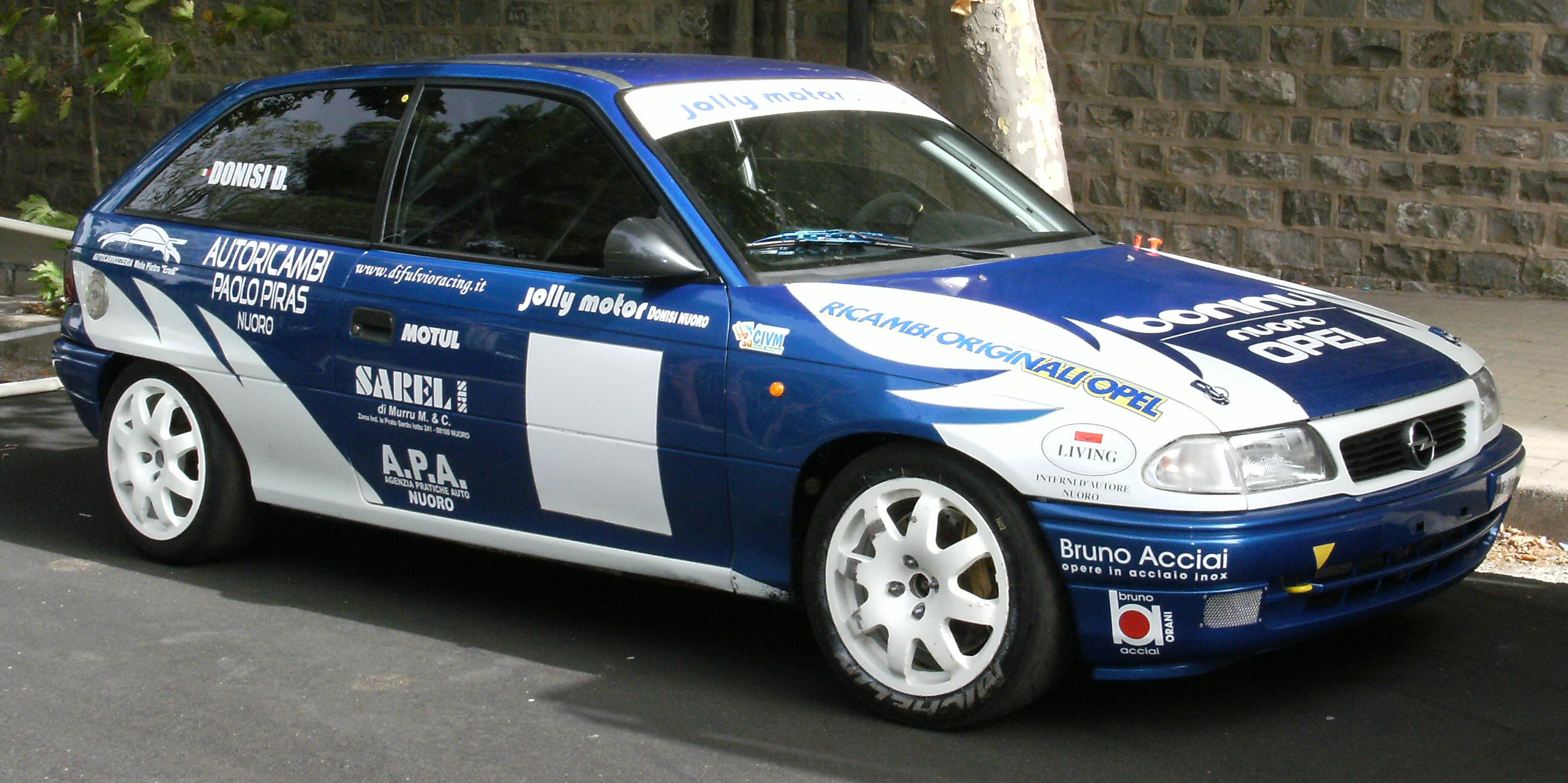
Háromajtós versenymodell

- Biztonság

Alapértelmezés szerint az Astra F széles körű aktív és passzív biztonsági funkciókkal rendelkezik. A karosszéria konstruktív intézkedései a számítógép által kiszámított merevítési pontok és duplacsöves megerősítések az ajtókban. Ezenkívül az oszlopokat és az ajtótengelyeket is megerősítették. A övfeszítő patron és az állítható magasságú biztonsági övek a kezdetektől kezdve alapfelszereltség voltak. Az üléskereteket úgy tervezték, hogy az ember elülső ütközés esetén ne tudjon csúszni a heveder alatt. Az első üléseket keret fejtámlákkal szereltük fel, amelyek lehetővé tették a jó hátsó nézetet, és ezzel egyidejűleg megakadályozták a hátsó ülésen utazók sérüléseit. 1993-tól az Astra opcionális kiegészítőként elérhető volt a vezető légzsákjaival felár ellenében, és az 1994-es facelift-től a dupla légzsák minden változatban standard felszereltség lett. Az ABS fékek opcionálisan beszerezhetők voltak a bevezetés óta, és az 1996-os modellévben váltak alapfelszereltségként. A cabrio változatnál a szélvédőkeretet és mindkét ajtót acélcső-megerősítéssel szerelték fel, a hátsó ülés tartói acélból készültek, hogy garantálják a szükséges túlélési teret (a szélvédőkeret és a fejtámla közötti helyet), ha az autó felborulna.
- Színek

Az Astra F a következő színekben volt elérhető:
| Fantázianév    | Lakktípus     | Szinkód Opel / RPO | Gyártás              |
| -------------- | ------------- | ------------------ | -------------------- |
| Mistralgrau    | Metallic      | 119 / 83L          | 10/91 – 02/93        |
| Starsilber     | Metallic      | 138 / 88L          | 10/91 – 07/94        |
| Rauchgrau      | Metallic      | 140 / 96L          | 08/93 – 07/94        |
| Novaschwarz    | Metallic      | 266 / 81L          | 10/91 – 07/94        |
| Spektralblau   | Mineraleffekt | 270 / 24L          | 10/91 – 07/94        |
| Lagunenblau    | Mineraleffekt | 271 / 26L          | 10/91 – 02/93        |
| Kosmosblau     | Uni           | 273 / 27L          | 10/91 – 07/94        |
| Karibikblau    | Metallic      | 277 / 33L          | 06/93 – 08/93? 07/94 |
| Heliotrop      | Mineraleffekt | 279 / 20L          | 03/93 – 07/94        |
| Nautilusblau   | Mineraleffekt | 283 / 14L          | - 07/94              |
| Neptuntürkis   | Mineraleffekt | 357 / 37L          | 03/93 – 07/94        |
| Dschungelgrün  | Mineraleffekt | 359 / 46L          | 06/93 – 07/94        |
| Casablancaweiß | Uni           | 474 / 10L          | 10/91 – 07/94        |
| Magmarot       | Brillant      | 547 / 79L          | 10/91 – 07/94        |
| Marseillerot   | Mineraleffekt | 549 / 72L          | 10/91 – 07/94        |
| Toskanarot     | Uni           | 567 / 78L          | 10/91 – 07/94        |

Facelift
| Fantázianév    | Lakktipus     | Színkód Opel / RPO | Gyártás                  |
| -------------- | ------------- | ------------------ | ------------------------ |
| Rauchgrau      | Metallic      | 140 / 96L          | 08/94 – 8/95?            |
| Titaniumsilber | Mineraleffekt | 146 / 97L          | ?08/95 – 02/96           |
| Novaschwarz    | Metallic      | 266 / 81L          | 08/94 - ? 06/96 – 01/97* |
| Karibikblau    | Metallic      | 277 / 33L          | 08/94 – 02/96            |
| Heliotrop      | Mineraleffekt | 279 / 20L          | 01/95 – 08/95            |
| Polarmeerblau  | Mineraleffekt | 282 / 13L          |                          |
| Nautilusblau   | Mineraleffekt | 283 / 14L          | 08/94 - ? 06/96 – 01/97  |
| Atlantisblau   | Uni           | 285 / 21L          | 08/94 – 01/97            |
| Keramikblau    | Mineraleffekt | 286 / 29L          | 08/94 – 01/97            |
| Magneticblau   | Mineraleffekt | 288 / 64L          | 01/96 - ?                |
| Neptuntürkis   | Mineraleffekt | 357 / 37L          |                          |
| Dschungelgrün  | Mineraleffekt | 359 / 46L          |                          |
| Graphit        | Mineraleffekt | 363 / 95L          | 08/95 – 02/96            |
| Bermudagrün    | Mineraleffekt | 366 / 43L          | 01/96 - ?                |
| Rio Verdegrün  | Mineraleffekt | 369 / 65L          | ?08/95 – 01/97           |
| Casablancaweiß | Uni           | 474 / 10L          | 08/94 – 01/97            |
| Ananasgelb     | Uni           | 485 / 57L          | 08/94 – 08/95            |
| Brokatgelb     | Metallic      | 488 / 53L          | 06/96 – 01/97            |
| Champagner     | Mineraleffekt | 489 / 68L          | 06/96 – 01/97            |
| Antilope       | Mineraleffekt | 490 / 91L          |                          |
| Magmarot       | Brillant      | 547 / 79L          | 08/94 – 01/97            |
| Marseillerot   | Mineraleffekt | 549 / 72L          | 08/94 – 01/97            |
| Toscanarot     | Uni           | 567 / 78L          | 08/94 -                  |
| Tizianrot      | Uni           | 573 / 76L          | 06/96 – 01/97            |

Cabrio
| Fantázianév    | Lakktipus     | Szinkód Opel / RPO | Gyártás                    |
| -------------- | ------------- | ------------------ | -------------------------- |
| Dolomitengrau  | Mineraleffekt | 143 / UXL          | 05/93 – 07/94              |
| Diamantsilber  | Metallic      | 148 / TCL          | 08/96 – 01/00              |
| Karibikblau    | Metallic      | 277 / 33L          | 05/93 – 07/96              |
| Heliotrop      | Mineraleffekt | 279 / 20L          | 05/93 – 03/94?; ?02/95 - ? |
| Carbonschwarz  | Uni           | 280 / UYL          | 05/93 – 01/00              |
| Polarmeerblau  | Mineraleffekt | 282 / XEL          | ?08/96 – 01/00             |
| Nautilusblau   | Mineraleffekt | 283 / 14L          | ?03/94 – 11/94?            |
| Keramikblau    | Mineraleffekt | 286 / 29L          | 08/94 – 10/96?             |
| Lavendel       | Metallic      | 292 / XSL          | ?01/96 - ?                 |
| Lagoblau       | Metallic      | 296 / XUL          | 08/96 – 01/00              |
| Dschungelgrün  | Mineraleffekt | 359 / 46L          | 05/93 – 07/94              |
| Sherwoodgrün   | Mineraleffekt | 367 / DHL          | 08/94 – 01/00              |
| Rio Verdegrün  | Mineraleffekt | 369 / 65L/DYL      | ?01/96 - ?                 |
| Fidjigrün      | Metallic      | 373 / JWL          | ?01/96 - ?                 |
| Tropicalgrün   | Mineraleffekt | 376 / DXL          | 08/96 – 10/96?             |
| Hawaiigrün     | Metallic      | 378 / JCL          | 08/97 – 01/00              |
| Casablancaweiß | Uni           | 474 / 10L          | 05/93 – 11/94?             |
| Apache         | Mineraleffekt | 484 / WRL          | ?01/95 - ?                 |
| Eldorado       | Mineraleffekt | 486 / YLL          | ?02/95 - ?                 |
| Canyonmetallic | Metallic      | 498 / RSL          | ?10/97 – 01/00             |
| Magmarot       | Brillant      | 547 / 79L          | 08/95 – 01/00              |
| Florentinarot  | Mineraleffekt | 569 / KYL          | 05/93 – 11/94?             |
| Calypso        | Mineraleffekt | 570 / WSL          | 08/94 – 10/96?             |
| Bolognarot     | Mineraleffekt | 575 / LBL          | 08/95 – 01/00              |

Van áruszállító (Lieferwagen)
| Fantázianév    | Lakktipus | Színkód Opel / RPO | Gyártás                     |
| -------------- | --------- | ------------------ | --------------------------- |
| Kosmosblau     | Uni       | 273 / 27L          | ?06/92 - ?                  |
| Atlantisblau   | Uni       | 285 / 28L          | 08/94 – 06/96               |
| Casablancaweiß | Uni       | 474 / 10L          | ?06/92 07/95* 01/96 – 06/96 |
| Reinesweiss    | Uni       | 649                | ?06/92-?                    |
| Ananasgelb     | Uni       | 485 / 57L          | 08/94? – 01/96              |
| Magmarot       | Brillant  | 547 / 79L          | ?06/92 07/95* 01/96 – 06/96 |
| Toskanarot     | Uni       | 567 / 78L          | ?06/92 - ?                  |
| Tizianrot      | Uni       | 573 / 76L          | 06/96 - ?                   |

### Kárpit
Bőrmintázatú műanyag, műbőr és szövet. Az első ülések oldalai és a támla hátsó része műbőr, 94 után szövet. 1994-ig: műanyagok beige, ülések szürkék; műszerfal fekete, ülések mintásak, ajtók felső szövete mintás az alsó fekete; műanyagok kékek, ülések és oldalkárpitok kék/szürkék. A hátsó ülések fejtámla nélküliek, az oldalkárpitban az ablakemelő kapcsolójának helye egybe van öntve a kárpit műanyag testével, tehát beszerelés esetén ki kell vágni, illetve a behúzó foggantyú alul nyitott. Nincs zajszigetelés a hétsó ajtó kárpitban. Lehetett rendelni bőr ülésekkel és kárpittal.

### Futómű
Elöl : Független kerékfelfüggesztés, McPherson rendszer, spirálrugók, tárcsafékek. Hátul: Merev hátsó híd, spirálrugók, dobfékek (1.8 16V-es és 2.0 16V-es motorokhoz tárcsa) illetve opcionálisan ABS tartozik. A futóműhöz teljesen mechanikus, vagy opcionálisan hidraulikus elven működő kormány segédberendezés – szervo- tartozhat.

### Erőátvitel
5 fokozatú kézi, 6 fokozatú kézi (200Ts), 4 fokozatú automata váltók kiviteltől függően. Az Opel Astra F első kerék meghajtású gépjármű.

### Kerekek
Csavarfuratok osztóköre 4×100mm, kivétel: 200ts 5x112
ET: 49mm a legtöbb esetben
Acél keréktárcsák:
-13" 75 Le-ig benzines és dízel
-14" 75 Le-től 125 Le-ig,
-15" 136 illetve 150 Le
Könnyűfém keréktárcsák:
-13"-15"-ig
-16" 200ts

### Motorok 1994-ig
| Jelzés  | Motorkód | Lökettérfogat | Vezérmű | Üzemanyag ell.         | Teljesítmény Le/fordulat | Forgatónyomaték Nm/fordulat | Megjegyzés      |
| ------- | -------- | ------------- | ------- | ---------------------- | ------------------------ | --------------------------- | --------------- |
| 1.4i    | C14NZ    | 1389          | OHC     | központi injektor      | 60/5200                  | 103/2800                    |                 |
| 1.4Si   | C14SE    | 1389          | OHC     | hengerenkénti injektor | 82/5800                  | 114/3400                    |                 |
| 1.4 16v | C14XE    | 1389          | DOHC    | hengerenkénti injektor | 90/6000                  | 125/4000                    |                 |
| 1.6i    | C16NZ    | 1598          | OHC     | központi injektor      | 75/5200                  | 125/2800                    |                 |
| 1.6Si   | C16SE    | 1598          | OHC     | hengerenkénti injektor | 100/5800                 | 135/3400                    |                 |
| 1.8i    | C18NZ    | 1796          | OHC     | központi injektor      | 90/5400                  | 145/3000                    |                 |
| 1.8 16v | C18XE    | 1796          | DOHC    | hengerenkénti injektor | 125/5600                 | 168/4800                    |                 |
| 2.0i    | C20NE    | 1998          | OHC     | hengerenkénti injektor | 115/5400                 | 170/2600                    |                 |
| 2.0 16v | C20XE    | 1998          | DOHC    | hengerenkénti injektor | 150/6000                 | 196/4800                    | GSi, CDX        |
| 200ts   | C20LET   | 1998          | DOHC    | hengerenkénti injektor | 204/5600                 | 280/2400                    | csak dél afrika |

| Jelzés | Motorkód | Lökettérfogat | Vezérmű | Üzemanyag ellátás | Teljesítmény Le/fordulat | Forgatónyomaték Nm/fordulat | Megjegyzés |
| ------ | -------- | ------------- | ------- | ----------------- | ------------------------ | --------------------------- | ---------- |
| 1.7D   | 17YD     | 1688          | OHC     | VE4 adagoló       | 57/4600                  | 105/2400                    |            |
| 1.7D   | 17DR     | 1688          | OHC     | VE4 adagoló       | 60/4600                  | 105/2400                    |            |
| 1.7TD  | X17DTL   | 1688          | OHC     | VE4 adagoló       | 68/4500                  | 132/2400                    |            |

### Motorok 1994-től
| Jelzés  | Motorkód | Lökettérfogat | Vezérmű | Üzemanyag ellátás      | Teljesítmény Le/fordulat | Forgatónyomaték Nm/fordulat | Megjegyzés |
| ------- | -------- | ------------- | ------- | ---------------------- | ------------------------ | --------------------------- | ---------- |
| 1.4     | X14NZ    | 1389          | OHC     | központi injektor      | 60/5200                  | 103/2800                    |            |
| 1.4 16v | X14XE    | 1389          | DOHC    | hengerenkénti injektor | 90/6000                  | 125/4000                    |            |
| 1.6     | X16SZ    | 1598          | OHC     | központi injektor      | 71/5000                  | 128/2800                    |            |
| 1.6     | X16SZR   | 1598          | OHC     | központi injektor      | 75/5200                  | 128/2600                    |            |
| 1.6 16v | X16XEL   | 1598          | DOHC    | hengerenkénti injektor | 101/6200                 | 148/3500                    |            |
| 1.8 16v | X18XEL   | 1796          | DOHC    | hengerenkénti injektor | 115/5400                 | 168/4000                    | X18XE      |
| 2.0 16v | X20XEV   | 1998          | DOHC    | hengerenkénti injektor | 136/5600                 | 185/4000                    |            |

| Jelzés | Motorkód | Lökettérfogat | Vezérmű | Üzemanyag ellátás | Teljesítmény Le/fordulat | Forgatónyomaték Nm/fordulat | Megjegyzés                                 |
| ------ | -------- | ------------- | ------- | ----------------- | ------------------------ | --------------------------- | ------------------------------------------ |
| 1.7TD  | X17DTL   | 1688          | OHC     | VE4 adagoló       | 68/4500                  | 132/2400                    |                                            |
| 1.7TDS | TC4EE1   | 1686          | OHC     | VE4 adagoló       | 82/4400                  | 168/2400                    | Japánban összeszerelt, ISUZU eredetű motor |

## A GSi története

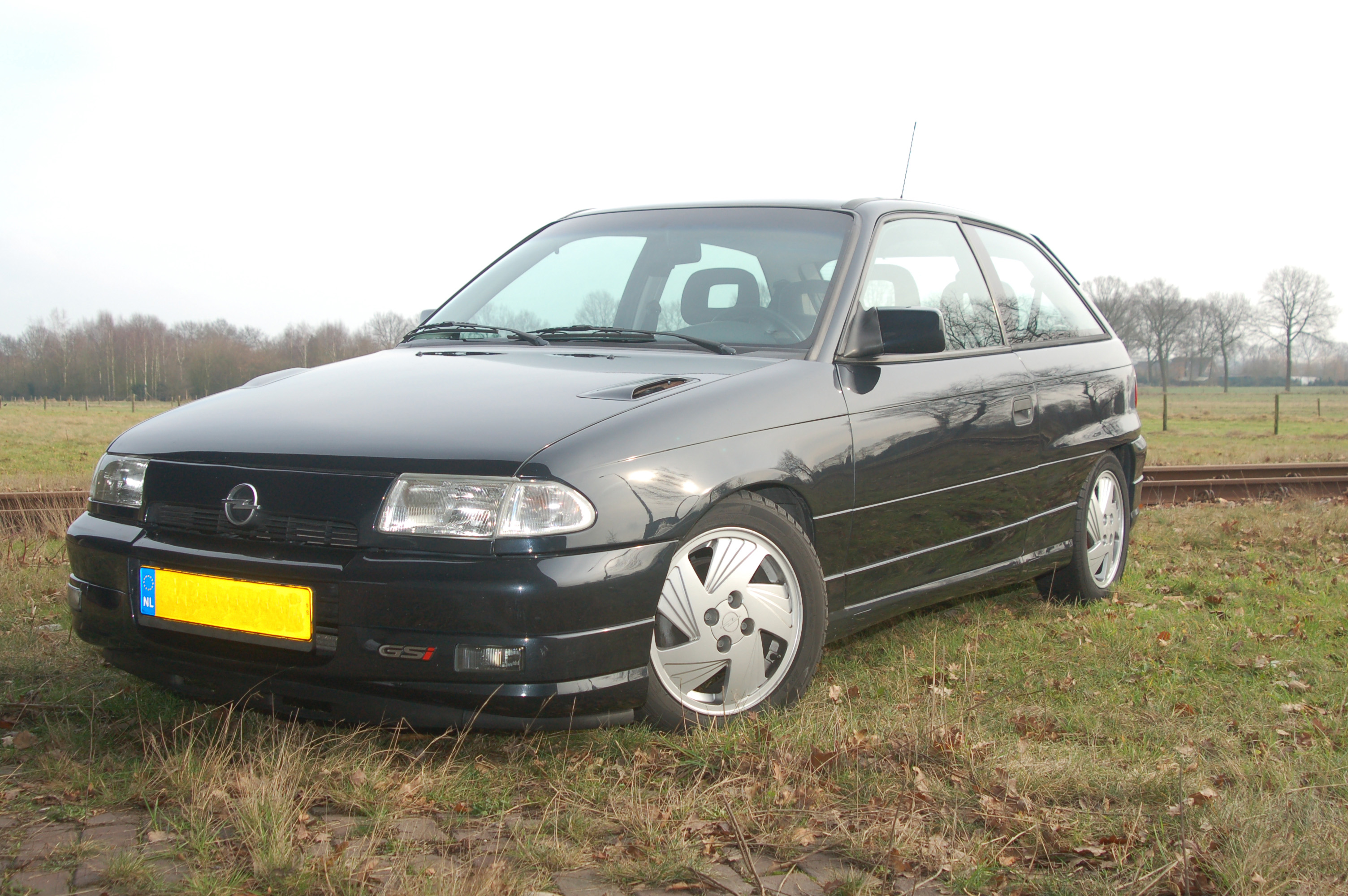
Opel Astra GSi

Az 1991 közepétől gyártott (sorozat előtti, mások számára nagyon ritka), 1996 elejéig, az Astra Gsi célja az volt, hogy átvegye az Opel Kadett E GSI helyėt.
Ugyanazokkal a motorokkal rendelkezett, mint a Kadett E, de frissítették az Euro 1 szennyezéscsökkentő előírásainak, amelyek arra kényszerítették az Opel-t, hogy autóit háromutas katalizátorral és lambda-szondával szerelje fel.
Két két literes motor. 2.0 8V (C20NE), 2.0 16V (C20XE). A legerősebb változatot 2,0 literes, 16 szelepes kettős vezérműtengelyes motorral szerelték fel: C20XE elnevezésű, 1,998 cm³ elmozdulással, négyzet alakú motorral (86 mm furat x 86 mm löket). Teljesítmény 110 kw (150 LE) 6000 fordulat / percnél, 196 Nm maximális nyomatékkal, körülbelül 4800 fordulat / perc, a rendelkezésre álló legnagyobb nyomaték 90% -ával 3100 és 6000 fordulat / perc között; az autó tömege 1100 kg. Az 1992. júniusi Quattroruote teszt eredményei alapján a maximális sebesség 219 km / h volt; gyorsulás 0-tól 100 km / h-ig 7,3 másodpercig és fékezés 100-ról 0-ra 38,8 m-en.

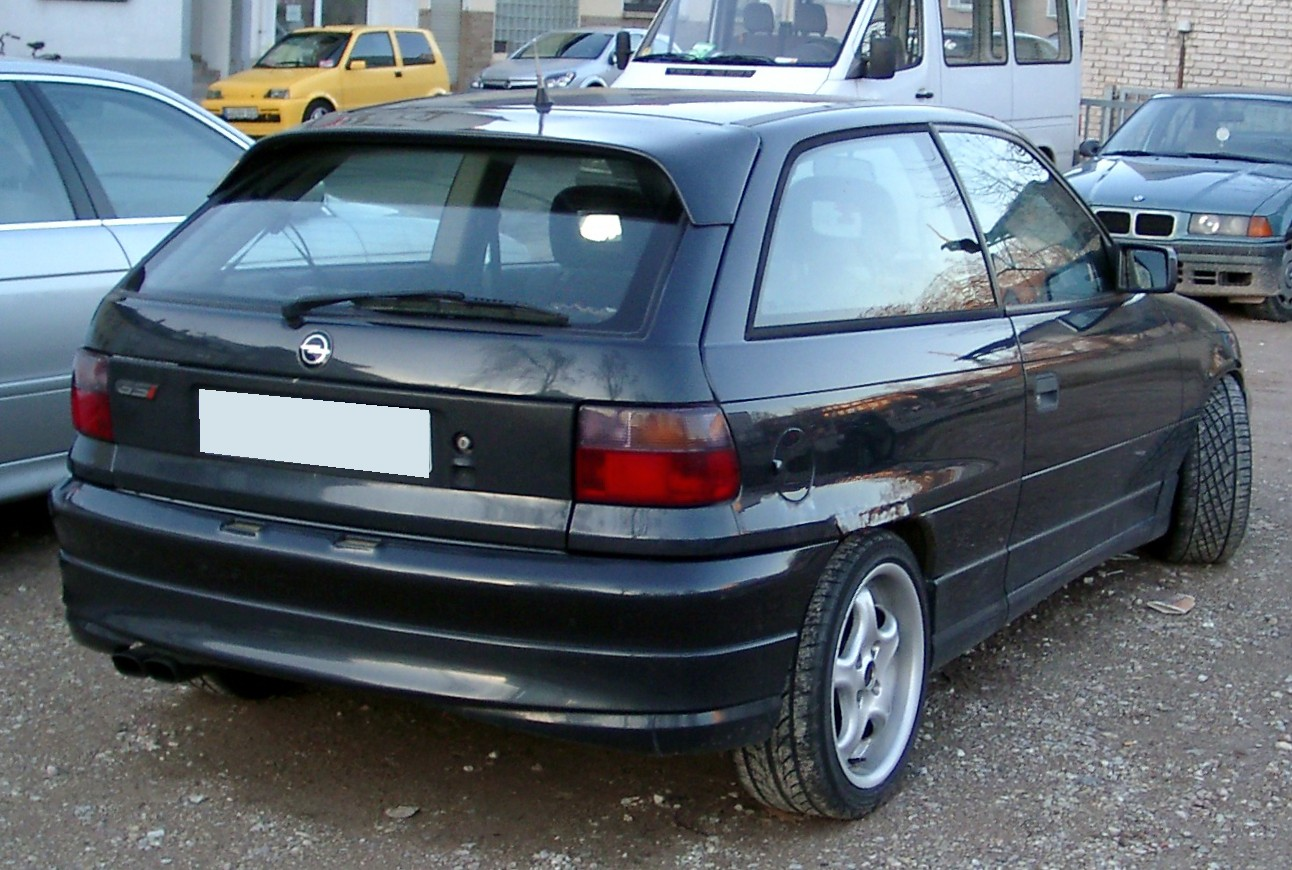
Opel Astra GSi hátulról

A GSi esztétikusan bemutatta a motorháztető oldalain lévő két légbeömlőt, egy adott típusú süllyesztett első és hátsó lökhárítókat, miniszoknyakat, speciális könnyűfém kerekeket 205/50 ZR15 típusú gumiabroncsokkal és kipufogódobot kettős négyzet alakú véggel.
1991 és 1993 között (vége) a Gsi 2,0 8v-os motorral (egytengelyes 115 lóerő) és szinte az idősebb 16v-es valtozattal egyenértékű felszereléssel volt elérhető, kisebb alkatrészek kiválasztása szempontjából megkülönböztetve (kissé eltérő műszerezés, egy négyzetes kipufogóvég valamint az ETC kipörgésgátló rendszer hiánya is).
Az autót 1995 után ráncfelvarrásnak vetették alá, amely határozottan kevésbé szembetűnő esztétikát mutatott: annak ellenére, hogy gyakorlatilag ugyanaz, mint az Astra F alapváltozat, részleteiben különbözött: kissé szélesebb hátsó tető spoiler, könnyűfém kerekek kialakítás és az első és a hátsó lökhárító azonos színű és kissé eltérő profilú. A motor két fő változatot látott, a C20XE-t és a C20XE-LN-t (alacsony zaj), amelyeket a négyzet alakú fogak és a kevésbé zajos vezérműtengely-szíjtárcsák jellemeztek; felszereltek egy Bosch Motronic M2.8 elektronikát (amely az előzőt helyettesíti, az M2.5-et) és egy kissé nehezebb "pot típusú" lendkeréket.
Az Astra GSI-t alapfelszereltségként szállították (a 4-csatornás ABS mellett, az 1,5 cm-es alsó burkolat és a fedélzeti számítógép mellett) elektronikus kipörgésgátlóval (ETC), amelyet a középső konzolban található speciális gomb segítségével ki lehet kapcsolni; ennek a rendszernek a feladata a 4 ABS-érzékelőn és egy külön vezérlőegységen keresztül korlátozni a csúszást a gyorsulás során, az útfelület típusától függetlenül. Az ETC kezelése, mivel különbözött a korábbi rendszereitől, megengedő, soha nem zavaró és hasznos, különösen nedves felületeken vagy rossz tapadással. Az ETC rendszert így csak az Astra Gsi 16V-n nevezték el; a gépkocsi más változataiban is felszerelhetők (amelyek szintén nagyon drága opciónak tűntek), amelyeket egyszerűen TC-nek hívtak.
Első és utolsó ilyen volt az Astra F GSi. A következő Astra nemzedékek egyikének sem engedélyezett a GSi rövidítés használata. Az előd Kadet E-t valóban az Egyesült Királyságban Astra néven, de itt GTE néven adták el. Az Astra F GSi-vel az Opel ambiciózusan és a Golf versenytársával ellentétben kezdte meg folytatni a Kadett E GSi fejlesztését azóta. A bevált 2 literes motorok szintén a fedélzeten voltak, valamint egy nagyméretű Verspoilerung, amely jelentősen megkülönböztette az Astra F GSi-t polgári társaitól. A Volkswagen azonban elindította a Golf III VR6 járművet, amely jelentős teljesítménynövekedést mutatott, diszkrét megjelenésű, és mindenekelőtt 6 hengeres motort telepített. Itt az Opelnek nem volt esélye, még akkor sem, ha azonnal rendelkezésre állna egy megfelelő V6-os motor. Az egyik, de az Astra F.-ban nem épült Az Astra GSi kifejlesztése a gyártás során arra a következtetésre jutott, hogy a GSi végül csak egy berendezés változata volt, amelynek alig volt egyedi értékesítési pontja. Az Astra programban különleges helyet kapott az Astra Caravan 16V, amely csak az 1994-es modellévben volt kínálatban. Bár nem kifejezetten GSi néven forgalmazzák.
A légzsákokat (kormánykerék és / vagy utas oldali) 1994-től vezetik be: a vezetőoldali standard, az utasoldali opcionális. Kézi légkondicionálás, nagynyomású fényszórómosók, hátsó fejtámlák, fűtött első ülések, bőr belső tér, tetőablak, fényes festék vagy fémfesték voltak az Opel árlistáján szereplő további különféle lehetőségek listája.
Különlegesség, kevéssé ismert, hogy az Astra GSi megrendeléskor felszerelhető önzáró differenciálművel, amelyet az Opel közvetlenül gyártott ehhez a verzióhoz. Csak egy apró leírás található a TIS-ben (az Opel műhely kézikönyve), amely tisztázza az egyes autók tartalmát és jelenlétét.
1994-től a Gsi verzióban bevezették az 1,8 16v-os hajtóművet (125 lóerős kéttengelyes – C18XE típusú motor), amely a régi 2.0 8v-t váltotta fel, mert elavult, és már nem felel meg a szennyezőanyag-kibocsátásnak. Az 1,8 16v-nek nem volt vontatásvezérlő rendszere, még opcionálisan sem kapható. A alaptőke, a motortól eltekintve, a mechanikai szintű különbségek voltak csak (hátsó stabilizátorrúd hiányzik, kisebb keresztmetszetű első stabilizátor és egy kocka véges kipufogódob). A Gsi 1,8 16V-t csak 1993 vége és 1994 vége között gyártották, az első sorozatú karosszéria típusával (hátsó szárny, sport lökhárító és oldalsó szoknyák teljesen azonosak az idősebb 2.0 és 2.0 16v testvéreivel, 1991 és 1994 között épültek).
Az Astra Gsi 1996-ban elhagyta a piacot. Ezt a sportváltozatot három ajtós ferdehátú változatban állították elő, C18XE 1,8 16 V 92 kW / 125 LE, C20NE 2,0 85 kW / 115 LE, C20XE 2.0 16V 110 kW / 150 LE-vel. Ennek a verziónak sportos kialakítása van. Egyedi GSi hűtőmaszk, motorháztető beömlőkkel, egyedi GSi első és hátsó lökhárító, küszöb, nagyobb hátsó tetőspoiler az ötödik ajtón, a sötétített hátsó lámpák között fekete díszcsík van, azon díszeleg a GSI 16V vagy GSi felirat az ötödik ajtón és az első lökhárítón is megtalálható. A ráncfelvarrás után az autó elvesztette a GSi karosszériakészletét, és inkább egy közönséges Astra-hoz hasonló lett. Az autónak az Ate elsőkerék-tárcsafékei vannak belső hűtéssel 256mm átmérőjűek,hátul tárcsa/dobfék, fékrásegítővel és egy standard illesztésű blokkolásgátló rendszerrel (ABS és ETC), hogy megakadályozzák a kerekek gyorsuláskor történő csúszását (elektronikus kipörgésgátló). Sportos ötfokozatú sebességváltó, sportos futómű gáz lengéscsillapítókkal, 15” könnyűfém kerekekkel. Recaro sportülések állítható ülésmagassággal, első üléseken állítható magasságú fejtámlákkal. Fedélzeti számítógéppel (BC- MID kijelző, multi információs kijelző), Még az Opel Astra F Caravanban és 5ajtós változatban is megtalálható a C20NE 2.0 8v 85 kW/ 115LE, C20XE 2.0 16V 110 kW / 150 LE és C18XE 1.8 16V 92 kW/ 125LE motor, GSi Line lett a neve, a karosszérián megtalálhatók voltak az első hátsó GSi lökhárítók, a GSi tetőszárny, tárcsafékes hátsó híd, Recaro sportülések, fedélzeti számítógép, könnyűfém kerekek.
Az Astra F sorozatban az Opel GSi sorozat folytatta a hagyományt. A GSi a "Grand Sport injekció" kifejezést jelenti. Az Astra F GSi külsőleg és technikailag különbözött a szokásos Astra-tól. Az aerodinamikai módosítások eredményeként a GSi-nek alacsonyabb cw értéke volt, tehát ugyanazon motor mellett nagyobb a maximális sebessége, mint a standard változatnál.

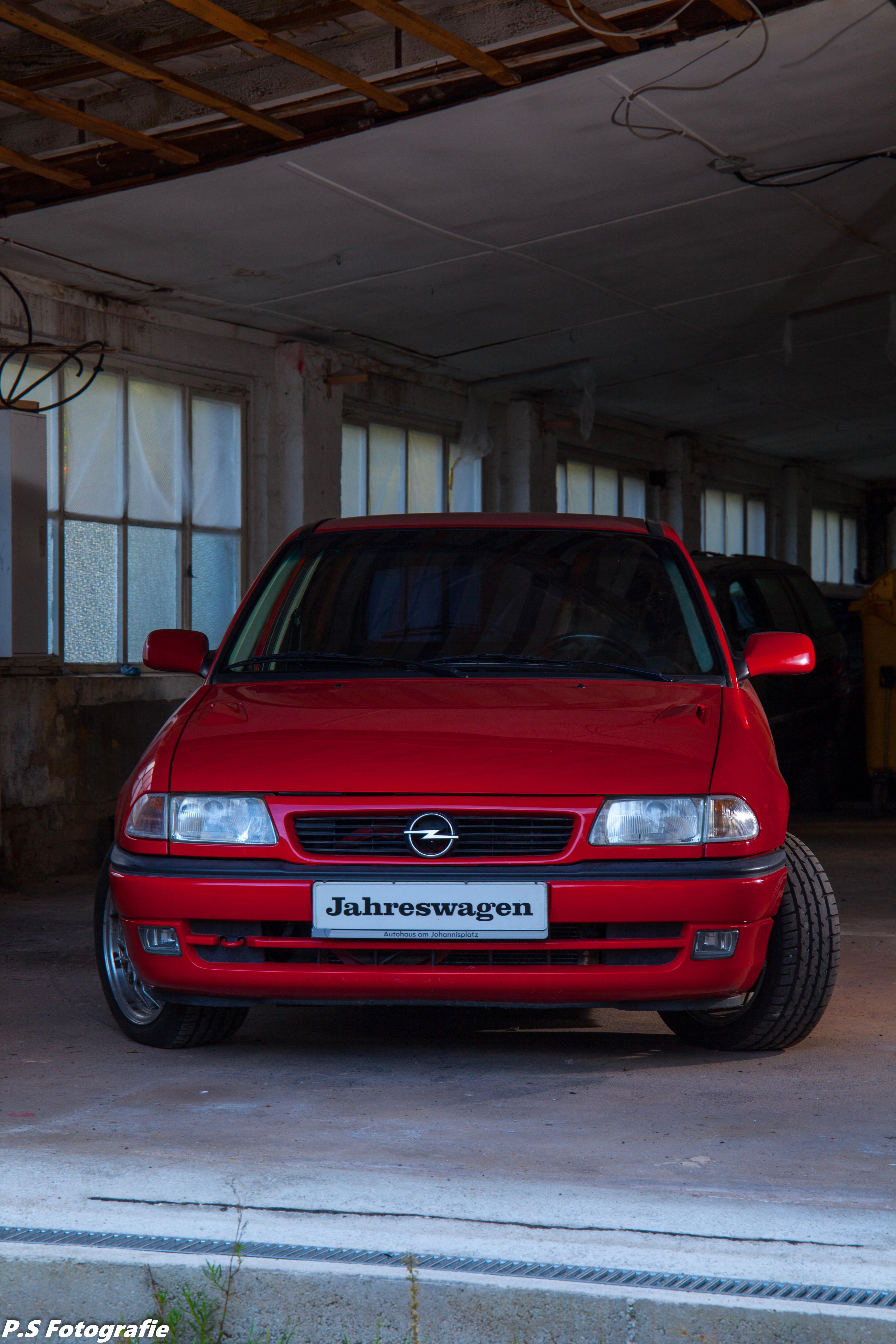
Opel Astra GSi 1995

1994 augusztusában a teljes Astra program megkapta a rancfelvarrast és ez vonatkozott a GSi-re is. Ettől a ponttól kezdve a modell már nem volt optikailag megkülönböztethető az Astra többi verziójától. Az rancfelvarras után a GSi háromajtós karosszériával és Irmscher speciális modellként létezett C20XE motorral Caravanként, optikai GSi részletek nélkül (spoiler és beömlő a motorháztetőben), míg a facelift GSi ötajtós ferdehátú és caravan változatban is elérhető volt. Az Opel nagymértékben bevezette az új modellneveket a ráncfelvarrás során, ám a GSi név megmaradt. A rancfelvarrott GSi azonban jelentősen csökkentette a standard felszerelést.

### Az első sorozatú GSi modellek optikai módosítása
Első lökhárító, hátsó lökhárító, tető spoiler, küszöb burkolat, motorháztető beömlő, hűtőrács, hátsó tetőszárny, fehér üveg, könnyűfém keréktárcsa, speciális színű sportülések és kárpit. A szokásos modelltől eltérően hiányoztak a gumírozott oldalsó díszlécek, amelyek megerősítették a sportos optikát.

### A második sorozatú GSi modellek optikai módosítása (facelift)
Az első lökhárító, a hátsó lökhárító és a tető spoiler lakkozott, és széria, nem GSi formájú, Rádióantenna a tetőn. A "GSi" betűkészlet jellemzően csak az oldalsó díszlécen vannak feltüntetve.

### Az első sorozat GSi modellek különleges műszaki jellemzői
15 mm-rel leengedett futómű, a hátsó hídra csavarozva van egy extra hátsó stabilizátorrúd (csak GSi 16V), több információs kijelző (BC fedélzeti számítógép) alapfelszereltség, kipörgésgátló ETC (csak C20XE), 1993, a vezető légzsákjával kapható.

### A második sorozatú GSi modellek különleges műszaki jellemzői (facelift)
Kombinált műszer fordulatszámmal 8000 fordulat / perc. (Csak X20XEV).

### Motorprogram a GSi-hez
Astra GSi 2.0i – modellév 1992-1993 / 1,8 16V Ecotec – modellév 1994. Az alapmodell az 1992-es és az 1993-as modellévekben a jól ismert 2.0i (C20NE) motorral és 85 kW / 115 LE motorral volt kínálatban. Az 1994-es modellévre az 1.8i 16V-os Ecotec (C18XE) motor 92 kw / 125 LE-vel váltotta fel a 2.0i, 20-at. Most a GSi alapmodellt más néven GSi 16V-nek hívták. A 2.0i megjelenése azonban megmaradt. A kerekek továbbra is acélkerekek voltak, a ködlámpákkal és a ködlámpa csak felár ellenében volt elérhető. A motor azonban már elérhető más Astra modellekben is, tehát ott volt az Astra CD és az Astra GT az 1.8i 16V Ecotec motorral.Ezenkívül a GSi alapváltozat megjelölése, legyen az akár 2.0i 8V, akár 1,8 16V Ecotec: a hátsó hangtompító egyetlen ovális kipufogócsővel rendelkezik. Az Astra GSi csak az 1994-es modellévig terjedt, csak háromajtós ferdehátú modellként.
Astra GSi 2.0i 16V – 1992-1994 Az 1992 és 1994 közötti modellezési években a legjobb modell: az Astra GSi 16V 2.0i 16V (C20XE) motorral és 110 kW / 150PS motorral. Lenyűgöző tulajdonság volt a 15 hüvelykes könnyűfém kerekek gumiabroncsaival 205 / 50R15, amelyeket itt standardként szereltek be. Mellesleg, először az Opelnél, egy 50er gumiabroncsmagassággal. Azonban megszerezheti ezt az alapmodellek szinonimáját. Szokásos, de csak az 1993.5-ös modellévtől kezdve a ködlámpa. A "nagy" 16V egyedülálló tulajdonsága: a kettős cső kipufogója két téglalap alakú kipufogócsővel.Az Astra GSi 16V légellenállása 0,30
Astra Caravan 16V – 1994-es modell Az Astra Caravan 16V-t bevezették az 1994-es modellévbe, és ebben a formában csak egy évig maradtak kínálatban. Annak ellenére, hogy nem adták el GSi-ként, az Opel már bemutatta a GSi stratégiáját az 1995-ös modellévre, és komoly versenytársat hozott a Golf VR6-ra az elején. A Volkswagen csak az 1994-es modellévtől kapta meg a Golf III Estate-t, majd csak a maximális 115 lóerővel. A Golf Estate VR6 egyelőre (még mindig) nem volt elérhető, versenytársainak szintén nem volt megfelelő megfelelője a Caravan 16V-nek. A teljesítmény-éhes apának reprezentációt kellett tennie az Opelnél. Két szempontból jó ötlet, mivel a 3 ajtós GSi minden bizonnyal nem volt optimális a családok számára A Caravan 16V alapmodellje az Astra Caravan Sportive volt. Ezen felül standard fehérje irányjelzőket, a fedélzeti számítógéppel ellátott multimédiás kijelzőt és a Check Control készüléket, valamint a kézi szintvezérlőt is felszereltek. Mint a testvérnél, a GSi 16V szintén elérhető volt a vontatásellenőrző ETC-vel. Ezenkívül a lcaravannak elöl-hátul tárcsafékei, blokkolásgátló rendszere és az Opel teljes méretű légzsája volt a vezető oldalán. Az Astra GSi 16V-vel ellentétben azonban a Caravan 16V-nek szokásos könnyűfém kerekek nélkül kellett lennie. Itt a normál GSi kerékborításának elegendőnek kellett lennie. Dupla kürt, bőr kormánykerék és a hátsó részén található Fußraumheizkanäle kiegészíti az extrákat.

### Astra GSi – modellév 1995-1996
Az 1995-ös modellévre az Astra F jelentős átalakításon ment keresztül, amelyből a GSi nem volt kizárva
Most először volt három különböző karosszériastílus, mivel a 3-ajtós ferdehátú mellett az 5-ajtós ferdehátú GSi már kapható volt. És a Caravan 16V-t is átnevezték, és ma már GSi értékesítik. Az Opel nagyon szélesen módosította a GSi-t. Így a konkrét GSi Verspoilerung készüléket kicserélés nélkül hagyták el, és a Multi Info kijelző most már csak felárért volt elérhető. A GSi 16V-t alapfelszereltségükben már nem szerelték fel a bőr kormánykerékkel és a kipörgésgátló ETC-vel. Minden modellhez alapfelszereltségként alumínium kerekek is voltak. Az Opel ezeket az intézkedéseket azzal indokolta, hogy az új gépjármű-vásárlók fokozott figyelmet fordítanak a mindennapi használatra, az optikai alulértékelésre és a jó ár-teljesítmény arányra. Ennek megfelelően az árat több mint 4000DM-rel csökkentették,
Az első modell félévben csak az Astra GSi 2.0i 16V / C20XE motorja volt. Csak 1995 februárjától követték a 2.0i 16V ECOTEC / X20XEV-et, mint réscsökkentőket a gyengébb Astra. Mivel az Astra GSi-vel párhuzamosan, az 1995-ös modelljétől kezdve kínálták, az Astra Sport, amely alapvetően nagyon hasonló volt a GSi-hez, de kisebb motorokkal rendelkezik. Ha meg tudná csinálni ABS és könnyűfém kerekek nélkül (de felár ellenében kapható), akkor alapvetően ugyanazt a modellt hajtotta. Melyik az 1.8i 16V-os motorral és a 115 lóerővel, ugyanolyan vezetési értékekkel rendelkezik, mint az első Astra GSi 2.0i 8V. Az 1997-es modellévtől kezdve az Astra F vége már árnyékot adott. A modellválaszték korszerűsítésre került, és a legtöbb előző felszerelési változatnak felel meg. Tehát az Astra GSi vége nem volt meglepő. Az Astra Motion vagy az Astra Cool Motion formájában azonban szinte azonos modellt lehet megrendelni. Itt csak a belső tér (sportülések, de más anyag) és a felnik különböztek.
Az 1994-es modellévben az 1.8i 16V Ecotec / C18XE váltotta fel a 2.0i motort az alapmodellben20.A C25XE-vel együtt itt kezdődött az ECOTEC motorok kora, és a korábbi „Family II” motorokat cserélték.Igaz, hogy az Opel kezdetben kissé szivacsosként határozta meg az ECOTEC motorokat, és csak később konkretizálta az ECOTEC 25 sorozat jellemzőit, ám nagy részben a meghatározás a C18XE és a C25XE modellekre is vonatkozik. 1993-ban ez csupán a motorok új generációjának rövidítése volt, amelynek szövege: Kibocsátás-fogyasztás-optimalizált technológia, 1995-től pedig az ECOTEC motorok egyedi meghatározását forgalmazták: 4-szelepes technológia, kipufogógáz-visszavezetés, kopogásvezérlés, friss levegő befecskendezése. Az Opel ezt követően, de nem túl komolyan vette ezeket a funkciókat, és marketing eszközként fejlesztette ki az ECOTEC kifejezést. Később néhány országban a C20XE-t ECOTEC néven is eladták ...
Az 1995.5 modellévtől kezdve a 2.0i 16V Ecotec / X20XEV lett az Astra GSi15 új alapmotorja.Itt most egy ECOTEC motor az Opel konkrét meghatározása után, amely az Opel program standard motorjává vált.Az Astra GSi mellett a motort az Astra F. különféle egyéb felszereltségi szintjeire is beépítették. A Calibra, a Vectra, az Omega B és az Astra G szintén fel van szerelve ezzel a motorral. Az Astra G OPC-ben, de aztán ismét tegye a kezét, és fejlessze ki az X20XER motort az Astra G OPC 1-hez.
1996-ig a 2.0i 16V / C20XE képes volt érvényesülni az Astra GSi program legjobb motorjaként. Szinte tíz évig a C20XE-t Németországban kínálták. Tekintettel arra a tényre, hogy ez a szabványos többszelepes szelepek korai adatai, természetesen nem rossz eredmény.

### GSi technikai adatok
| Motor           | 2.0i             | 1.8i 16V                    | 2.0i 16V             | 2.0i 16V                        |
| Gyártás idő     | 1992-1993        | 1994-1994                   | 1995 1/2-1996        | 1992-1995                       |
| Motorkód        | OHC C20NE        | DOHC C18XE Ecotec           | DOHC X20XEV Ecotec   | DOHC C20XE                      |
| Elhelyezkedés   | 4 hengeres soros | 4 hengeres soros            | 4 hengeres soros     | 4 Hengeres soros                |
| Szelepek        | 8                | 16                          | 16                   | 16                              |
| Furat           | 86.0 mm          | 81.6 mm                     | 86.0 mm              | 86.0 mm                         |
| Löket           | 86.0 mm          | 86.0 mm                     | 86.0 mm              | 86.0 mm                         |
| Löktérfogat     | 1998 ccm         | 1799 ccm                    | 1998 ccm             | 1998 ccm                        |
| Teljesítmény    | 85 kw / 115 LE   | 92 kw / 125 LE              | 100 kw / 136 LE      | 110 kw / 150 LE                 |
| Fordulatszamnál | 5400 U/min       | 5600 U/min                  | 5600 U/min           | 6000 U/min                      |
| Nyomaték        | 170 Nm           | 168 Nm                      | 185 Nm               | 196 Nm                          |
| Fordulatszámnál | 2600 U/min       | 4800 U/min                  | 4000 U/min           | 4800 U/min                      |
| ECU gyártó      | Motronic M1.5.2  | Siemens Simtec 56.0         | Siemens Simtec 56.1  | Motronic M2.5 / M2.8 ab MJ 1993 |
| Benzin          | 95 Oktan         | 95 Oktan                    | 95 Oktan             | 95 Oktan                        |
| Váltó           | F16CR 5-Gang     | F16CR 5-Gang / F18CR 5-Gang | F18CR 5-Gang         | F20CR 5-Gang / F18+CR 5-Gang    |
| 0 – 100 km/h    | 9.5 s            | 9.0 s                       | 9.0 s (9.5 s*)       | 8.0 s (8.5 s**)                 |
| Végsebesség     | 200 km/h         | 204 km/h                    | 207 km/h (202 km/h*) | 220 km/h (210 km/h**)           |

#### GSi felszereltség
| Felszereltség           | 2.0i 8V              | 1.8i 16V Ecotec | 2.0i 16V Ecotec           | 2.0i 16V 1995ig      | 2.0i 16V 1995től            | Caravan 16V   |
| ABS                     | Igen                 | Igen            | Igen                      | Igen                 | Igen                        | Igen          |
| ETC Kipörgésgátló       | Nem                  | Nem             | Nem                       | Igen                 | Nem                         | Igen          |
| Légzsák vezető          | Igen de csak 93/5től | Igen            | Igen                      | Igen de csak 93/5től | Igen                        | Igen          |
| Légzsák utas            | Nem                  | Nem             | Igen                      | Nem                  | Igen                        | Nem           |
| Szintszabályzás         | Nem                  | Nem             | Nem                       | Nem                  | Csak Caravan                | Igen          |
| Felni                   | Acél                 | Acél            | Könnyűfém                 | Könnyűfém            | Könnyűfém                   | Acél          |
| Méret                   | 5 1/2x14             | 5 1/2x14        | 5 1/2x15                  | 6x15                 | 5 1/2x15                    | 5 1/2x14      |
| Gumiabroncs             | 195/60R14            | 195/60R14       | 195/55R15                 | 205/50R15            | 195/60R14                   | 195/60R14     |
| Felni design            | Dísztácsa            | Dísztãrcsa      | 8 küllős Design           | GSi Design           | 8 küllős Design             | Dísztárcsa    |
| Bőrkormany              | Nem                  | Nem             | Nem                       | Igen                 | Nem                         | Igen          |
| Színezett üvegek        | Nem                  | Nem             | Csak Caravan              | Nem                  | Csak Caravan                | Igen          |
| Ködlámpák elöl          | Nem                  | Nem             | Igen                      | Igen, csak 93/5től   | Igen                        | Igen          |
| MID kijelző             | Igen                 | Igen            | Nem                       | Igen                 | Nem                         | Igen          |
| Radio                   | Nem                  | Nem             | SC 202 / Car 300 ab MJ 96 | SC 202               | SC 202 / Car 300 ab MJ 96   | SC 202        |
| Központizár             | Nem                  | Nem             | Csak Caravan              | Nem                  | Csak Caravan                | Igen          |
| Hátsó Lábtérfűtés       | Igen                 | Igen            | Csak klímás               | Igen                 | Csak Caravan és/vagy Klimás | Igen          |
| Kipufogó                | Egyvéges ovál        | Egyvéges ovál   | Egyvéges szögletes        | Dupla szögletes      | Dupla szögletes             | Egyvéges ovál |
| Első lökhárító spoiler  | Igen                 | Igen            | Nem                       | Igen                 | Nem                         | Nem           |
| Hátsó lökhárító spoiler | Igen                 | Igen            | Nem                       | Igen                 | Nem                         | Nem           |
| Tetőszárny              | Nagy                 | Nagy            | Kicsi                     | Nagy                 | Kicsi                       | Nincs         |

#### GSi színek
| Opel – Code | GM – Code | Fantázianév    | Lakktípus                     | MJ 1992 | MJ 1993 | MJ 1994 | MJ 1995 | MJ 1996 |
| 474         | 10L       | Casablancaweiß | Unilack                       | X       | X       | X       | X       | X       |
| 547         | 79L       | Magmarot       | Ragyogó lakk                  | X       | X       | X       | X       | X       |
| 266         | 81L       | Novaschwarz    | Kétrétegű Metal Lack          | X       | X       | X       | X       |         |
| 270         | 24L       | Spektralblau   | Kétrétegű ásványi Effekt Lack | X       | X       | X       |         |         |
| 286         | 29L       | Keramikblau    | Kétrétegű ásványi Effekt Lack |         |         |         | X       | X       |
| 485         | OR9       | Ananasgelb     | Unilack                       |         |         |         | X       | X       |
| 363         | 95L       | Graphit        | Kétrétegű ásványi Effekt Lack |         |         |         |         | X       |

#### GSi kárpitok
Kezdetben csak egy belső változat volt elérhető a GSi modellekhez, egészen az 1994-es modelljéig. Az "Arizona" antracit anyagból készült sportülések alapkivitelben voltak, és ilyen formában szerelték be, így csak az Astra F-be. Csak az 1994-es modellévre volt feltehetően alternatív bőrkárpit felár ellenében. Az 1993.5 modellévtől kezdve minden GSi-hez légzsákok is voltak. De először csak a sofőr számára. Az utasnak csak 1995 óta engedélyezett légzsák élvezése. Astra F GSi A Caravan 16V alapja az Astra F Sportive volt. Ennek eredményeként az antracitba sportülésekkel és a Petit Point anyaggal ellátott belső teret szintén gyárban telepítették. Az Astra azonban nem volt e belsőtér egyetlen kedvezményezettje. Ugyancsak a Corsa B GSi-vel és a Corsa B Sport-nal, az 1996-os modell évtől, valamint a Vectra speciális Sportive kiadásával telepítették ezt a felszerelési változatot. Astra F GSi bőr belső teret (mindig sport ülésekkel és fűtött ülésekkel együtt) először az 1994-es modellévekben kaphatták meg az összes Astra modellhez. Itt kibővítette a kényelmet orientáló vásárló számára kínált ajánlatot. Végül is, a Volkswagen a Golf II-ben már a speciális modellekhez kötöttség nélkül felajánlotta a bőrt, és a jól megérdemelt Familie főiskolai végzettek célcsoportját illetően, akiket szintén szeretnének felkérni a Caravan 16V VR6 táborába, logikusnak tűnt, ez az exkluzív Extra a programban. Irmscher ezután az Astra F modellek bőrfelületéért is felelős volt. Az 1994-es és 1995-ös modellévekben az árlisták kimutatták ezt a tényt, 1996. március 14. már nem. Az Astra GSi-ben az 1995-ös modelltől kezdve sportüléseket is telepítettek, de itt hullám antracit anyagú Ezt a belső teret az Astra Sport és az Astra Caravan Club is használja. A szövet, sport ülések nélkül, akkor még a használt Astra F Sunshine és Astra F Champion speciális modellekkel jött. A vezető és az első utas légzsáinak alapjai a fedélzeten voltak.

### 200t S Dél-Afrika

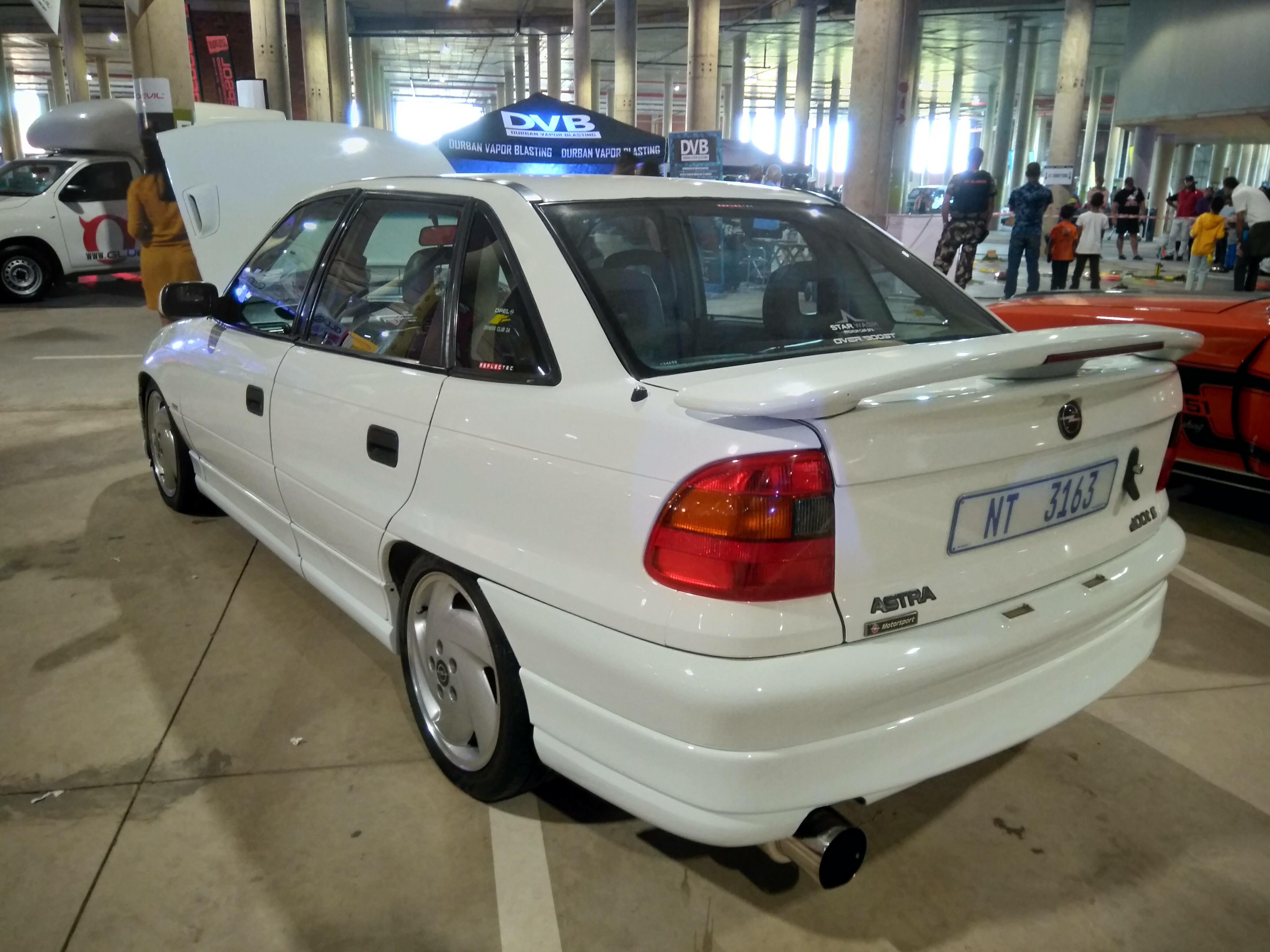
Opel Astra 200t S

A modellt Dél-Afrikában is indították 1991-ben, ahol a Delta engedélyével gyártották. A "Kadett" nevet 1999-ig megőrizték a ferdehátú járműveknél. A szedán és a caravan modelljeit Astra néven kínálták. A dél-afrikai Kadett és Astra két egymást követő évben (1994 és 1995) elnyerte az „Év Autója” címet, annak ellenére, hogy ugyanazon autó verziói voltak. A dél-afrikai nómenklatúrát centilitrében jelölték, így az Astra és a Kadett sorozat 140, 160i, 180i és 200i modelleket tartalmazott. A karosszéria GSi optikával volt ellátva, de a GSi modellektől eltérően még nagyobb fékekkel és 16”-os könnyűfém kerekekkel rendelkezett melyek a Calibra vagy a A vectra Turbo modellekről ismerős lehetett. A 200 t S volt egy konkrét név, ahol a Delta Motor Corporation meg akarta mutatni a típus specialitását, amely abban az időben egy negyed mérföld gyorsuláson verte a BMW M3-at. A "t" a turbófeltöltőt jelenti. Az Opel Astra és a Kadett 200t S motorját (C20LET) az Opel Calibra és az Opel Vectra A 4x4 2.0 16V turbóból, négykerék-meghajtásból, az európai piacokon találták, de a helyi mérnökök átalakították a hatfokozatú, négykerék-meghajtót. sebességváltó (Getrag F28) csak az elsőkerék-hajtáshoz, és mint ilyen, Dél-Afrikában egyedi volt. Dél-Afrikában volt egy speciális Astra GSi származék, annak ellenére, hogy ilyenként nem ismerték. Az Astra vagy a Kadet 200TS.A Calibra Turbo technológiát beépítették a jobb irányítású Astraba, és 160 kW-ra emeltek. Valószínűleg az Opel és a Delta Motors együttműködött Dél-Afrikában.A 234 km / h csúcs és a 0–100 km / h gyorsulás 7 másodperc alatt meglehetősen lenyűgöző érték. Érdemes megjegyezni, hogy itt van a teljes (!) GSi spoiler az 5 ajtós és a sedan változatnál is. Az 1993 és 1996 között, a dél-afriai Port Elizabethben összeszerelt 350 darab autó motorja és karosszériája is egyedi megrendelésre, Szentgotthárdon készült. Az összeszerelést az 1986-ban alapított, dél-afrikai Delta Motor Corporation készítette, ami korábban 45%-ban, 2003-tól viszont 100%-ban a General Motors tulajdonában van. A C20LET motorkódú aggregáthoz, a 4X4 hajtás helyett ez esetben csak elsőkerék meghajtás párosul, amit egy GetragF28-as, hat sebességes kézi váltón keresztül mozgat a motor. A dolog pikantériája, hogy különböző turbónyomással is készült az autó. Az alap turbónyomás, 0,55 bar, amellyel 207 lóerőt tudott, de egészen 1,8 bar-ig volt húzható, amellyel 370, a megfelelő átépítéssel pedig akár 700 lóerőt is tudott. A dolog legérdekesebb része, hogy 1993-ban és 1994-ben elnyerte a dél-afrikai Év Autója címet is, de a legendák szerint negyed mérföldön még a BMW M3-ast is maga mögé utasította.